# ایران
ایران با نام رسمی جمهوری اسلامی ایران، کشوری در غرب آسیا است. این کشور از غرب با ترکیه و عراق، از شمال غربی با ارمنستان و جمهوری آذربایجان، از شمال با دریای مازندران و ترکمنستان، از شرق با افغانستان و پاکستان، و از جنوب با دریای مکران و خلیج فارس هم‌مرز است. ایران با ۱٫۶۴ میلیون کیلومتر مربع گستره، هفدهمین کشور پهناور جهان، و با جمعیت ۹۲٬۱ میلیون نفر، هفدهمین کشور پرجمعیت جهان است. ایران در تقسیمات کشوری به ۳۱ استان تقسیم می‌شود. زبان رسمی ایران فارسی است. پایتخت و پرجمعیت‌ترین شهر این کشور تهران است.
این گهواره تمدن پیش از ورود اقوام ایرانی، محل سکونت گروه‌های مختلفی بوده است. در سدهٔ هفتم پیش از میلاد، پادشاهی ماد بخش‌های زیادی از فلات ایران را یکپارچه کرد و این قلمرو در سدهٔ ششم پ. م، با شاهنشاهی هخامنشی تحت حکومت کوروش بزرگ به اوج خود رسید. در سدهٔ چهارم پ. م، اسکندر بزرگ این شاهنشاهی را فتح کرد. شورش ایرانیان در سدهٔ سوم پ. م، منجر به پایه‌گذاری شاهنشاهی اشکانی شد که در سدهٔ سوم میلادی، شاهنشاهی ساسانی جانشین آن گردید. در سدهٔ هفتم م، مسلمانان عرب این شاهنشاهی را فتح کردند که منجر به اسلام آوردن ایرانیان شد. از آن به بعد، ایرانیان در علم و فرهنگ اسلامی نقش داشتند. از سدهٔ نهم، دودمان‌های ایرانی‌تبار پدیدار شدند که به حکومت اعراب پایان دادند و زبان فارسی را احیا کردند. پس از آن ترک‌های سلجوق و مغول‌های ایلخانی حکومت را در این سرزمین به‌دست گرفتند. در سدهٔ شانزدهم، صفویان حکومت ایران را بار دیگر یکپارچه کرد. نادرشاه در سدهٔ هجدهم فرماندهی نیرومندترین ارتش آن زمان را بر دوش داشت اما در سدهٔ نوزدهم، جنگ‌هایی با امپراتوری روسیه منجر به جدایی بخش‌های زیادی از سرزمین‌های ایران شد. دههٔ ۱۲۸۰ شمسی شاهد جنبش مشروطه بود. کوشش‌ها به‌منظور ملی‌سازی صنعت نفت ایران منجر به کودتایی انگلیسی-آمریکایی در ۱۳۳۲ شد. پس از انقلاب ۱۳۵۷، جمهوری اسلامی کنونی توسط سید روح‌الله خمینی، نخستین رهبر جمهوری اسلامی، بنا نهاده شد.
حکومت ایران یک حاکمیت دینی با نظام ریاستی است، اما اختیارات بنیادی به رهبر نظام که یکه‌سالار است، واگذار شده است؛ این مقام از زمان مرگ خمینی در سال ۱۳۶۸ به‌دست سید علی خامنه‌ای بوده است. حکومت ایران اقتدارگراست و انتقادات گسترده‌ای به‌دلیل محدودیت‌های قابل‌توجه، نقض حقوق بشر و آزادی‌های مدنی به آن وارد شده است. این نظام، قطب اسلام شیعه در خاورمیانه و دشمن اسرائیل شناخته می‌شود. ایران همچنین یکی از بزرگ‌ترین بازیگران امور خاورمیانه به‌شمار می‌رود و نظام جمهوری اسلامی به‌طور مستقیم و غیرمستقیم در اکثر درگیری‌های خاورمیانه دست دارد. سیاست خارجهٔ تنش‌زای جمهوری اسلامی در منطقه، که شناسه آن پشتیبانی از گروه‌های شبه‌نظامی اسلامی متعدد است، به‌شدت محکوم شده است.
سرزمین پهناور ایران با گذشته‌ای کهن وارث فرهنگ و تمدنی فراگیر است که در طول هزاران سال گستره ای از گوناگونی زبانی، مذهبی، گویش‌ها، آداب، عادات مناسک و غیره را میان خود با نرمی و ساده‌گیری چشمگیر جای داده است به گونه‌ای که ایران از لحاظ گوناگونی قومیتی در میان ۱۰ کشور نخست جهان جا گرفته و پنجاه زبان و لهجه و هشت قوم رسمی را در خود جای داده است که هر یک از این اقوام در کنار تفاوت‌هایی که در نمادهای فرهنگی خود با دیگر اقوام ایرانی دارند، از همسانی بسیاری برخوردارند. بیشتر استان‌های کشور، در درجات گوناگون، درگیر تنوعات اتنیکی، زبانی یا مذهبی هستند. بزرگ‌ترین اقوام ایران عبارتند از فارس، آذربایجانی، آشوری، ارمنی، بلوچ، ترکمن، تالش، تات، عرب، قشقایی، کُرد، مردم لک، گرجی، گیلک، لارستانی، لُر و مردم بختیاری و مازندرانی. بسیاری از ایرانیان به زبان‌های فارسی، ترکی آذربایجانی، کُردی، زبان لکی، بلوچی، لُری، لُری بختیاری، مازندرانی، گیلکی، تالشی و عربی صحبت می‌کنند اما زبان مشترک و میانجی در میان این اقوام زبان فارسی است.
قانون اساسی جمهوری اسلامی، اسلام شیعه را دین رسمی این کشور اعلام کرده است. ایران جایگاه راهبردی در منطقهٔ خلیج فارس دارد و تنگهٔ هرمز در جنوب آن، راهی بسیار مهم برای انتقال نفت خام است. این کشور زیرساخت قابل‌توجهی در بخش‌های خدماتی، صنعتی و کشاورزی دارد که اقتصاد این کشور را توانمند می‌سازند اما این اقتصاد هنوز بر فروش نفت و گاز استوار است و از فساد مالی رنج می‌برد. منابع طبیعی ایران، قابل‌توجه هستند و در میان اعضای اوپک، ایران سومین دارندهٔ ذخایر بزرگ اثبات شدهٔ نفت است. میراث فرهنگی این کشور غنی است و میراث جهانی یونسکو در آن از ۲۷ مورد تشکیل می‌شود. ایران از اعضای بنیان‌گذار سازمان ملل متحد، سازمان همکاری اقتصادی، سازمان همکاری اسلامی و اوپک است و از قدرت‌های منطقه‌ای شمرده می‌شود.

## ریشه‌شناسی نام

### ایران

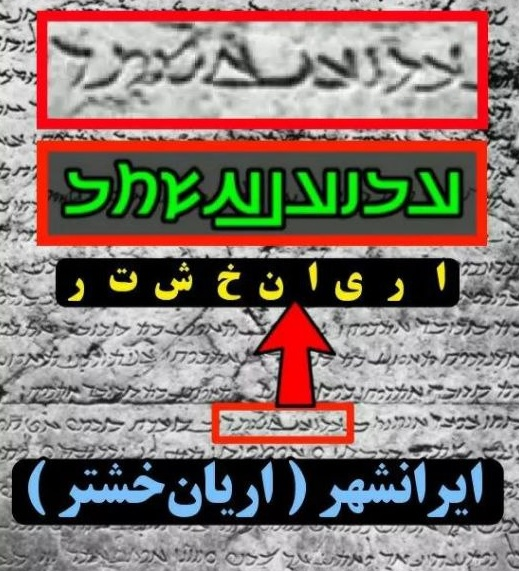
سنگ‌نوشته شاپور یکم در کعبه‌یِ زرتشت، به سه زبانِ پارسی میانه، زبان پارتی و زبان یونانی میانه که شاپور در آن، کشورش را «ایران» و «ایران‌شهر» نامیده است. در متن پارتی و یونانی، به ترتیب از عبارتِ آریان و اریان‌خشثره بهره‌گرفته‌شده.

واژهٔ ایران آشکارا از پارسی میانه سرچشمه می‌گیرد. نخستین بار در دنبالهٔ نام اردشیر بابکان، بنیان‌گذار شاهنشاهی ساسانی به نام ایران اشاره شده است. در نقش رستم و سکه‌های اردشیر بابکان، به او با نام «اردشیر شاهنشاه آریان (ایران)» اشاره شده است. ایران (پهلوی ساسانی) و آریان (پهلوی اشکانی) هردو برای اشاره به مجموع مردم ایران نیز استفاده می‌شدند؛ این دو واژه برگرفته از آریا در زبان نیاایرانی هستند. بر پایه اسناد تاریخی موجود، ایران‌شهر را ساسانیان برای نخستین بار به شکل سیاسی به کار بردند و پیش از آنان، به این کشور با چنین عنوانی اشاره نشده است؛ پیش از ساسانیان تنها یک بار، از اصطلاح سرزمین‌های ناآریایی استفاده شده است.
بر پایه اساطیر ایران نیز، نام «ایران» از نام ایرج، یک شاهزادهٔ اساطیری (پیشدادی) که به‌دست برادرانش (تور و سلم) کشته شد، آمده است. در اوستا، بخشی که نخستین مهد زندگی آریایی‌ها بوده، ایران وئجه نامیده شده است که به معنای «سرزمین آریاها» است. همچنین در اوستا واژهٔ «اَئیریَ» (به اوستایی: 𐬀𐬌𐬭𐬌𐬌𐬀) برای اشاره به همین نژاد استفاده شده است.

### واژه‌های برگرفته از پارس
به جز واژهٔ ایران، این کشور بیشتر با پارس و واژه‌های برگرفته از آن، توسط جهان خارج مورد اشاره قرار گرفته است. به شکل تاریخی، جهان غرب به این کشور با نام Persia اشاره کرده است که در زبان‌های گوناگون آنان، به شکل خاصی تلفظ می‌شود. از مهم‌ترین عوامل گسترش این نام در جهان غرب، نوشته‌های مورخان یونانی است که از ایران به عنوان Persís یاد می‌کردند. پارسه، یکی از این دسته واژه‌ها، دارای معنی «سرزمین پارسیان» است. این موارد، در حالی اند که پارس نام یکی از استان‌های ایران باستان نیز بود که امروزه به عنوان استان فارس تعریف شده است. این دسته از نام‌ها، در داخل ایران نیز مورد استفاده قرار می‌گرفتند. در ادبیات فارسی و عربی، با عنوان مملکت فارس به این کشور اشاره شده است.
در ۶ دی ۱۳۱۳، در دوران رضاشاه، حکومت ایران به شکل رسمی از کشورهای دیگر خواست که در نوشته‌های رسمی، از واژهٔ ایران که نام درون‌نام و تاریخی بود به جای واژه‌های برون‌نام همچون پرشیا، پرس و پرسه استفاده کنند. در این دوران، در اروپا، ایران تنها یک اصطلاح جغرافیایی بود و برای اشاره به این کشور به کار نمی‌رفت. سعید نفیسی، در دفاع از استفاده از نام ایران در زبان‌های دیگر، ضمن انجام اشاراتی به تاریخ این کشور، اعلام داشت که ایران قدیمی‌ترین نام باستانی و تاریخی این کشور است.

## تاریخ

### پیشاتاریخ

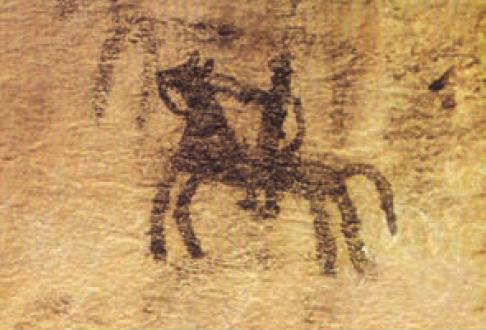
یک غارنگاره در غار دوشه در لرستان، از هزارهٔ هشتم پیش از میلاد

نشانه‌هایی از وجود انسان در غاری به نامه قلعه کرد پیدا شده که ۴۷۵۰۰۰سال پیشینه دارد، در این پیدایش نشانه‌هایی از استخوان جانوران و نئاندرتال نابود شده به چشم می‌خورد. آثار باستانی کشف‌شده در ایران، همانند نمونه‌های کاوش شده در کشف‌رود و گنج پر در شمال این کشور، گواهی‌دهندهٔ بودن انسان در ایران از دوران پارینه‌سنگی زیرین هستند. نشانه‌هایی از نئاندرتال‌های ایران از پارینه‌سنگی میانی وجود دارد که بیشتر در منطقهٔ زاگرس، در مکان‌هایی مانند ورواسی و یافته (از فرهنگ موستری)، پیدا شده‌اند. در پارینه‌سنگی پسین، فرهنگ‌هایی چون برادوستی و زرزی در منطقه جان گرفتند. در این دوران، سکونتگاه‌های زاگرس در فضای باز بوده‌اند و ابعاد آن‌ها، نظامی رده‌بندی را نشان می‌دهد.
دوران نوسنگی و مس‌سنگی در ایران با نگرش به سردی، نزدیک به هزار سال ادامه داشت تا دوران نوسنگی از هلال حاصلخیز به فلات ایران برسد و کشاورزی ممکن شود. سکونتگاه‌های نوسنگی یافت شده در این کشور، در جاهایی با امکان دیم‌کاری قرار دارند. از هزارهٔ دهم تا هفتم پیش از میلاد، نخستین مردمان کشاورزی، در منطقهٔ زاگرس در باختر ایران، از جمله چغاگلان، چغابنوت و چغامیش به شکوفایی رسیدند.
در عصر برنز، مناطق پیرامون دشت‌های فلات ایران از میانهٔ هزارهٔ چهارم پیش از میلاد تا آغاز هزارهٔ سوم پیش از میلاد، دستخوش پیدایش مراکز شهری شد که سرانجام گسترش بازرگانی به‌ویژه در زمینهٔ فلز بود. این فرایند، بیشتر شاخه‌ای از پیدایش تمدن در دوران اوروک میانرودان دانسته می‌شود. در دوران برنز، جمعیت فلات ایران به گونه‌ای قابل توجه افزایش یافت.

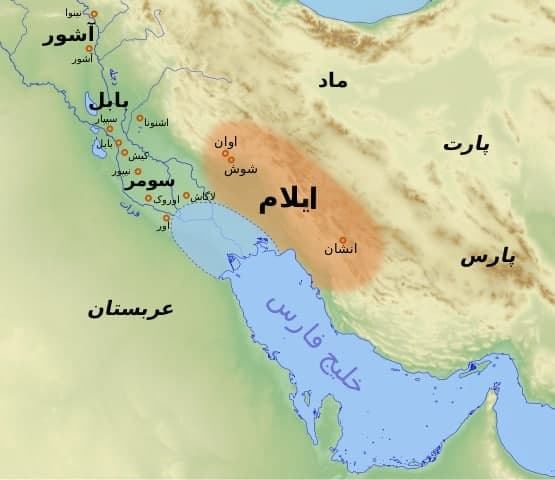
تمدن ایلام در پایان، هزارهٔ سوم قبل از میلاد

نشانه‌هایی با پیشینه ۸۰۰۰ سال در پیرانشهر در شمال غرب ایران کشف شده است. نشانه‌های گوناگون از دوران مفرغ، سازه‌های بزرگ از دوران آهن و محوطه‌های گوناگون مربوط به دوره‌های ساسانی، اشکانی و اسلامی نشان‌دهنده شرایط آب و هوایی مناسب برای تمدن بشر در ۸۰۰۰ سال گذشته در منطقه پیرانشهر است.
پدیداری شوش به عنوان یک شهر کهن، که با تاریخ‌گذاری رادیوکربن تعیین شده است، به آغاز سال ۴۳۹۵ پیش از میلاد بازمی‌گردد. شمار زیادی سایت‌های پیش از تاریخ در سراسر فلات ایران هست که به وجود فرهنگ‌های باستانی و سکونت‌گاه‌های شهری در هزاره چهارم پیش از میلاد گواهی می‌دهند. در دوران برنز، قلمروی ایران کنونی، جایی برای بالندگی تمدن‌های گوناگون، از جمله ایلام، جیرفت و زاینده‌رود بود. ایلام، برجسته‌ترین این تمدن‌ها، در جنوب غربی کشور در کنار بین‌النهرین گسترش یافت و تا زمان پدیداری امپراتوری‌های ایرانی، وجود خود را ادامه داد. پیدایش نگارش در ایلام با سومر هم راستا بود و خط میخی ایلامی، از هزارهٔ سوم پیش از میلاد گسترش یافت. از حدود ۳۳۵۰ تا ۲۵۰۰ سال پیش از دوران مشترک نیز، شمال باختری ایران بخشی از تمدن کورا–آراکس بود.

### دوران باستان
تا هزاره دوم پیش از میلاد، مردم ایرانی باستان از استپ اوراسیا به آنچه هم‌اکنون ایران خوانده می‌شود، وارد شدند و به رقابت با ساکنان بومی این منطقه پرداختند. مهاجرت آریایی‌ها به ایران که به دلایلی همچون افزایش جمعیت و تغییرات اقلیمی رخ داد، بسیار مورد بحث بوده است و هنوز زمان دقیقی برای شروع آن مشخص نشده است؛ اما در منابعی پایان این مهاجرت، حدوداً در قرن نهم و هشتم پیش از میلاد در نظر گرفته شده است. مهم‌ترین اقوام آریایی که ایران را برای زندگی برگزیدند، پارس‌ها و مادها بودند. این دو، دارای فرهنگی نزدیک به هم بودند و زبان آنان با یکدیگر چندان تفاوتی نداشته است. مادها در گروه‌هایی جدا از هم زندگی می‌کردند و در هنگام نیاز، با یکدیگر متحد می‌شدند. مادها در غرب و شمال غربی ایران اقامت داشتند و تا پیش از بنیان‌گذاری دولت‌شان، مورد حملهٔ اقوام دیگر قرار می‌گرفتند. از قبایل پرشمار ایرانی که در فلات ایران ساکن شده بودند، نخست این مادها بودند که قدرتی یافتند و پیشرو شدند.
دیاکو، بنیان‌گذار و نخستین شاه پادشاهی ماد بود که برای ۵۳ سال حکومت کرد و تاریخ حدودی حکومت وی، از ۷۰۸ تا ۶۵۵ پیش از میلاد در نظر گرفته شده است. دیاکو هگمتانه را به عنوان نخستین پایتخت حکومت خود برگزید؛ پس از دیاکو، پسرش، فرورتیش به عنوان شاه برگزیده شد که همان سیاست‌های پدرش را دنبال کرد و پس از اتحاد با پارس‌ها، به آشوری‌ها اعلام جنگ کرد تا مردم خود را از پرداخت باج به آنان رها سازد؛ فرورتیش برای ۲۲ سال حکومت کرد (از ۶۵۵ تا ۶۳۳ پیش از میلاد) و در جنگی با آشوری‌ها شکست خورد و کشته شد. ریشهٔ این درگیری‌ها به مدت‌ها پیش، از اواخر قرن دهم تا قرن هفتم پیش از میلاد بر می‌گردد؛ مردم و تمدن‌های ایرانی در این دوران، تحت سلطهٔ آشوریان که در شمال میان‌رودان اقامت داشتند، بودند. اما در نهایت، هووخشتره، سومین شاه ماد (دوران: ۶۲۵ تا ۵۸۴ پیش از میلاد) یک ارتش ایرانی مسلح و منظم ایجاد کرد تا به سلطهٔ آشوریان بر مردم ایرانی پایان دهد. هووخشتره به همراه ارتش مسلح خود، به دژهای آشوری حمله برد و نینوا، پایتخت دشمن را محاصره کرد؛ در این دوران، بابل متحد هووخشتره بود و نینوا در نهایت به دست نبوپلسر، پادشاه بابل افتاد و ویران گشت. این پایانی بر سلطهٔ آشور بر مردم ایرانی بود.

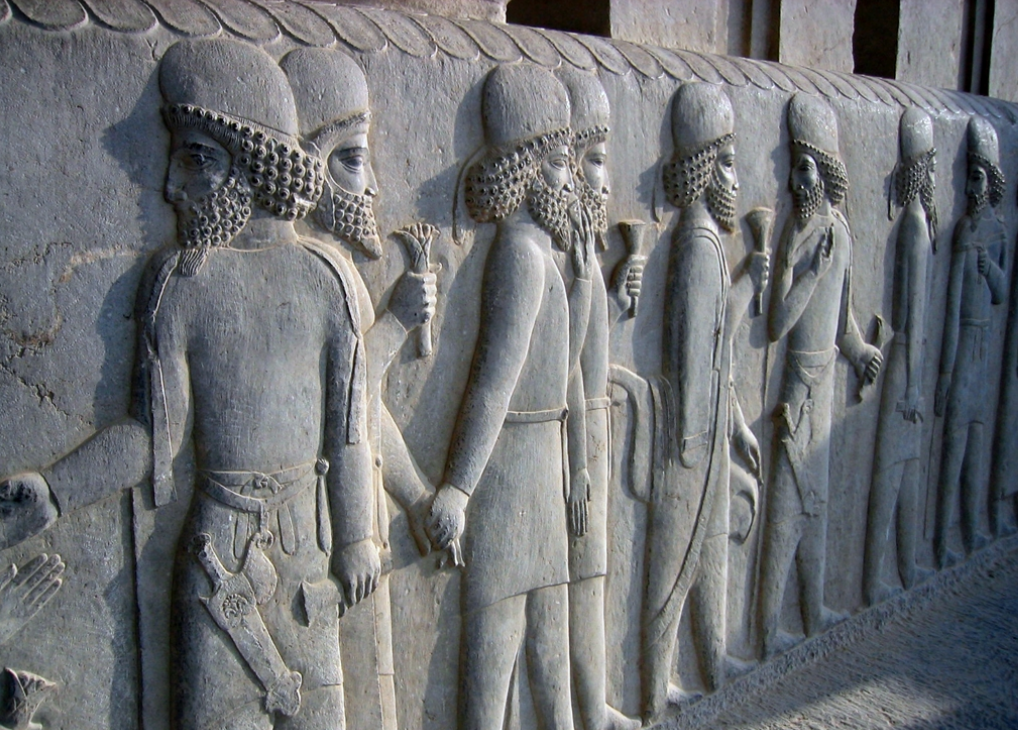
نمونه‌ای از پوشاک مادها در تخت جمشید

پایان سلطهٔ آشور بر مردم ایرانی، آغازی بر گسترش بیشتر تمدن‌های ایرانی بود و پس از پیروزی‌های هووخشتره، بخش اعظم آسیای صغیر در اختیار مادها قرار گرفت. هووخشتره برای مدت ۶ سال نیز با پادشاهی لیدیه جنگید که در سال هفتم به دلیل خورشیدگرفتگی جنگ متوقف شد. بابل میان دو طرف جنگ وساطت کرد و هالیس مرز میان دو کشور شد. هووخشتره یک سال پس از این، در ۵۸۴ پیش از میلاد درگذشت. آخرین پادشاه ماد نیز ایشتوویگو بود که شکست از کوروش، شاه انشان را پذیرفت.
پدیداری پادشاهی ماد یکی از نقاط عطف تاریخ ایران بوده است. این، یک آگاهی‌رسانی از خیزش آریایی‌ها به سوی قدرت سلسله‌ای بود که از این پس ادامه یافت و زندگی فرهنگی و سیاسی در فلات ایران و دیگر سرزمین‌های تصرف‌شده توسط ایرانیان را شکل داد.

#### کوروش بزرگ و شاهنشاهی هخامنشی
در نزدیکی سال ۵۵۰ پیش از میلاد، حکومت مادها با پشتیبانی داخلی توسط کوروش بزرگ فتح شد. شکست ایشتوویگو توسط کوروش، در واقع، گذاری از یک قدرت به قدرتی دیگر بوده است نه نابودی کامل قدرت شکست‌خورده. به شکلی دقیق‌تر، کوروش به عنوان پیش‌درآمدی برای اتحاد همهٔ مردم ایران و دیگران زیر پرچم خود، مادها و پارس‌ها را در ارتش خود در هم آمیخت.
پس از آن که کوروش لقب «شاه ماد» را از آن خود کرد، کرزوس، پادشاه لیدیه، برای جنگ آماده شد و از یونانی‌ها و مصری‌ها برای جنگ با کوروش درخواست اتحاد کرد. کوروش در سال ۵۴۶/۵۴۵ پ. م، به همراه ارتش خود وارد سارد شد. سپس مناطق یونانی‌نشین آسیای صغیر نیز به‌دست ارتش کوروش فتح شد.

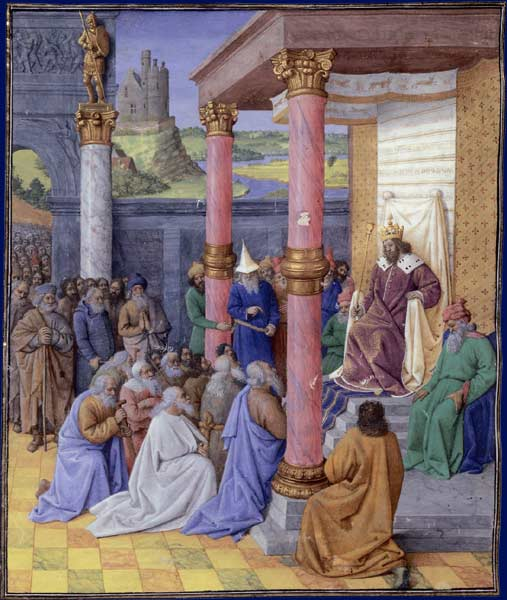
یهودیان در نزد کوروش بزرگ، اثر ژان فوکه در سال ۱۴۷۰ میلادی؛ او یهودیان را آزاد کرد و هزینه بازسازی معبد اورشلیم را تأمین کرد.

او بر آسیای میانه نیز چیره گشت؛ از سال ۵۴۵ تا ۵۳۹ پیش از میلاد، کوروش با اقوامی که میان دریای خزر و هند بودند، مبارزه کرد و توانست شهرهای بسیاری همچون بلخ، مرو و سغد را ضمیمهٔ قلمروی شاهنشاهی هخامنشی کند. در سال ۵۳۹ پ. م، کوروش تصمیم به فتح بابل، پایتخت سیاسی و فرهنگی خاور نزدیک باستان، گرفت؛ ترفندهای نظامی معمول برای حمله به بابل کاربردی نبودند و تصمیم گرفته شد که مجرای فرات تغییر یابد و ابزار ویژه‌ای همراه لشکریان فرستاده شد. ارتش کوروش توانست بلشاصر و نیروهایش را شکست دهد و از مجرای فرات وارد بابل شد. در اقدامی قابل توجه، کوروش دستور منع کشتار و غارت را صادر کرد. در این دوره با توجه به مشکلات داخلی بابل، آوازهٔ پارس‌ها زودتر از خودشان رسیده بود و مردم بابل کوروش را نجات‌دهندهٔ خود می‌دانستند. نبونعید آخرین پادشاه امپراتوری بابل نو نیز پس از پذیرش شکست از پارس‌ها، به کرمان فرستاده شد. اقدامات کوروش در فتح بابل، در تاریخ بشریت مهم دانسته می‌شوند؛ مهربانی وی بر ملل مغلوب متمایز بود. مِهر پادشاه ایرانی در حق یهودیان باعث شد که در تورات به وی اشاره شود. کوروش آداب و دین ایرانیان را به دیگر ملل تحمیل نکرد و در این مقطع، اموال یهودیان را به آنان بازگرداند و گذاشت معبد خود را دوباره بسازند. منشور کوروش که پس از شکست‌دادن نبونعید و تصرف بابل (حدود ۵۳۹ و ۵۳۸ پ. م) نوشته شده است، نشانی است از اینکه کوروش برای مردم این امکان را فراهم کرده است که در آرامش زندگی کنند.
کمبوجیه دوم، فرزند ارشد کوروش پس از درگذشت پدرش، در نزدیکی سال ۵۳۰ پ. م تاج‌گذاری کرد. در سال ۵۲۵ پ. م، پس از عبور از صحرا و شکست ارتش‌های مصری، توانست منف، پایتخت مصر را تصرف کند. دیگر شاه هخامنشیان که اقدامات مهمی داشت، داریوش بزرگ است که چهارمین پادشاه هخامنشی شناخته می‌شود. کسب پیروزی در جنگ‌هایی جهت حفظ قلمرو، افزایش نظارت حکومت مرکزی به ساتراپی‌ها، افزایش عدالت اجتماعی، ایجاد شاه‌راه شوش و سارد، انجام اصلاحات مالی گسترده و کاهش مالیات و توجه بیشتر به معماری و هنر از اقدامات او بودند. در دوران وی، به قلمروی هخامنشیان افزوده نیز شد. برای مثال، در حدود سال ۵۱۲ پ. م، داریوش به ناحیهٔ پنجاب لشکرکشی کرد، بخش وسیعی از این ناحیه را تصرف کرد و یک ساتراپی جدید تشکیل داد.
پیروزی‌های هخامنشیان باعث شد گستردگی قلمروی آنان به حدی برسد که به عنوان نخستین حکومت جهانی و بزرگ‌ترین امپراتوری جهان تا به آن زمان، شناخته شوند. این امپراتوری در اوج خود، بیش از ۴۴ درصد از جمعیت جهان را اداره می‌کرد که بالاترین رقم در میان امپراتوری‌های تاریخ است. دانش و ساخته‌های آنان نیز برای تاریخ بشریت دارای اهمیت بالایی است. سازه‌های زیربنایی همانند راه شاهی و چاپارخانه و استفاده از یک زبان رسمی در سرتاسر سرزمین‌های امپراتوری به رفاه همگانی و ادارهٔ کشور بسیار کمک کرد. امپراتوری هخامنشیان دارای یک دولت متمرکز با بخش‌های اداری، یک ارتش پر جمعیت آموزش‌دیده، کارمند و خدمات حقوقی بود که الهام‌بخش تحولات مشابه در امپراتوری‌های بعدی شد.
هنر هخامنشی ناب‌ترین شکل هنر خاورمیانهٔ باستان و اوج آن بوده است. همچنین دوران هخامنشی نمایندهٔ بالاترین درجهٔ قدرت سیاسی است که ایرانیان در طول تاریخ به آن رسیده‌اند. پس از آن، ایرانیان هرگز همان درجهٔ چیرگی را بر مردم آسیای غربی و مناطقی از شمال آفریقا اعمال نکردند.

#### دوران هلنیستی و پایان هخامنشیان
در نتیجهٔ افزایش کشمکش‌ها در مرزهای غربی امپراتوری هخامنشیان به دلیل شورش ایونیان، جنگ‌های یونانی-پارسی شعله‌ور شد و تا نیمهٔ نخست قرن ۵ پیش از میلاد ادامه یافتند. این جنگ‌ها با عقب‌نشینی هخامنشیان از سرزمین‌هایشان در بالکان و شرق اروپا پایان یافت. داریوش سوم، آخرین پادشاه هخامنشی بود که در ۳۳۶ پ. م به تخت نشست و نیاز شد به تنش تاریخی میان امپراتوری و یونانی‌ها پایان دهد.

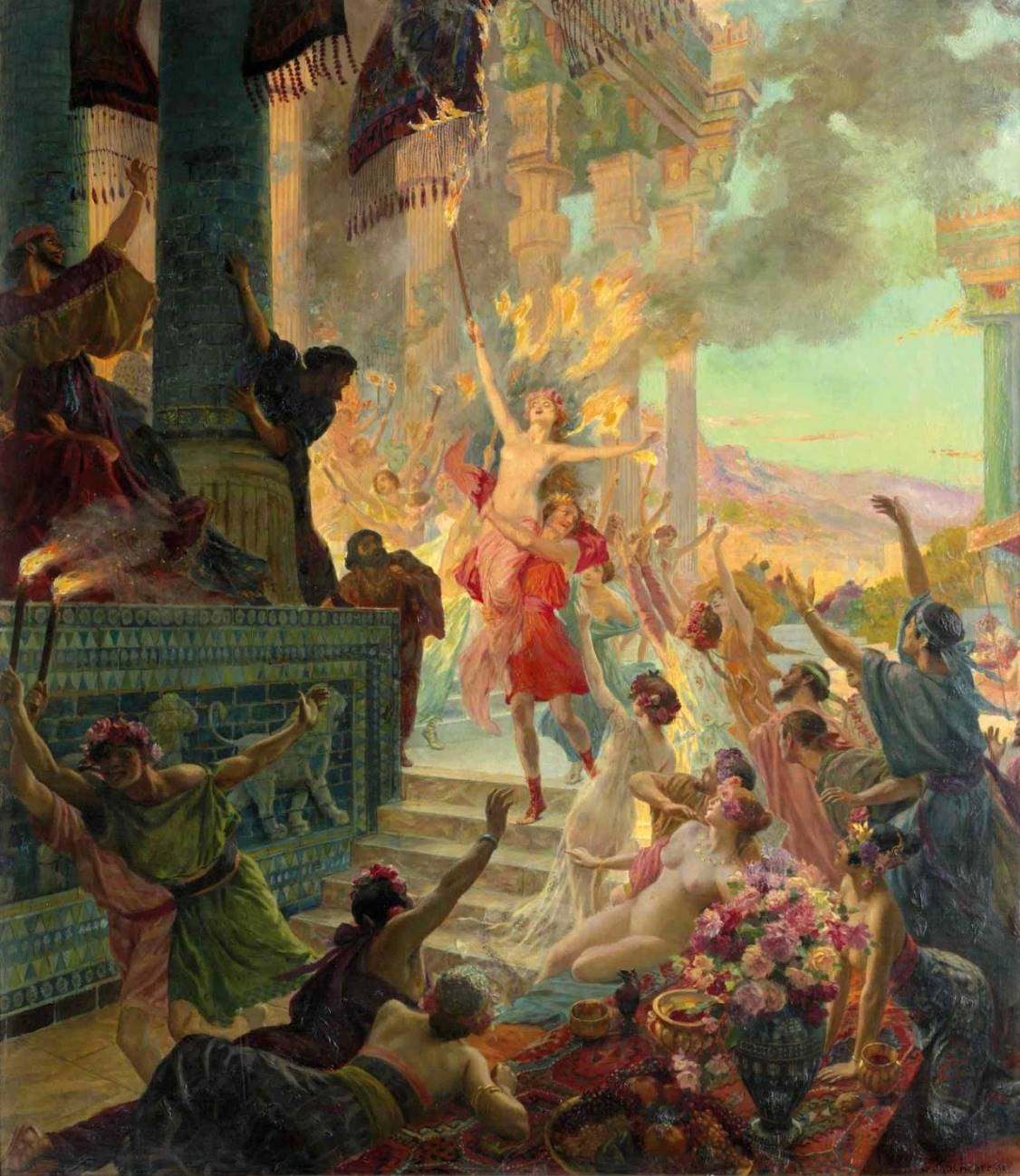
اسکندر در حال بلند کردن تائیس فاحشه آتنی برای آتش زدن پرسپولیس اثر جرج روچه گروس، ۱۸۹۰.

فیلیپ مقدونی (۳۳۶–۳۸۲ پ. م) سرزمین‌های یونانی را یکپارچه ساخت و برای حمله به آناتولی نوسازی کرده بود. پسر فیلیپ، اسکندر مقدونی، یک رهبر نظامی با استعداد زودرس، فراتر از چشم‌انداز پدرش رفت و در چندین نبرد مهم، هخامنشیان را شکست داد؛ پس از نبردهایی، این‌بار در سال ۳۳۱ پ. م، اسکندر به بین‌النهرین آمد تا در نزدیکی اربیل بار دیگر با داریوش سوم، در نبرد گوگمل روبرو شود؛ شمار نیروهای هردو طرف بسیار بود و ارتش هخامنشی از واحدهای نظامی جدیدی بهره می‌برد. با زخمی شدن داریوش سوم، ارتش وی بی‌نظم شد تا اسکندر پیروز نبرد باشد. سپس بابل، اصطخر و شوش به دست فاتح مقدونی افتاد. همچنین او به سمت پایتخت هخامنشیان، پارسه لشکرکشی کرد و پس از کشتن آریوبرزن و نیروهایش، آنجا را به آتش کشید. داریوش سوم را نیز دو تن از ساتراپ‌ها کشتند. پایان رسمی دوران هخامنشیان نیز، پس از نبرد دربند پارس، در سال ۳۳۰ پ. م در نظر گرفته شده است.
پس از درگذشت ناگهانی اسکندر در سال ۳۲۳ پ. م، با توجه به آنکه جانشین لایقی معرفی نکرد، هرج و مرج بر قلمروی وی چیره گردید؛ تا اینکه در سال ۳۱۲ پ. م، امپراتوری سلوکی هلنیستی به پا خواست و ایران نیز در اختیار آنان قرار گرفت. مهم‌ترین میراث پیروزی‌های نظامی و سیاسی اسکندر در زمینهٔ فرهنگی بود؛ تمدن یونانی با او و جانشینانش در سراسر سرزمین هخامنشی گسترش یافت. با وجود اینکه برخی عناصر بومی نیز توسط فاتحان پذیرفته شد، اما پذیرش جنبه‌های گوناگون تمدن یونان توسط بومیان قابل توجه بود. اگرچه دین‌یاران زرتشتی در سرپیچی از اسکندر سرسخت باقی ماندند و او را «اسکندر لعنت‌شده» لقب دادند و او را ویرانگر امپراتوری ایران و مقدسات زرتشتی دانستند. روستاییان نیز کسانی بودند که طبیعتاً کمتر از فرهنگ یونانی اثر گرفتند.

#### شاهنشاهی اشکانی

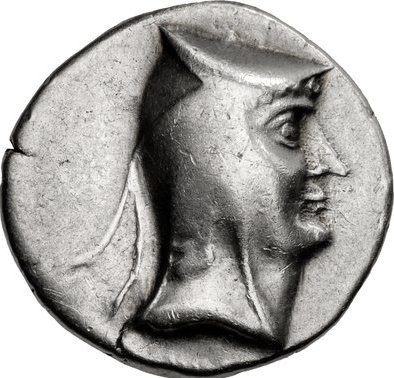
ارشک یکم نخستین پادشاه شاهنشاهی اشکانی

در دوران آنتیوخوس دوم که از ۲۶۱ تا حدود ۲۴۲ پیش از میلاد حکومت کرد، ایالت پارت به استقلال دست یافت؛ مردم این ایالت از مردم آریایی بوده‌اند. ارشک یکم، بنیان‌گذار امپراتوری پارت، در سال ۲۵۰ پ. م، به کمک مردم پرنی، توانست از سلوکیان استقلال یابد؛ پس از وی برادرش، تیرداد یکم، جای او را گرفت و آغاز به گرفتن سرزمین‌های از دست‌رفتهٔ هخامنشیان کرد و توانست ارتش امپراتوری سلوکی را شکست دهد؛ آغاز امپراتوری پارت نیز همان دوران تیرداد یکم، یعنی از سال ۲۴۷ پ. م در نظر گرفته شده است. پس از وی پسرش، ارشک دوم در حدود سال ۲۱۴ پ. م شاه شد و به جنگ با امپراتوری سلوکی پرداخت. در ۱۴۱ پ. م، مهرداد یکم باختر ایران و بابل را فتح کرد. او همچنین آنچه را که از دولت یونانی بلخ در شرق مانده بود، ضمیمه کرد و عنوان سلطنتی هخامنشیان، «شاه شاهان» را به خود گرفت. شاهان پسین اشکانی در راستای پس‌گیری سرزمین‌های هخامنشیان تلاش کردند و در نهایت توانستند یک امپراتوری قوی از لحاظ فرهنگی و سیاسی بسازند.
اشکانیان تا حد زیادی هنر، معماری، مذهب و نشان‌های سلطنتی امپراتوری فرهنگی ناهمگن خود را که شامل فرهنگ‌های پارس، هلنیستی و منطقه‌ای بود، پذیرفتند. در اوایل، درباریان اشکانی برخی از آداب یونانی را پذیرفتند اما با گذر زمان، به دنبال احیای فرهنگ و دین‌های ایرانی رفتند. همگی پادشاهان اشکانی نسب خود را به هخامنشیان می‌دانستند و خود را شاهنشاه می‌خواندند. دوره اشکانی از دید دستاوردهای فرهنگی (بومی) در هیچ وجهی برجسته نبوده است. با توجه به اینکه پارتیان از نظر فرهنگی و مذهبی با ملل دیگر مدارا می‌کردند، زبان یونانی باستان را نیز به عنوان یکی از زبان‌های رسمی امپراتوری پذیرفتند؛ این در حالی بود که زبان آرامی کهن، در امپراتوری پارت به عنوان یک زبان میانجی کاربرد داشت. زبان پارسی میانه، زبان اکدی و زبان پارتی که زبان رسمی بود، پرکاربردترین زبان‌های این امپراتوری بوده‌اند.
در امپراتوری پارت، حاکمان برخی ایالات دارای اختیارات بالایی در ادارهٔ امور داخلی بودند. همچنین پادشاهان نیز دارای دو مجلس مشاوره‌دهنده بوده‌اند. در امپراتوری پارت، فعالیت‌های بازرگانی رونق فراوان داشتند؛ با این حال، این امپراتوری سال‌های طولانی با رومیان جنگید که باعث شد رسیدگی‌شان به مرزهای شرقی کاهش یابد. تاریخ امپراتوری پارت پر از درگیری‌های مسلحانهٔ پیوسته است که در بسیاری از آنان، پادشاهان اشکانی شخصاً رهبر ارتش بوده‌اند. هرچند از نظر نظامی، این امپراتوری دارای ارتش دائمی نبود، اما قادر بود که در هنگام بروز بحران، نیروهای نظامی را به سرعت جذب کند. با این حال در مرزها، دژهای دائمی با نیرویی برای محافظت از سرزمین وجود داشته است. این امپراتوری همچنین دارای واحدهای نظامی همچون سوار زره‌پوش و سوار کماندار بوده است و از ترفندهای نظامی خاص خود بهره می‌برده است؛ برای مثال، آن‌ها از کمان‌هایی ویژه استفاده می‌کردند که بتوانند هنگام اسب‌سواری و از فاصله‌ای دور، به دشمنان تیراندازی کنند؛ این ترفند، با نام تیراندازی پارتی شناخته می‌شود. امپراتوری پارت برای حدود ۴۷۱ سال، تا سال ۲۲۴ م بر سرزمینی گسترده حکومت کرد.

#### شاهنشاهی ساسانی

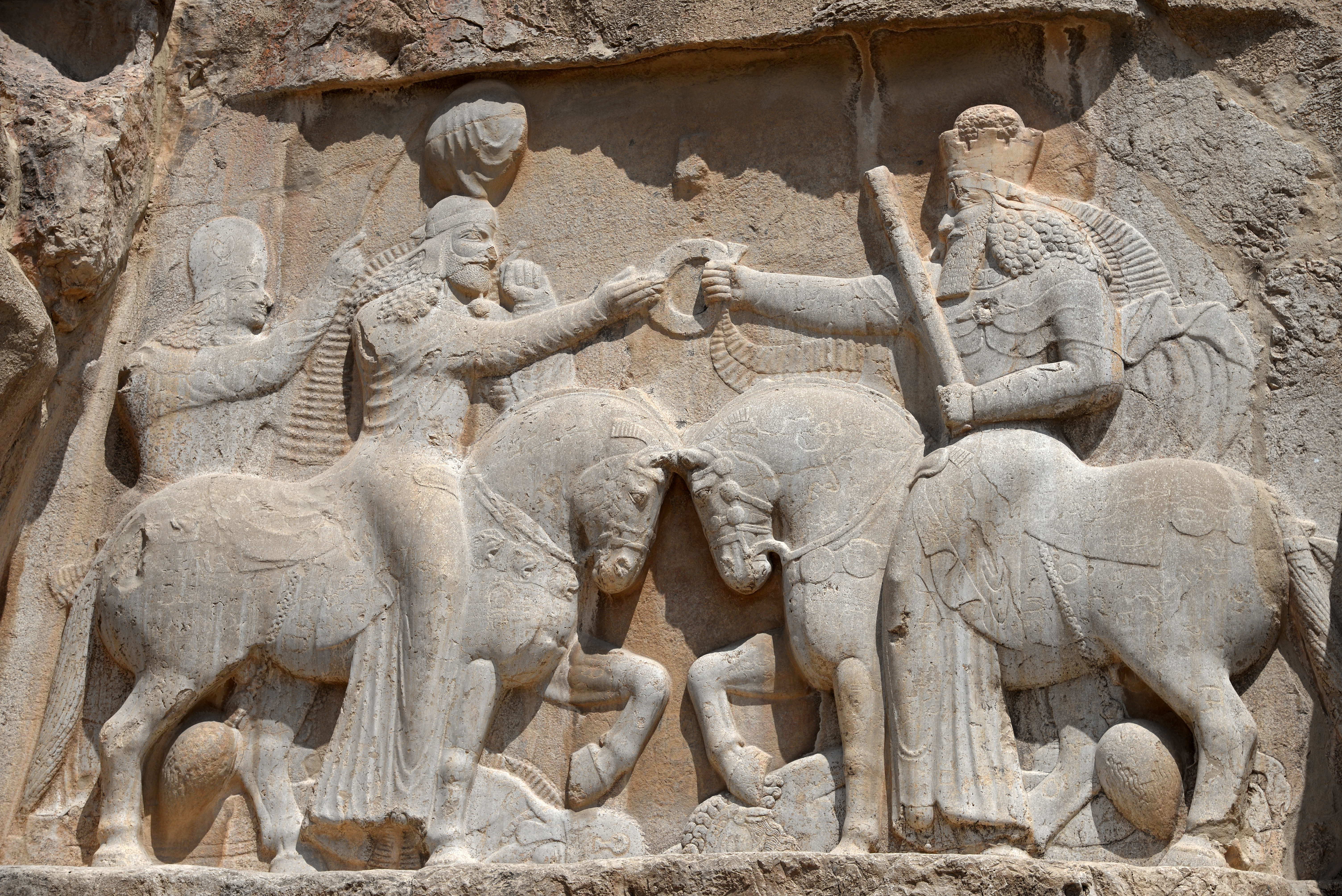
سنگ‌نگارهٔ «دیهیم‌ستانی» اردشیر بابکان، بنیان‌گذار شاهنشاهی ساسانی

پارس، استانی بود که خیزش بنیان‌گذار امپراتوری تازهٔ ایرانی از آن شروع شد. اگرچه در آستانهٔ سدهٔ سوم میلادی، شهرت پیشین خود را از دست داده بود، اما شاهان محلی پارس، آداب پیشین را هنوز حفظ می‌کردند و نام‌های شاهان هخامنشی را بر خود می‌نهادند. اردشیر بابکان پس از شکست واپسین شاهنشاه پارت، اردوان چهارم، در سال ۲۲۴ م در دشت هرمزدگان، به دودمان اشکانی پایان داد و شاهنشاهی ساسانی را بنیان گذاشت. اردشیر از آن پس خود را «شاهنشاه» نامید و قصد ایجاد یک امپراتوری متحد همانند هخامنشیان را داشت. اردشیر بابکان به نیروی نظامی خود به خوبی رسیدگی می‌کرد و دانش نظامی و سیاسی بالایی داشت.
به دنبال کسب مشروعیت، ساسانیان شاهان اشکانی را فاقد صلاحیت خواندند، چنانچه گویی آن‌ها جانشینان اسکندر «لعنت‌شده» و عوامل شالوده‌شکنی پادشاهی ایران باستان بودند. همچنین در دوره‌ای تلاش کردند خود را به عنوان نسل دارا معرفی کنند؛ کسی که در باورشان، آخرینِ کیانیان بوده است.
فرمانروایی ساسانیان می‌تواند با سه ویژگی بزرگ توصیف شود؛ یکی روابط تنگاتنگ آن با مزدیسنا، یکی موضع ملی‌گرایانه و دیگری گرایش فزاینده به تمرکزگرایی است.

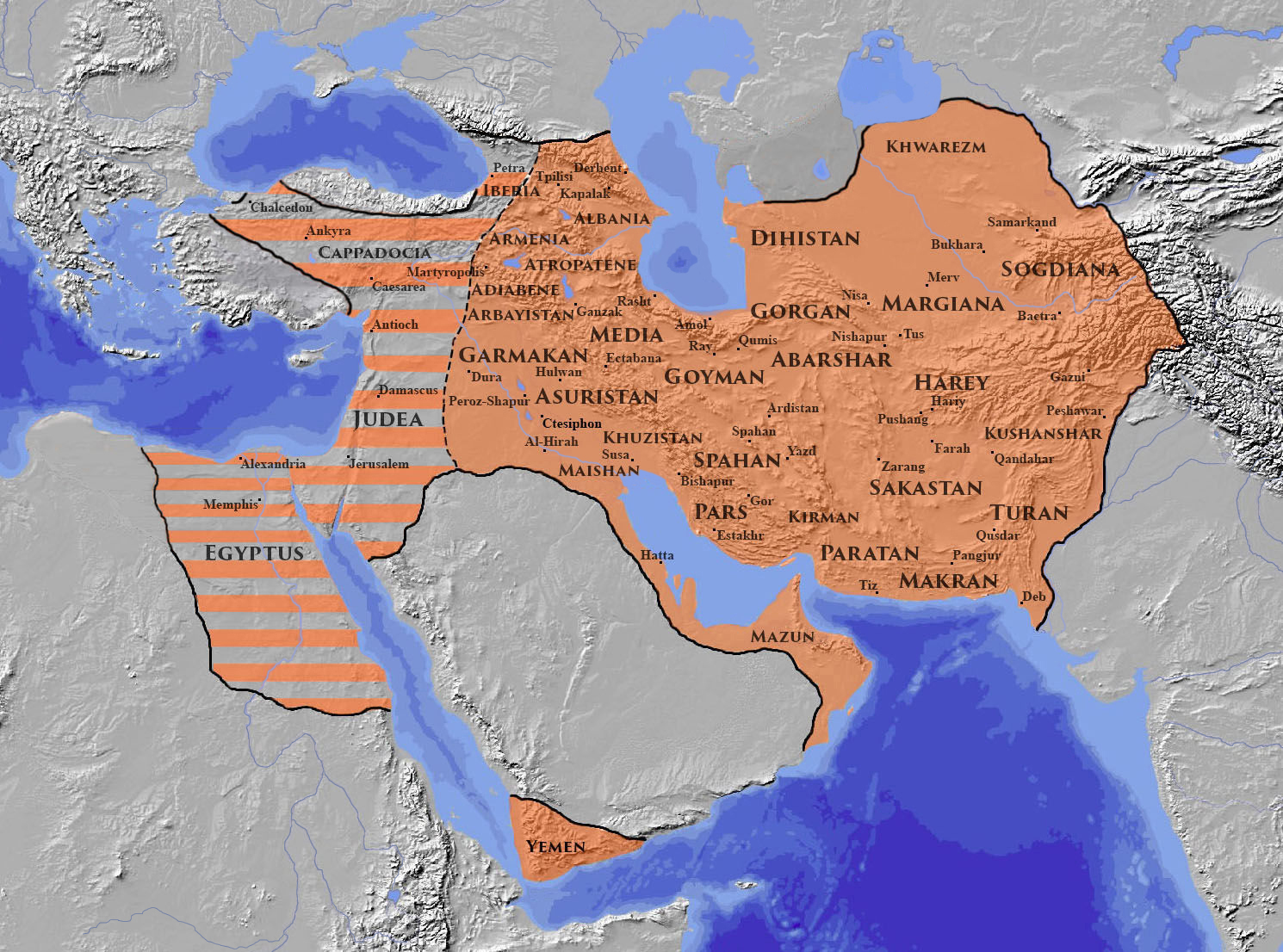
شاهنشاهی ساسانی در بزرگ‌ترین گسترهٔ خود در عهد خسرو پرویز

پادشاهان ساسانی، خود را جانشین هخامنشیان می‌دانستند و همانند داریوش بزرگ، قدرت مرکز امپراتوری را افزایش و استقلال حاکمان محلی را بسیار کاهش دادند؛ چیزی که در سرزمین ایران، از زمان حملهٔ یونانیان و در دوران امپراتوری پارت، وجود نداشت. در شاهنشاهی ساسانی، در موارد بسیاری برخلاف پارت‌ها عمل شد و تلاش شد که فرهنگ و دین بومی ایران ترویج شود و در این دوران، مزدیسنا دین رسمی امپراتوری اعلام شد. زبان پارسی میانه نیز زبان رسمی شد. بیشتر شاهان این امپراتوری میان مردم محبوب بوده‌اند و استبداد نداشته‌اند؛ با این حال، شاه معمولاً در مجامع عمومی حاضر نمی‌شد. همچنین شاهان ساسانی به احکام دین رسمی کشور احترام می‌گذاشتند. هنر ایران در دوران ساسانی یک نوزایی کلی را تجربه کرد و گونه‌ای از آن، هنر ساسانی، در این دوران بسیار مورد توجه بوده است. موسیقی ایرانی در دوران ساسانیان بار دیگر گسترش یافت و شاعران و موسیقی‌دانان ایرانی در رسوم گوناگونی همانند شکار، اجرا می‌کردند. معماری کشور، غالباً ابعاد باشکوهی به خود گرفت؛ مانند کاخ‌های تیسفون، کاخ اردشیر بابکان و کاخ ساسانی سروستان. در کل، معماری ساسانی به اوج رسید و آثار آن هنوز وجود دارد. شاهان ساسانی همچنین کمک شایانی به گسترش دانش و آموزش در سرزمین‌شان کردند و دانشگاه گندی‌شاپور به عنوان یکی از مراکز علمی آن دوران، شهرت بالایی دارد.
کشاورزی با سیستم‌های آبی ممتاز، پایهٔ اقتصاد ساسانی و سهم آن در اقتصاد ملی، بیش از بازرگانی بود. در دورهٔ ساسانیان از دو مسیر تجاری بهره‌برداری شده است؛ راه ابریشم در شمال و راهی دیگر در سواحل جنوبی کشور. کارخانه‌های شوش، شوشتر و گندی‌شاپور نیر برای محصولات ابریشم خود شهرت یافته بودند و با کارخانه‌های چینی رقابت می‌کردند.
از دیدگاه نظامی، سیاسی و اداری، ساسانیان برنامه‌ریزی بسیاری کرده بودند. بخش قضایی نوع جرم و شرایط مجرم را در نظر می‌گرفت؛ برای مثال، ارادی بودن جرم و جنسیت و بزرگسال بودن مجرم در احکام بسیار اثر داشتند. در محاکمه‌ها، مردم می‌توانستند در کنار درباریان، روحانیون و گاهی شاه حاضر شوند. امپراتوری ساسانی همچنین روابط خارجی برنامه‌ریزی شده‌ای داشت و از سفرای خارجی با آداب محترمانه‌ای پذیرایی می‌شد. ارتش شاهنشاهی ساسانی نه تنها سرزمین امپراتوری را برای قرن‌ها از حمله‌های بیگانگان محفوظ داشت، بلکه با بهترین سپاهیان زمان خود، همانند رومیان رقابت کرد و آنان را در نبردهای بسیاری شکست داد. این ارتش دارای رتبه‌بندی نظامی پیشرفته بوده است و مهم‌ترین سطوح این ارتش وفادار به شاه، فرماندهی کل ارتش و ریاست سواره‌نظام بوده است. سواران زره‌پوش ساسانی از نجبای جامعه بوده‌اند و تیراندازان ساسانی نیز شهرت فراوانی داشتند. این ارتش در محاصره مهارت بالایی داشت و دارای زیرساخت و دستگاه‌های جنگی پیشرفته‌ای بوده است. این ارتش همچنین از جانوران نامرسومی در جنگ‌ها استفاده می‌کرد؛ رویارویی فیل‌های ارتش ساسانی با رومیان، هولناک توصیف شده است. شاهنشاهی ساسانی که از سال ۲۲۴ میلادی بر ایران فرمانروایی کرد، در نهایت با حمله اعراب به ایران سرنگون شد و پایان دوران ساسانیان، سال ۶۵۱ میلادی در نظر گرفته شده است. با فروپاشی سلسلهٔ ساسانی و آتشکده‌ها، دوران سیستم شاهنشاهی‌های ایرانی و همچنین فرهنگ متمایز آن، به گونه‌ای پایان یافت و بقایای آخرین نمایندهٔ تمدن خاورمیانهٔ باستان، برچیده شد. این، آغاز پیدایش دوران و فرهنگ جدیدی برای ایران بود.

### ورود اسلام، میان‌دورهٔ ایرانی و حملهٔ مغول

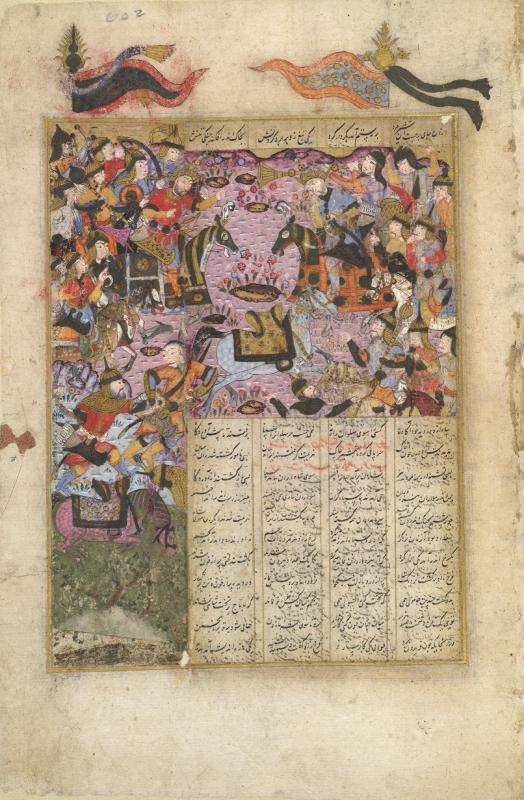
نگارگری نبرد قادسیه و پایان سلسله شاهنشاهی ایران در شاهنامه اثر فردوسی

جنگ‌های طولانی ایران و روم باعث انحراف توجه‌ها از رویدادهای دنیای عرب و فرسودگی ارتش شاهنشاهی ساسانی ساسانی شد. افزون بر آن، مناقشه‌های درون‌اجتماعی در اواخر دوران شاهنشاهی ساسانی، باعث ایجاد ضعف‌هایی شده بود که در سدهٔ هفتم، راه را برای حملهٔ اعراب به ایران باز کرد. به جز ترویج اسلام، اهداف مادی همانند دسترسی به راه‌های بازرگانی از انگیزه‌های اعراب برای فتح ایران بوده است. خلافت راشدین با بهره‌گیری از نیروهای متحد خود، موفق شد به شاهنشاهی ساسانی پایان دهد؛ پایان ساسانیان، آغازی رسمی بر سقوط شهرهای ایرانی بود و ارتش اعراب یکی پس از دیگری، شهرهای قلمروی ساسانی را فتح کرد. اگرچه، پس از این، برخی از شهرها به تنهایی ایستادگی کردند و مناطقی تا مدت‌ها استقلال داشتند و کشمکش‌های نژادی و مذهبی برای قرن‌ها به اوج رسید. منابعی اعلام کرده‌اند که ایرانیان دین اسلام را با روحیه‌های خود موافق دانستند و به زور شمشیر مسلمان نشدند. منابعی نیز اعلام کردند که اعراب از طریق اعمال فشار و یک روند طولانی اسلامی‌سازی که با شکنجهٔ زرتشتیان همراه بود، اسلام را در ایران گسترش دادند. منابعی، تخریب کتابخانه‌ها، مجازات مالیاتی برای پیروان ادیان دیگر، از بین بردن منابع دین زرتشت و تغییر زبان را از اقدامات سخت‌گیرانهٔ اعراب در حکومت گستردهٔ آنان دانسته‌اند. با این وجود، ادبیات پارسی میانه پس از اسلام از بین نرفت و زرتشتیان می‌توانستند با پرداخت جزیه به اعمال دینی خود بپردازند و نیایشگاه‌های آنان، در چند سده پس از اسلام هنوز برپا بوده است. به مرور زمان، دین اسلام به شکلی مسالمت‌آمیز توسط ایرانیان پذیرفته شد و شماری از افراد سرشناس ایرانی، بدون فشار از دین زرتشت دست کشیدند. ایرانیان با گذر زمان، توانستند به بخش‌های اداری حکومت وارد شوند و این در حالی بود که اعراب، به این کمک بومی نیاز داشتند.
خلیفه‌های عرب به برتری اعراب بر دیگر ملل باور داشتند و فشارهای فراوانی بر ملل مغلوب، همانند ایرانیان آوردند. با گذشت زمان، خراسان پایگاهی برای مخالفان خلفای عرب شد و ایرانیان کمک کردند که خلافت عباسی جایگزین خلافت اموی شود؛ رویدادی که باعث نشد آن‌ها از سلطهٔ اعراب خارج شوند. اگرچه، عباسیان شمار قابل توجهی از ایرانیان را در مقام‌های اجرایی به کار گرفتند اما در نهایت، همگی این افراد از حکومت بیرون رانده یا کشته شدند. به تدریج، حکومت عباسی نیز ضعیف شد و برخی سرزمین‌ها از نفوذ آنان خارج گردید. پس از حدود ۲ سده حکومت عربی، پادشاهی‌های نیمه مستقل و مستقلی، همانند طاهریان، صفاریان، سامانیان و بوئیان در ایران شکل گرفتند. در دوران سامانیان، ایران عملاً استقلال خود را به دست آورده بود و دیگر زیر سلطهٔ عباسیان نبود.

در دوران خلافت اسلامی، فعالیت‌های ادبی، علمی و هنری ایرانی نه تنها پایان نیافت، بلکه بار دیگر به شکوفایی رسید و ایرانیان و دوران طلایی اسلام بر یکدیگر اثری مهم و دوطرفه داشتند. از حدود سدهٔ ۱۰ میلادی، زبان فارسی در کنار زبان عربی، برای نوشتن آثار علمی، پزشکی، فلسفی، ریاضی، تاریخی و هنری مورد استفاده قرار گرفت. در سدهٔ ۱۰ میلادی، اقوام ترک از آسیای میانه به فلات ایران مهاجرت گسترده‌ای کردند؛ بسیاری از آنان در ارتش عباسی به کار گرفته شدند و قدرت سیاسی بالایی به دست آوردند. در سال ۹۹۹ میلادی، حکومت غزنویان که حاکمانی با اصالت ترک داشت، بخش‌های بزرگی از ایران را در اختیار گرفت و سلجوقیان و خوارزمشاهیان نیز پشت سر آنان، بخش‌هایی بزرگ از ایران را کنترل می‌کردند؛ این حکومت‌ها پارسی‌گو بودند و راه و رسم کشورداری آنان بسیار مشابه روش ایرانی بود. سلجوقیان حتی سلجوقیان روم را در حالی که هویت کاملاً ایرانی را به همراه خود داشتند، پدیدآوردند. نتیجهٔ پذیرفتن و حمایت از فرهنگ ایرانی توسط حاکمان ترک، فرهنگ ترکی-ایرانی است که بر نواحی بسیاری در اطراف ایران کنونی، اثر گذاشت.

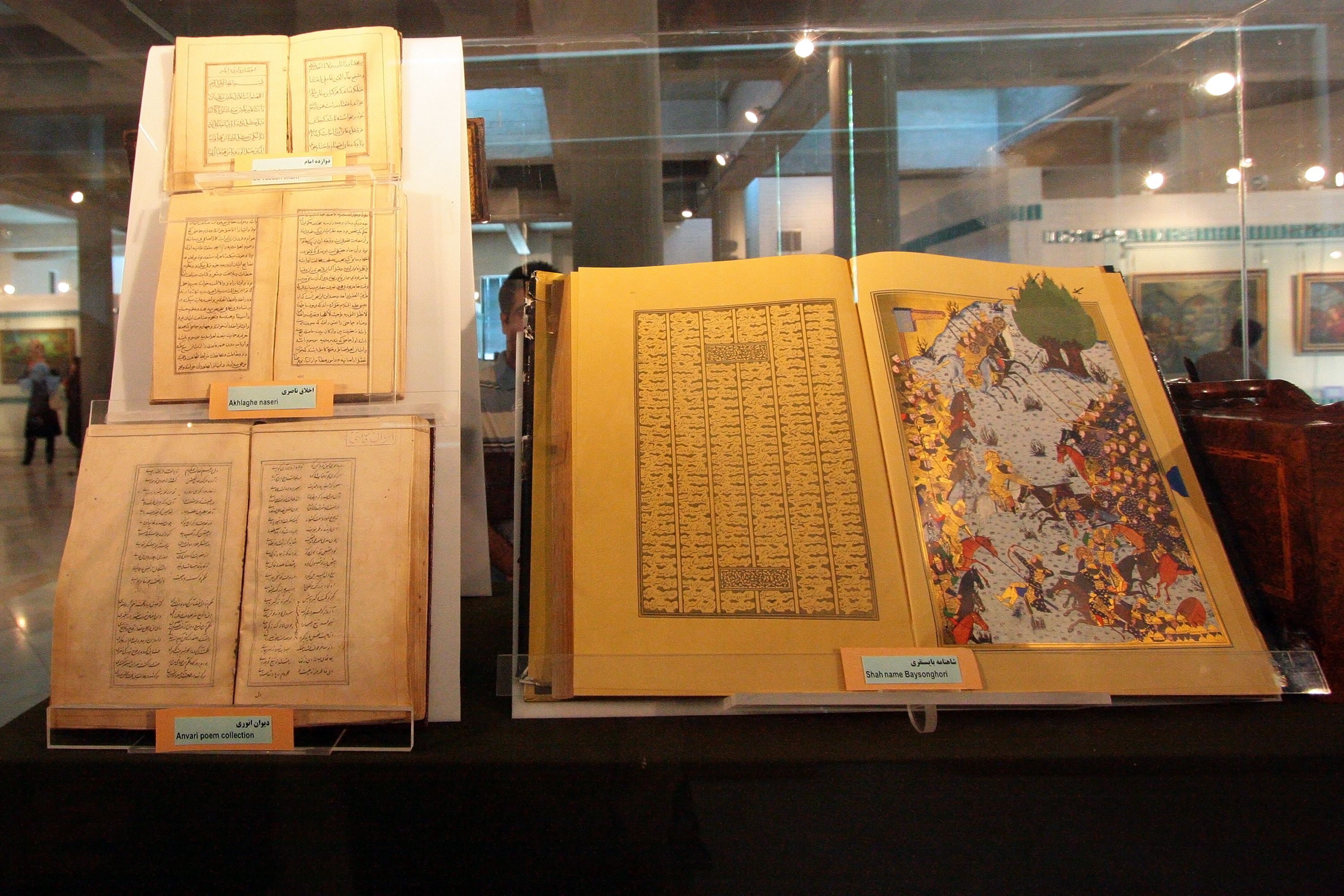
موزهٔ فردوسی، شاعر حماسه‌سرای ایرانی و سرایندهٔ شاهنامه (سدهٔ ۱۱ میلادی)
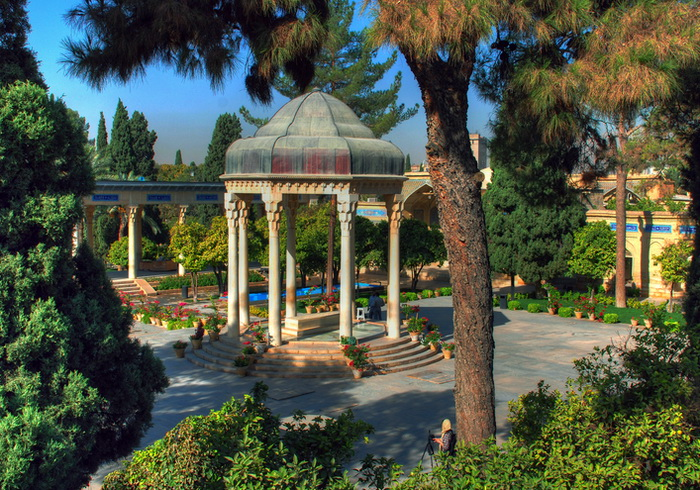
آرامگاه حافظ، شاعر سده‌های میانی فارسی که آثار او به عنوان اوج ادبیات فارسی تلقی شده است.
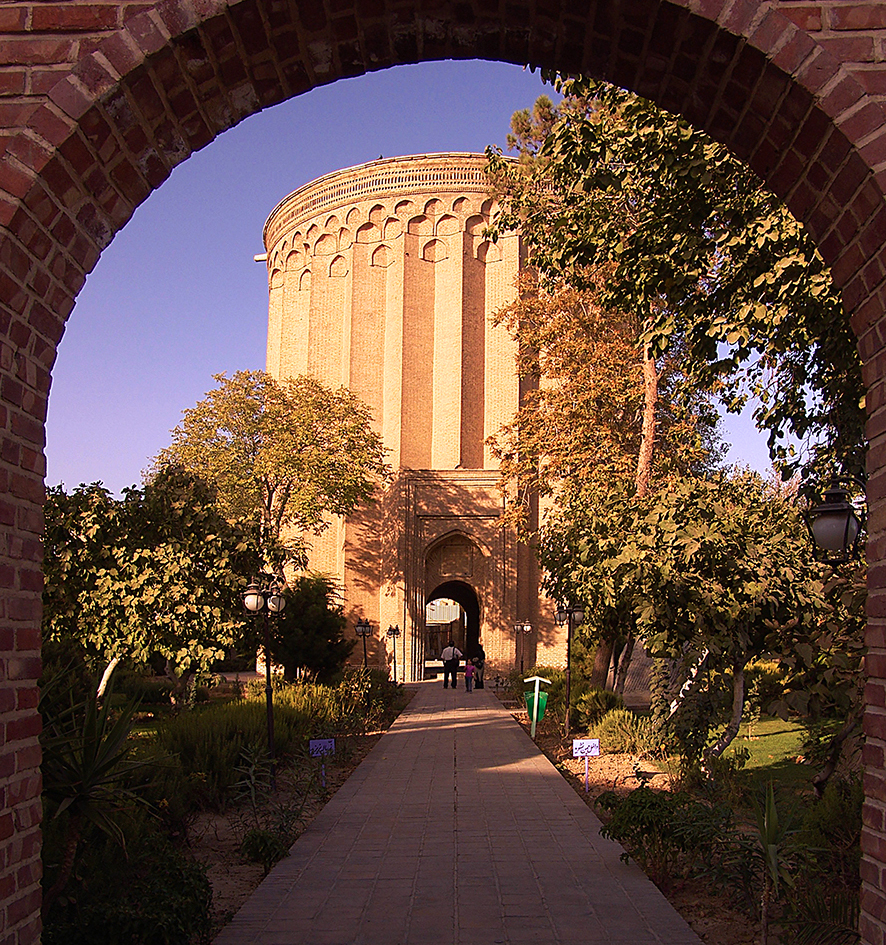
برج طغرل، بنای تاریخی از سدهٔ دوازدهم میلادی در شهر ری

از سال ۱۲۱۹ تا ۱۲۲۱ میلادی، در زمان فرمانروایی خوارزمشاهیان، ارتش چنگیز خان مغول، ایران را متحمل هجومی خشن و ویرانگر کرد. حمله مغول به ایران بسیار خشونت‌آمیز و پر از جنایت توصیف شده است. مغول‌ها افزون بر آنکه شهرها را غارت و به آتش کشیدند، جوانان و زنان ایرانی را به اسارت گرفته و دیگر افراد را به قتل رساندند. نقل شده است که میزان کشتار غیرنظامی‌ها تا حدی بود که تنها در تسخیر خوارزم، ۱۰۰ هزار مغول وظیفهٔ کشتار افراد غیرنظامی ناکارآمد را داشته‌اند. با سرکوب خشن و نابودی مقاومت‌های نظامی و غیرنظامی، امپراتوری مغول توانست ایران را تحت سلطهٔ خود درآورد.
به دنبال چندپاره شدن امپراتوری مغول در سال ۱۲۵۶ م، هولاکو خان، نوهٔ چنگیز خان، ایلخانان را در ایران تأسیس کرد. در سال ۱۳۷۰ م نیز یک کشورگشای دیگر، تیمور، امپراتوری تیموری را ایجاد کرد که حدود یک و نیم سده به طول انجامید. در این حکومت نیز به مردم و فرهنگ ایرانی آسیب فراوانی وارد شد؛ برای مثال، در سال ۱۳۸۷ م، تیمور فرمان کشتن تمام مردم اصفهان را صادر کرد که بنا بر گزارش‌ها، ۷۰ هزار شهروند اصفهانی غیر مسلح، قتل‌عام شدند. تیمور همچنین اهل حرفه را از شهرهای فتح شده به پایتخت خود، سمرقند می‌فرستاد. با وجود تمام خشونت و آسیب‌های وارد شده به ایران، ایلخانان و تیموریان به مرور زمان، روش زندگی و فرهنگ ایرانیان را فرا گرفتند و امپراتوری خود را با فرهنگ ایرانی احاطه کردند.
بعد از مرگ تیمور و بی‌ثباتی حکومت جانشینانش، جهانشاه از قبیلهٔ ترکمان قره‌قویونلو ظهور کرد که در طی بیست سال بر بخش‌هایی از ایران حکومت شد اما نهایتاً از اوزون حسن، رهبر قبیلهٔ ترکمان رقیب به نام آق‌قویونلو، شکست خورد و حکومت سلسله‌اش رو به تضعیف رفت. مانند قره‌قویونلوها، سلسلهٔ آق‌قویونلو نیز بعد از مرگ رهبرشان اوزون حسن و در اثر اختلافات داخلی فرو پاشید تا اینکه نهایتاً شاه اسماعیل صفوی بازمانده‌های آنها و تیموریان را از بین برد.

### دوران مدرن نخستین و ایران مدرن

#### صفویان

نگاره‌ای از شاه اسماعیل یکم، بنیان‌گذار صفویان

در دههٔ ۱۵۰۰ م، شاه اسماعیل یکم از اردبیل، توانست ایرانیان را زیر پرچم ایران صفوی، حکومتی مستقل، متحد سازد. اقدامات صفویان در تاریخ ایران اهمیت بسیاری دارد؛ شاهان صفوی که بر اتحاد ایرانیان باور داشتند، اقتدار خود را در تمام سرزمین‌های ایرانی به اثبات رسانده، بر هویت ایرانی تأکید و مذهب شیعه را رسمی کردند. تغییر مذهب ایرانیان از سنی به شیعه با اجبار صفویان انجام شد که ایران را به مرکز این مذهب در جهان تبدیل کرد و سدی شد در برابر نفوذ دیگر مسلمانان بر مردم ایران. این مجموعه تصمیمات شاهان صفوی، میان ایران و عثمانی رقابت‌های منطقه‌ای و ایدئولوژیکی به وجود آورد که به جنگ‌های ایران و عثمانی منجر شد.
در دوران حکومت ۴۲ سالهٔ شاه عباس یکم، از حدود ۱۵۸۷ م، ایران صفوی توانست به اقتدار رسیده و پیشرفت کند؛ اگرچه در اوایل حکومت وی، ایران در هرج و مرج بود و یکپارچگی ایران، از سوی عوامل داخلی و خارجی، تهدید می‌شد که با سیاست و قاطعیت شاه عباس، این تهدیدات رفع شدند.
در دوران شاه عباس یکم که سیاستمدار و سرداری توانا بود، ایران، آرامش و امنیت را تجربه کرد؛ سازندگی، بازرگانی و تولید، مورد توجه وی بودند و شخص شاه به سیاست اقتصادی اهمیت می‌داد. پس از شاه عباس، نشانه‌های زوال حکومت صفوی نمایان شد. هرچند که ایران از نتایج اقداماتش تا دوران شاه سلیمان سود می‌برد؛ افت شدید حکومت صفوی، در همین دوران (اواخر سدهٔ ۱۶۰۰ م) آغاز شد. هوتکیان افغان در سال ۱۷۲۲ م اصفهان را محاصره کرده، سلطان حسین را شکست و نظم صفوی را پایان دادند. پس از این، عثمانی و روسیه توانستند بخش‌های قابل توجهی از ایران را در اختیار بگیرند.

#### افشاریان

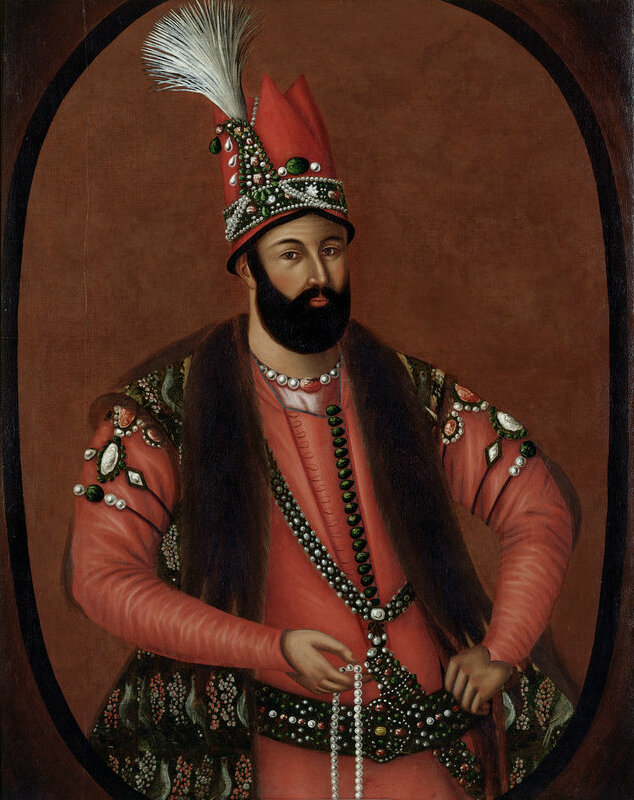
نگاره‌ای از نادرشاه، بنیان‌گذار افشاریان

نادرشاه، بنیان‌گذار افشاریان، از خراسان، در سال ۱۷۲۹ م افغان‌ها را شکست داد و پیروی آن، عثمانی و روسیه را از سرزمین‌های ایرانی بیرون راند. وی در دوران صفوی، در نبردهایی مانند جنگ با ازبک‌ها، نخبگی خود را در جنگاوری اثبات کرده بود و سپس با پیروزی‌های قاطع در برابر عثمانی و دیگر دشمنان خارجی، استقلال ایران را بازیابی کرد. در دههٔ ۱۷۳۰ م که دیگر ایران، استقلال خود را بازیافته بود، فتوحات نادرشاه با حمله به هند ادامه یافت. همچنین نادر به رسمیت‌گیری مذهب جعفری پرداخت. در دوران او در برهه‌هایی نیز به دلیل کمبود بودجه، مالیات سنگینی وضع می‌شد که گاه با شورش همراه بود.
در دوران نادرشاه، ایران به گسترده‌ترین حالت خود، از زمان سقوط شاهنشاهی ساسانی رسید و فتوحات و پیروزی‌های نظامی نادرشاه، تا جنگ‌های ایران در داغستان ادامه‌دار بودند؛ اما از آن پس، افشاریان رو به زوال رفتند و نخستین شکست‌ها پدیدار گشتند. نادرشاه در اواخر حکومت خود، دچار تغییرات اخلاقی شده بود و با خشونت حکومت می‌کرد که سبب ترور وی را فراهم آورد و پس از آن، در دوره‌ای کوتاه، ایران دچار جنگ داخلی شد که با قدرت گرفتن کریم‌خان از سلسلهٔ زند و پیروزی او بر سایر رقیبان حکومت، پایان یافت.

#### زندیان

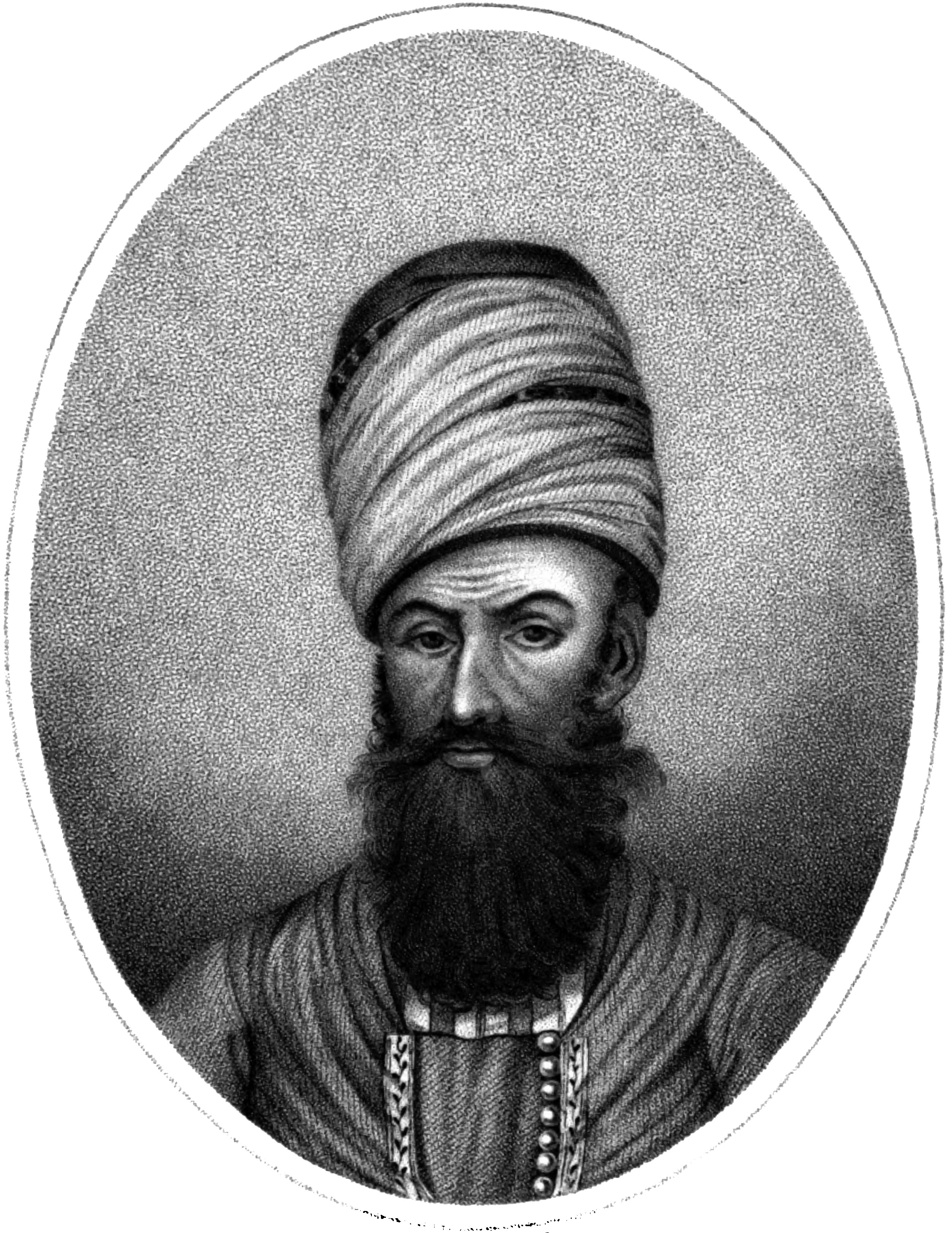
نگاره‌ای از کریم‌خان زند، بنیان‌گذار زندیان

پس از نادرشاه، ایران دچار هرج و مرج شد و در همین حال، کریم‌خان زند با علی‌مردان‌خان چهارلنگ متحد شد، در ۱۷۵۰ م اصفهان را فتح و این دو، زمام امور را در دست گرفتند؛ در نهایت، کریم‌خان توانست علی‌مردان‌خان را نیز از میدان بدر کند و او را به قتل برساند. پس از این، وی برای خود از عنوان پادشاه استفاده نکرد و خویشتن را وکیل الرعایا خواند. او تلاش خود را صرف جان‌بخشی به بازرگانی و کشاورزی در فارس و غرب ایران کرد. زندیان، برای آبادانی سرزمین‌های خود، به ویژه شهر شیراز که دورانی پایتخت‌شان بود، کوشیدند. آنان همچنین با دشمنان داخلی قدرتمندی چون محمدحسن‌خان قاجار به‌طور قابل توجهی درگیر بوده‌اند.
رقابت زند–قاجار، به شکلی جدی دنبال شد، تا دوران لطفعلی‌خان زند که در نهایت به سود قاجاریان پایان یافت. آقامحمدخان قاجار، موفق شد لطفعلی‌خان زند را شکست دهد و او را پس از دستگیری، شکنجه و اعدام کرد. پیروزی‌های آقامحمدخان قاجار بر زندیان همراه با خشونت و جنایاتی بوده است؛ از نمونه‌های آن نیز نبرد کرمان بود که در آن، زنان و کودکان به عنوان برده به سربازان داده شدند و مردان بالغ، کور یا کشته شدند.

#### قاجاریان
پس از حمله به گرجستان و تثبیت قدرت در سال ۱۷۹۵ م، تا سال بعد، تاج پادشاهی ایران، رسماً بر سر آقامحمدخان قاجار گذاشته شد و ایران قاجاری پدیدار گشت. در این دوران، تهران به عنوان پایتخت کشور انتخاب شد که در حکومت‌های پسین نیز پایتخت ماند. جنگ‌های ایران و روسیه در دوره قاجار (۱۸۱۳–۱۸۰۴ و ۱۸۲۸–۱۸۲۶) باعث شکست و از دست‌رفتگی قطعی سرزمین‌هایی گسترده از ایران شد؛ ارتش ایران در این جنگ‌ها مجبور شد که با سلاح‌های برتر و ترفندهای نظامی که هنوز آنان را فرا نگرفته بود، نبرد کند. روایاتی از ارائه شدن آموزش نظامی توسط نیروهای انگلیسی و فرانسوی وجود دارد، اما این اقدامات، مانع پیروزی روسیه نشدند. عهدنامه‌های ترکمانچای و گلستان میان ایران و روسیه مورد پذیرش قرار گرفت و ایران، سرزمین‌هایی همانند قفقاز جنوبی، داغستان و به شکل کلی، سرزمین‌های گرجی و ارمنی خود را از دست داد.
همانند دیگر کشورهای نیمه‌استعماری این دوره، ایران به منبع مواد اولیهٔ ارزان و بازار کالاهای صنعتی کشورهای غربی تبدیل شد. این صادرات نادرست، ایران را در برابر قحطی آسیب‌پذیر ساخت؛ به نحوی که با روی دادن قحطی ۱۸۷۲–۱۸۷۰ ایران، بخش قابل توجهی از جمعیت این کشور، جان باختند.
بازی بزرگ، رقابت دو امپراتوری بریتانیا و روسیه در منطقه، ایران قاجاری را به درون خود کشاند و امتیازنامه‌های بسیاری با ارزش بالا، به خارجی‌ها داده شد که اعتراضات داخلی را شعله‌ور کرد؛ بیشتر این امتیازنامه‌ها، اجازهٔ بهره‌برداری از منابع و فرصت‌های اقتصادی ایران را در اختیار روسیه و انگلیس قرار می‌دادند. همین، زمینه‌ساز پدیداری جنبش مشروطه ایران شد که در پی آن، قانون اساسی مشروطه (در ۱۹۰۶ م) بر ایران، حاکم شد. با همین جریان، جایگاه مشروطه استوار شد و اثر آن، ایران را فرا گرفت. این قانون اساسی، چارچوبی برای قانون‌گذاری سکولار، دستورالعمل تازهٔ قضایی و مطبوعات آزاد فراهم ساخت. با اینها، قدرت دربار و مراجع دینی ایران کاهش یافت و اختیارات بیشتری را به مجلس داد که موضعی محکم در برابر دست‌درازی‌های اروپایی به ایران گرفت. فتح تهران در سال ۱۹۰۹ م صورت پذیرفت و محمدعلی‌شاه از سلطنت برکنار شد. پس از این، احمدشاه قاجار به آخرین شاه این دودمان تبدیل شد؛ در حالی که روسیه در شمال ایران سلطه‌گری می‌کرد، انگلیس نیز درخواست حضور نظامی در جنوب ایران را کرد. همچنین روسیه تلاش داشت تا با استفاده از جریانات داخلی، مشروطه را ناکام بگذارد. تمام این‌ها، در نهایت توانستند مشروطه و جریان اصلاحات در ایران را تحت فشار قرار دهند و تا شروع جنگ جهانی اول، روسیه عملاً بر ایران حکومت می‌کرد.
اشغال ایران در جنگ جهانی اول و قحطی ۱۹۱۷ تا ۱۹۱۹ ایران ضربه‌های بعدی بر پیکر ایران قاجاری بودند. در قرارداد ۱۹۱۹ م، هیئت دولت ایران با ریاست وثوق الدوله قصد داشت برای ادارات، مستشاران انگلیسی بیاورد و به شکل کلی، در ادارهٔ امور لشکری و دولتی، اروپاییان را مسئول گذارد؛ این با اعتراضات شدید مردم روبرو شد و شیخ محمد خیابانی در تبریز و میرزا کوچک خان جنگلی در رشت، پرچم مخالفت برافراشتند. در این دوره، ضعف دولت با بی‌نظمی و مشکلات اقتصادی همراه بود. در پایان این رخدادها، رضاشاه از مازندران به پا خواست و دودمان پهلوی را بنیان نهاد.

#### دودمان پهلوی
پس از کودتای ۳ اسفند ۱۲۹۹ (۱۹۲۱)، میان سال‌های ۱۹۲۱ و ۱۹۲۵ رضاخان — نخست به‌عنوان وزیر جنگ و سپس، نخست‌وزیر در دوران احمدشاه — ارتشی ساخت که تنها به او وفادار بود. او همچنین توانست نظم سیاسی را در کشوری که سال‌ها جز آشفتگی چیزی ندیده بود، ایجاد کند. تحکیم اقتدار و پیشبرد اصلاحات وی، ادامه یافت تا اینکه مجلس در ۹ آبان ۱۳۰۴، پایان قاجاریان را اعلام کرد و در ۲۱ آذر همان سال، پادشاهی ایران رسماً به وی سپرده شد. تاج‌گذاری رضاشاه نیز در ۴ اردیبهشت ۱۳۰۵، انجام شد.

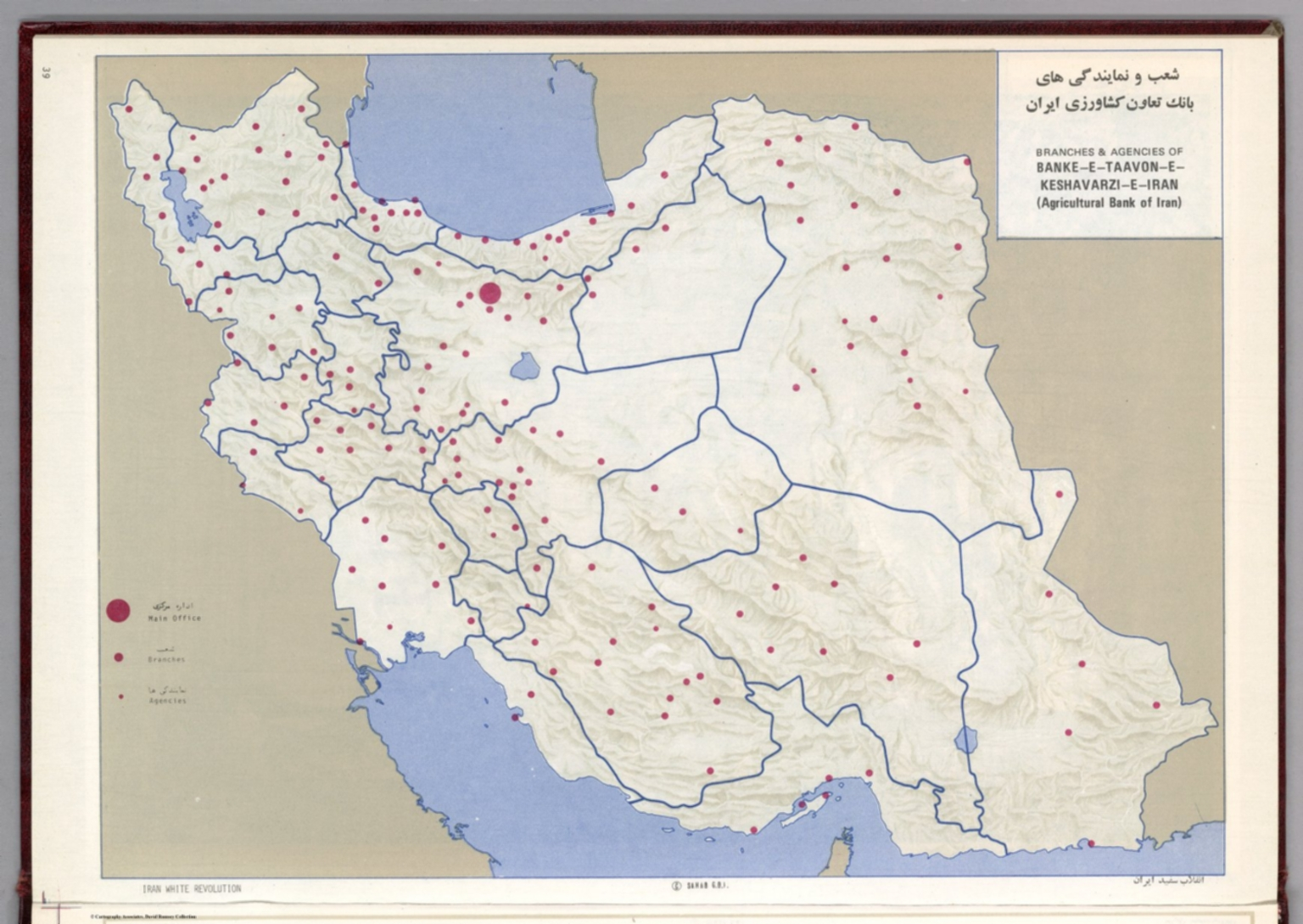
۲۴ استان ایران در نقشه سال ۱۳۵۱ خورشیدی

در دوران پادشاهی رضاشاه، بازساخت آموزشی و قضایی ایران، انجام شد که اساس یک دولت مدرن ایرانی را بنا نهاد و از نفوذ طبقات مذهبی، کاست. طیف گسترده‌ای از امور حقوقی که پیش‌تر در کنترل مذهب شیعه بود، دیگر یا توسط دادگاه‌های سکولار اداره می‌شد یا توسط بوروکراسی‌های دولتی نظارت می‌شد که در نتیجه، وضع زنان کشور بهبود یافت. سنت حجاب زنان منع شد، حداقل سن ازدواج افزایش یافت و قوانین سختگیرانهٔ مذهبی طلاق، منصفانه‌تر شدند. شاه جدید همچنین شمار و دسترسی‌پذیری آموزشگاه‌های سکولار را برای هم پسران هم دختران، افزایش داد و دانشگاه‌های بزرگی چون دانشگاه تهران ساخته شد تا یکی دیگر از انحصارهای روحانیت ایران، این بار در آموزش، از بین برود. در همین حال، در دوران وی، مطبوعات در خفقان بودند. نیاز به گسترش بازرگانی و تهدیدهای احتمالی از سوی انگلیس و شوروی، رضاشاه را به گسترش روابط تجاری با آلمان نازی در دههٔ ۱۹۳۰ سوق داد.
رضاشاه نخستین پادشاه ایرانی پس از دوران هخامنشیان بود که یک ارتش دائمی را برای کشورش، سازمان داد. وی بهداشت در ایران را نیز سامان داد و در دورانش، بیمارستان‌هایی در تهران و استان‌های ایران، ساخته و تجهیز شدند. ساخت نخستین زیرساخت‌های همگانی مدرن ایران همچون نیروگاه، کارخانه‌های نوین، سیستم ترابری جدید، سیستم ارتباطات انسانی، نهادهای مالی و ادارات نیز در همین دوره انجام شد. فناوری نیز در بسیاری از عرصه‌ها، حتی کشاورزی، دخیل گشت.
در تیرماه ۱۳۱۶، پیمان سعدآباد با درون‌مایهٔ اتحاد، میان ایران، افغانستان، ترکیه و عراق نوشته شد. منش سیاسی رضاشاه، تبلیغات منفی قدرتمندی علیه او ایجاد کرد و بریتانیا که از دیرباز به شخص رضاشاه بدبین بود، روابط ایران با ایتالیا، فرانسه و آلمان را نیز سبب نگرانی دانست؛ تبلیغات رسانه‌ای علیه رضاشاه، پس از روابط ۱۹۳۹ ایران با ژاپن، شدت گرفت. با رخ دادن جنگ جهانی دوم، با وجود اعلام بی‌طرفی، بریتانیا و شوروی ایران را اشغال کرده و رضاشاه را با اعمال فشار برکنار کردند. بریتانیا در هنگام اشغال ایران توانست چند تهدید دیگر هم از بین ببرد؛ برای مثال، ناوگان دریایی ایران که در حال شکل‌گیری بود را به همراه دریابانانی همانند غلامعلی بایندر، از میان برداشت. پس از اشغال ایران، بریتانیا و شوروی به محمدعلی فروغی پیشنهاد دادند که رسماً جمهوریت را اعلام کند که وی مخالفت کرد. کمی بعد، آشکار شد که بریتانیا و شوروی خواستار کنار زدن رضاشاه هستند و این دو، در نهایت از سلطنت پسر او، محمدرضا پهلوی حمایت کردند.
آغاز پادشاهی محمدرضا پهلوی، با اشغال ایران در جنگ جهانی دوم هم‌زمان شد. کمی پس از پادشاهی وی، در آغاز دههٔ ۱۳۲۰، ایران پذیرفت که رسماً در کنار متفقین قرار گیرد و متفقین اعلام کردند، به استقلال و یکپارچگی سرزمین ایران احترام خواهند گذاشت. با پشتیبانی آمریکا و با سیاست نخست‌وزیر وقت، قوام السلطنه به حکومت خودمختار در آذربایجان و کردستان خاتمه داد. با پیشرفت جهان، در ایران نیز نیاز به فضای سیاسی و رسانه‌ای جدید حس شد و با فرمان محمدرضا پهلوی، تمام زندانیان سیاسی از عفو کامل برخوردار گشته و فضا برای رسانه‌ها بازتر شد؛ در همین حین، احزاب سیاسی در این کشور جان گرفته و بر عموم مردم اثر گذاشتند. با این وجود، اعتراضات فراوانی به شخص محمدرضا پهلوی شد و بخشی از مردم با قدرت داشتن یک «فرد» مخالفت داشتند. حزب‌هایی نیز به ترورهای برنامه‌ریزی‌شده دست زده و به مخالفت با شاه روی آوردند. از مهم‌ترین وقایع دوران محمدرضا شاه، آغاز جنبش ملی‌شدن نفت ایران و قدرت گرفتن محمد مصدق بود. مصدق که در اوایل جنبش نفت، از حمایت شاه برخوردار بود، پس از ملی‌شدن صنعت نفت در سال ۱۳۲۹، محبوبیت بسیاری میان مردم کسب کرد. اگرچه، دولت قانونی وی با کودتای ۲۸ مرداد ۱۳۳۲ (عملیات پنهان وابسته به آمریکا و انگلیس) سرنگون شد.
سازمان اطلاعات و امنیت کشور (ساواک) تحت فرمان شاه تشکیل شد و وظیفه امنیت داخلی را به‌عهده گرفت و در عمل به سرکوب مخالفان داخلی پرداخت. در سال ۱۳۴۱، محمدرضا پهلوی محبوبیت بالایی کسب کرده بود و اکثریت جامعه با انقلاب سفید موافق بودند. او برای نزدیکی به مردم؛ به همراه شهبانو از آموزشگاه‌ها، بیمارستان‌ها و خیریه‌ها بازدید می‌کرد. اصلاحات ارضی و برابری حقوق زنان و مردان، قرار گرفتن ایران در بین مدرن‌ترین کشورهای جهان تا پایان سدهٔ بیستم از اهداف شاه بودند. او تلاش می‌کرد تا ایران را به‌سوی «تمدن بزرگ» هدایت کند، اصطلاحی که در سال ۱۹۷۲ ابداع شد. توسعه اقتصادی یک استراتژی کلیدی در جهت نیل به این مقصود بود. محمدرضاشاه سیاست‌های مدرن‌سازی پدرش را دنبال نمود و توسعه بخشید. از دید توسعه اجتماعی شاه یک انقلابی بود اما هر چقدر که سیاست‌های او انقلابی‌تر می‌شد، مخالفت علما و سایر گروه‌های ذی‌نفع بیشتر می‌شد. با این وجود اصلاحات سیاسی شاه بسیار عقب‌تر از اصلاحات اجتماعی ایران بود. شاه یکی از پرزرق‌وبرق‌ترین ارتش‌های جهان را در ایران ایجاد کرده بود. بخش زیادی از درآمد نفتی کشور به تجهیز ارتش اختصاص می‌یافت. به‌طوری‌که سفرهای متعدد به انگلیس و دیگر کشورهای قدرتمند می‌کرد و پس از ایجاد رابطه دوستانه با آن‌ها، به خرید تجهیزات نظامی می‌پرداخت.
در دههٔ چهل و اوایل دههٔ پنجاه هجری شمسی، ایران رشد اقتصادی سریعی را شاهد بود. شاه روحانیون را آرام کرد و کمی بعد با مشارکت برابر زنان در انتخابات و راه‌یابی آنان به مجلس جدید، ایران فضای سیاسی جدیدی را تجربه کرد. از این دوران، ایران در نشریات جهانی پوشش بالایی کسب کرد و سران کشورهای مختلف، به ایران رفت‌وآمد بازدیدی و سیاسی داشتند. کم‌کم شمار کارکنان خارجی در کشور افزایش یافت و کارخانه‌های بزرگی در ایران تأسیس شدند. مهندسان ایرانی و خارجی نیز زیرساخت و امکانات نوینی را در کشور ایجاد کردند. سپس محمدرضاشاه نظام تک حزبی را در کشور حاکم کرد. سرانجام او در تاریخ ۲۶ دی ۱۳۵۷ و در پی اعتراض‌های گسترش‌یافته مخالفان به رهبری روح‌الله خمینی، ایران را برای همیشه ترک کرد و در ۲۲ بهمن ۱۳۵۷، در پی بی‌طرفی ارتش، انقلاب ۱۳۵۷ به سرانجام خود رسید.

#### جمهوری اسلامی
انقلاب ۱۳۵۷ ایران با رهبری سید روح‌الله خمینی، پادشاهی پهلوی را پایان داد و به پدیدار شدن جمهوری اسلامی ایران انجامید؛ این انقلاب، حاصل مشارکت مردم، اعتراضات پیوسته و آغاز قدرت خمینی در فرانسه است. پس از تظاهرات ۱۷ شهریور که به کشته شدن ۸۸ نفر منجر شد، فاصلهٔ حکومت پهلوی با مردم و پریشانی شرایط، بر همگان آشکار شد. پس از حدود یک سال اعتصاب و تظاهرات، در ۱۲ بهمن همان سال، سید روح‌الله خمینی از فرانسه، به ایران بازگشت و دولت جدیدی را تشکیل داد. در فروردین ۱۳۵۸، در همه‌پرسی نظام جمهوری اسلامی در ایران، واجدان شرایط رأی‌دهی با قاطعیت موافقت خود را اعلام کردند و ایران در ۱۲ فروردین ۱۳۵۸، رسماً به یک جمهوری اسلامی تبدیل شد. کمی بعد، در همه‌پرسی قانون اساسی جمهوری اسلامی ایران (۱۳۵۸)، مردم با قاطعیت به قانون اساسی جمهوری اسلامی ایران رأی مثبت دادند.
دانشجویان مسلمان پیرو خط امام، در ۱۳ آبان ۱۳۵۸ به گروگان‌گیری در سفارت ایالات متحده آمریکا دست زدند و خمینی، رهبر انقلاب ۱۳۵۷، این عمل را «انقلاب دوم» دانست؛ این رویداد، روابط دیپلماتیک تهران و واشینگتن را پایان داد. از سال ۱۳۵۹ نیز انقلاب فرهنگی ایران آغاز شد؛ این انقلاب، ضمن «اسلامی‌سازی» فرهنگی و آموزشی، به پاک‌سازی دانشگاهیانی که از دیدگاه حکومت جدید، «غرب‌زده» به‌شمار می‌رفتند، پرداخت.
جنگ ایران و عراق در ۳۱ شهریور ۱۳۵۹، با هدف‌گیری غرب ایران توسط عراق، رسماً آغاز شد و در اوایل، نیروهای صدام توانستند پیشروی فراوانی انجام دهند. ارتش ایران نیز با وقوع انقلاب، فرماندهان و نیروهای با تجربهٔ خود را از دست داده بود و در عملیات‌های بسیاری شکست خورد. اما از سال ۱۳۶۱، با آزادسازی خرمشهر، نیروهای ایرانی شروع به عقب‌راندن ارتش دشمن کردند. در همان سال، ایران آغاز به انجام عملیات‌هایی در خاک عراق کرد که در نهایت، با پیروزی عراق همراه شدند. از پایان عملیات کربلای پنج در اسفند ۱۳۶۵، تا آغاز عملیات والفجر ۱۰ ایران در اواخر زمستان سال بعد، برای حدود یک سال، ایران و عراق پیشروی خاصی در خاک یکدیگر نداشتند. سرانجام، در تیرماه ۱۳۶۷، قطعنامه ۵۹۸ شورای امنیت توسط رهبر ایران پذیرفته شد تا افزایش معلولین غیرنظامی و کشته‌شدگان این جنگ، پس از حدود ۸ سال پایان یابد.
به گزارش بی‌بی‌سی فارسی، اینکه انگیزهٔ مردم ایران از مشارکت در انقلاب ۱۳۵۷، برخورداری از امکانات اقتصادی بیشتر بود یا استقرار حکومت دینی، هنوز محل اختلاف است اما این انقلاب، حکومتی را سرنگون کرد که اولویت اصلی یا منحصر به فرد آن، توسعهٔ سریع اقتصادی و اجتماعی ایران بوده است. با سقوط نظام پهلوی، روند مصادره و تعطیلی واحدهای نوین صنعتی، خدماتی و کشاورزی، تا از کار انداختن بخش نوین اقتصاد این کشور ادامه یافت و جایگاه پیشین ایران در جهان، از دست رفت. دیدگاه‌های قدیمی نخبگان سیاسی و اقتصادی جدید و شکل‌گیری اقتصاد زیرزمینی، گسترش رفتارهای فاسد اقتصادی و انحصار نهادهای قدرتمند بر بخش بزرگی از اقتصاد ملی، بیش از پیش به اقتصاد ایران ضربه زد. مخالفان سرمایه‌داری در اوایل انقلاب، از نقش برتر دولت در اقتصاد هواداری کردند و پس از حملهٔ عراق به ایران، توانستند کشور را به سوی اقتصاد متمرکز دولتی پیش ببرند. ضعف اقتصادی ایران و شکل‌گیری صاحب‌امتیازان اقتصاد دولتی، به اوج‌گیری قدرت‌های منطقه‌ای، همانند امارات، ترکیه و عربستان کمک کرد. ایران پس از جنگ با عراق، اقتصاد بدون تنشی نداشته است و کارفرمایان ایرانی به تطبیق با شرایط اقتصاد جنگی و اقتصاد مقاومتی تشویق شده‌اند. اساس سیاست خارجی جمهوری اسلامی ایران نیز، بر شعار «نه شرقی، نه غربی، جمهوری اسلامی» استوار شد و اولویت روابط، با کشورها و حرکت‌های اسلامی و کشورهای منطقه بوده است؛ اگرچه، این سیاست با گذشت زمان تغییر کرد و روابط به سوی اروپا، روسیه، انگلستان، ایالات متحده و در نهایت، کشورهای عربی تغییر کرد. همچنین نظام جمهوری اسلامی ایران مدعی مالکیت قانونی ایران بر منطقهٔ قره سو می‌باشد. ایران که برای چهار دهه با انواع تحریم‌های بین‌المللی روبرو بود، تلاش کرد به اقتصاد خود جان تازه‌ای دهد؛ برنامه جامع اقدام مشترک از مهم‌ترین توافقات جمهوری اسلامی با دیگر ملل بوده است که پس از آن، با ورود سرمایه به کشور، پیشرفت اقتصادی قابل توجهی در ایران صورت گرفت. هرچند که خروج آمریکا از برجام و تحریم‌های مجدد، این توافق را به هم ریخت و علاوه بر سرمایهٔ خارجی، سرمایهٔ داخلی ایران نیز به خروج از کشور شتافت. کشته شدن قاسم سلیمانی، حمله موشکی ایران به نیروهای آمریکایی در عراق و ادامه یافتن بحران خلیج فارس، ایران را در آغاز دههٔ ۲۰۲۰ میلادی، با تنش‌های جدیدی روبرو ساخت.
تظاهرات ۱۷ اسفند ۱۳۵۷، اعتراضات ۱۳۸۸، اعتراضات دی ۱۳۹۶، اعتصابات ۱۳۹۷-۱۳۹۸، اعتراضات آبان ۱۳۹۸ و اعتراضات ۱۴۰۱ نمونه‌هایی از نارضایتی‌های منجر به اعتراض دوران جمهوری اسلامی هستند. بر اساس تحلیلی در سال ۱۳۹۷، در این سال‌ها، افزایش شکاف طبقاتی، فساد سیستماتیک دولتی و فشارهای خارجی، با افزایش نارضایتی همگانی، اعتراضات سراسری پراکنده‌ای را برانگیخت. اعتراضات ۱۳۸۸، پیامد پیروزی محمود احمدی‌نژاد بر میرحسین موسوی در انتخابات ۱۳۸۸ بود. پس از ناکامی این اعتراضات، حامیان نتایج انتخابات، کم‌کم مستندهای انتخاباتی بی‌شماری را پنهان یا از دسترس خارج کردند. اعتراضات ۱۳۹۶ ماهیتی ضدحکومتی داشت که از نارضایتی‌های اقتصادی و سیاسی تغذیه می‌شد و در پاسخ آن، حکومت افزون بر برگزاری تظاهرات و محدودسازی شبکه‌های اجتماعی، از عوامل خارجی گفت و معترضان را سرکوب کرد که شماری از آنان، کشته شدند. اعتراضات آبان ۱۳۹۸ (پس از افزایش قیمت بنزین در ایران) نیز با سرکوب شدید مردم معترض همراه شد و بنابر گزارش‌های خارجی، شمار کشته‌شدگان تا ۱۵۰۰ تن و شامل زنان و نوجوانان بوده است. اگرچه وزیر کشور، شمار کشته‌شدگان را ۲۰۰ تا ۲۲۵ تن اعلام کرد. در این تظاهرات، ویدئوهایی از شلیک مستقیم نیروهای امنیتی به معترضان منتشر شد. به‌گزارش گاردین، اعتراضات سراسری ۱۴۰۱ که به‌دنبال کشته‌شدن مهسا امینی توسط نیروهای گشت ارشاد اتفاق افتاد، بزرگ‌ترین تهدید برای حکومت از زمان انقلاب ۱۳۵۷ بوده است.
مشکلات اقتصادی ایران و تضعیف متحدان و نیروهای نیابتی کلیدی آن از سال ۱۴۰۲، حکومت ایران را ضعیف و منزوی کرده است. در سال ۱۴۰۳، ابراهیم رئیسی، رئیس‌جمهور این کشور، در سقوط بالگرد، کشته شد. در خرداد ۱۴۰۴، اسرائیل حملاتی را در سراسر ایران آغاز کرد و تأسیسات هسته‌ای را هدف قرار داد و بسیاری از اعضای ارشد رهبری نظامی ایران را کشت. ایران با حملات موشکی خود تلافی کرد و خصومت‌ها منجر به درگیری مستقیم کوتاهی بین دو کشور شد. در ۲۲ ژوئن، ایالات متحده به تأسیسات هسته‌ای ایران در فردو، نطنز و اصفهان حمله کرد. در نتیجه، ایران به پایگاه‌های ایالات متحده در قطر حمله کرد. اسرائیل و ایران پس از اصرار ایالات متحده، با آتش‌بس موافقت کردند.

## جغرافیا

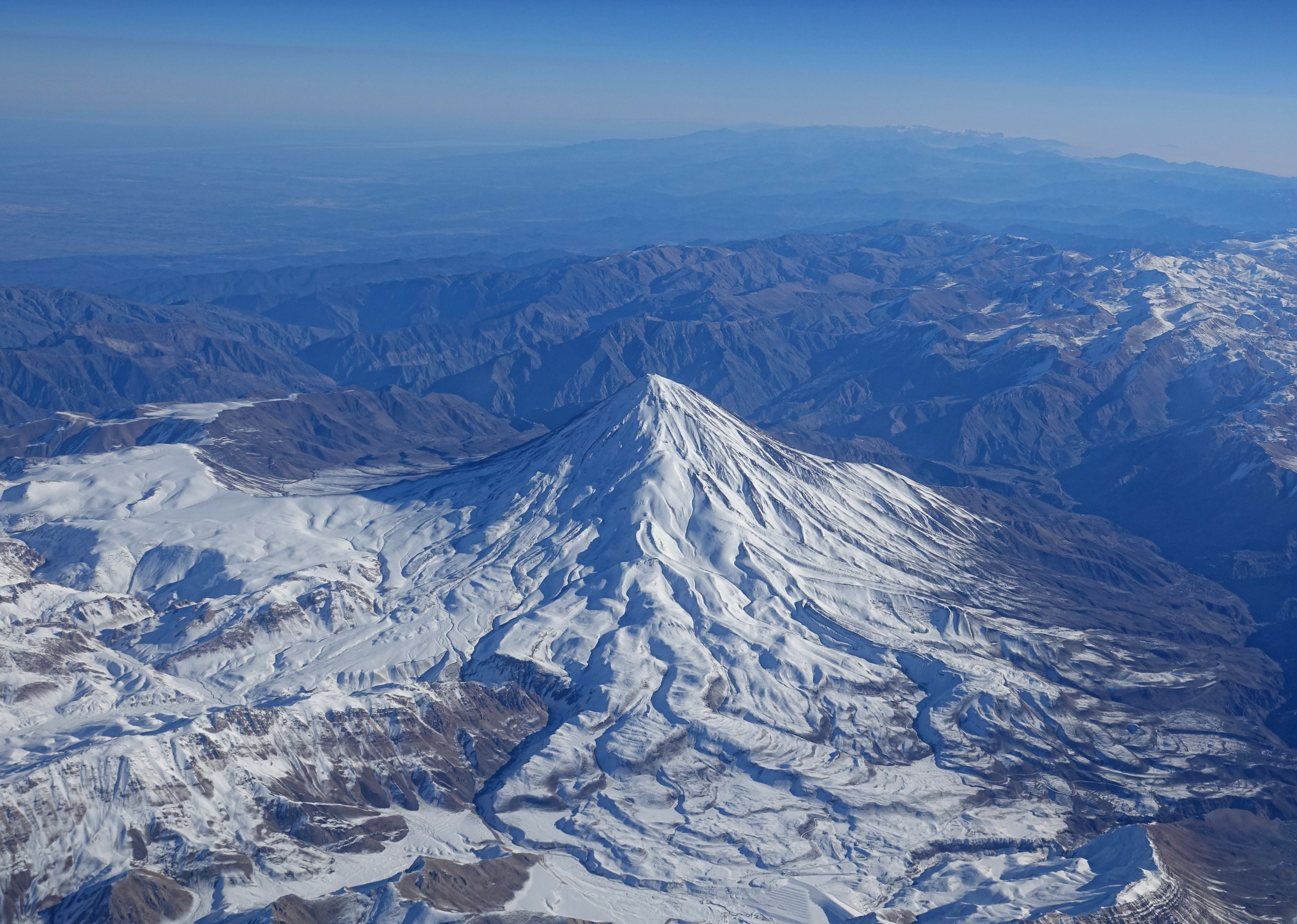
دماوند، بلندترین کوه ایران در استان مازندران

ایران در مختصات جغرافیایی ۳۲ درجه شمالی و ۵۳ درجه شرقی قرار دارد و از شمال به آذربایجان، ارمنستان، ترکمنستان و دریای مازندران، از شرق به پاکستان و افغانستان، از جنوب به خلیج فارس و دریای مکران و از غرب به ترکیه و عراق بسته می‌شود. این کشور همچنین جزیره‌هایی را در خلیج فارس در اختیار دارد. کل گسترهٔ ایران، ۱٫۶۴۸٫۱۹۵ کیلومتر مربع است که ۱۱۶٫۶۰۰ کیلومتر مربع آن را آب‌های این کشور تشکیل می‌دهند. نزدیک به یک سوم از مرز ۸٫۳۳۴ کیلومتری آن نیز آبی است. این کشور خاورمیانه‌ای، موقعیت راهبردی در خلیج فارس دارد و تنگه هرمز در جنوب کشور، راهی بسیار مهم برای انتقال نفت خام است. سرزمین ایران، از ثروت طبیعی فراوانی برخوردار است؛ حدود ۱۱ درصد زمین‌های آن، قابل کشت هستند و نفت، گاز طبیعی، زغال‌سنگ، کروم، مس، سنگ آهن، سرب، منگنز، روی و گوگرد شناخته‌شده‌ترین منابع طبیعی ایران هستند.

### آب و هوا
| بیابانی گرم بیابانی سرد نیمه‌خشک گرم نیمه‌خشک سرد مدیترانه‌ای گرم مدیترانه‌ای قاره‌ای |

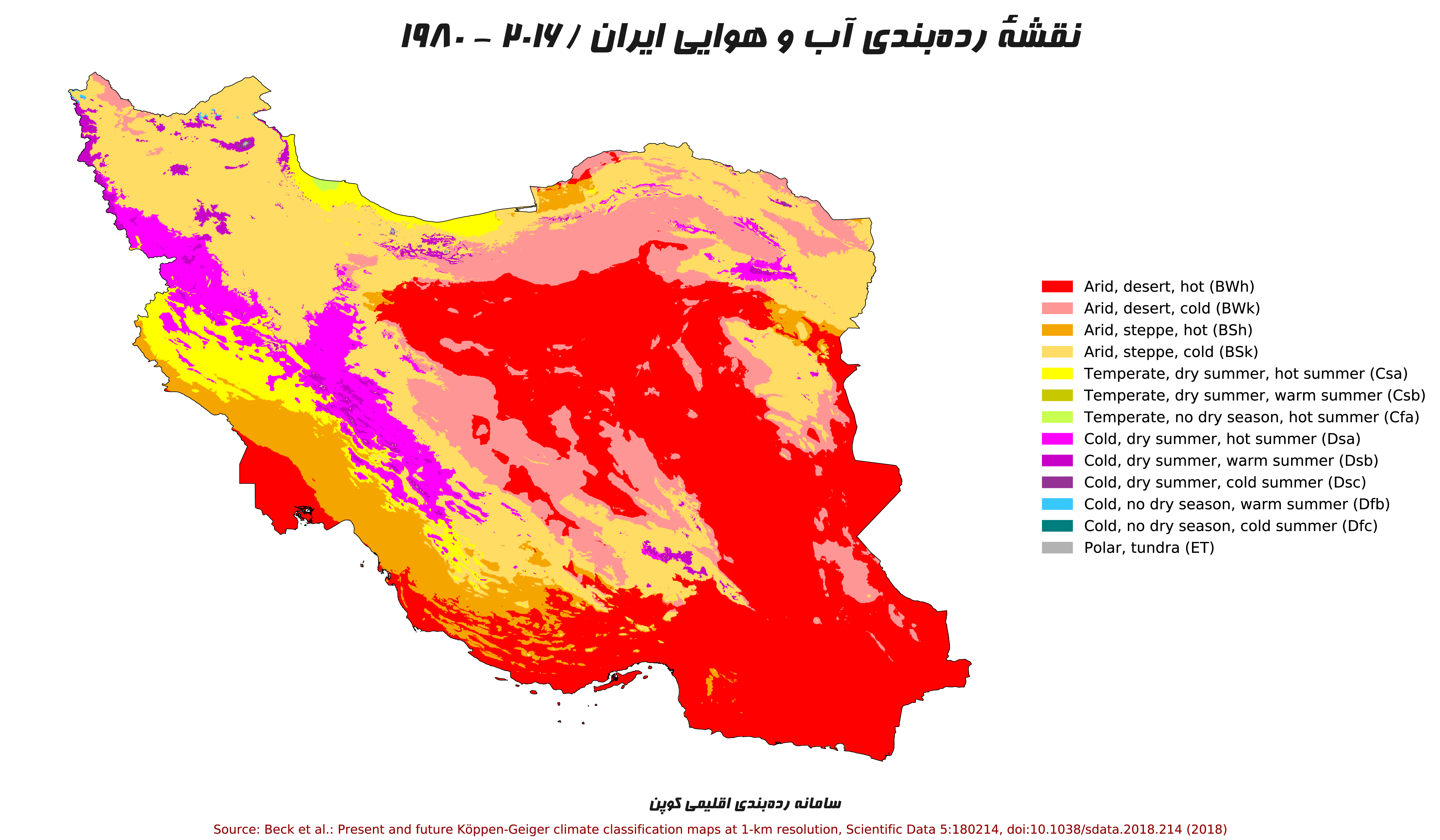
نقشهٔ آب و هوایی ایران (سامانه طبقه‌بندی اقلیمی کوپن)

اقلیم ایران بسیار گوناگون است و از نیمه‌گرمسیری تا زیرشمالگانی را شامل می‌شود. بلندی، عرض جغرافیایی، تأثیرهای دریایی، بادهای فصلی و نزدیکی به دامنه‌های کوهستانی یا بیابان‌ها، نقش مهمی در نوسانات دمای روزانه و فصلی در این کشور ایفا می‌کند. به عنوان نمونه، میانگین دمای روز تابستانی در آبادان در استان خوزستان، ۴۳ درجهٔ سانتی‌گراد و میانگین دمای زمستان در تبریز در استان آذربایجان شرقی، نزدیک به یخ‌زدن می‌رسد. بارش نیز در سراسر کشور، متغیر است؛ از کمتر از ۲ اینچ در جنوب شرقی کشور تا ۷۸ اینچ در مناطق نزدیک به دریای مازندران. میانگین بارش سالانه در کشور نیز حدود ۱۰ اینچ است. پر باران‌ترین فصل ایران، زمستان است و بیش از نیمی از بارش سالانه در این ۳ ماه رخ می‌دهد. شمال کشور در آمار بارش یک تضاد بزرگ به وجود آورده است؛ کوه‌های بلند البرز، بخش‌های جنوبی خود را از اثر دریای مازندران محروم می‌سازند و یک شمال حاصلخیز و جنگلی، برای ایران به وجود می‌آورند؛ در شمال ایران، هوایی تا ۳۸ درجهٔ سانتی‌گراد پدیدار می‌شود، یخبندان بسیار نادر است و ممکن است رطوبت تا ۱۰۰ درصد افزایش یابد. به جز در شمال کشور، تابستان به عنوان یک فصل خشک در ایران شناخته می‌شود. از ویژگی‌های آب و هوای ایران این است که مناطق مختلف آن، می‌توانند دارای چهار فصل جدا از هم باشند.

### گوناگونی زیستگاه‌ها
سرزمین ایران به شکل کلی، کوهستانی و نیمه‌خشک است و میانگین بلندی آن، بیش از ۱۲۰۰ متر از سطح دریا است. بیش از نیمی از گستره ایران را بلندی و کوه‌های این کشور، یک‌چهارم آن را دشت‌های آن و کمتر از یک‌چهارم دیگر آن را زمین‌های در دست کشت، می‌سازند. پست‌ترین نقطهٔ درونی با بلندی ۵۶ متر در چاله لوت و بلندترین نقطه، دماوند با ۵۶۱۰ متر بلندی است که در میان رشته‌کوه البرز قرار دارد. در کنارهٔ جنوبی دریای مازندران، بلندی زمین ۲۸ متر پایین‌تر از سطح دریای آزاد است.
از دیدگاه ناهمواری‌ها، ایران کشوری کوهستانی با بیابان و دشت‌هایی در میانه است. بلندترین نقطهٔ کشور، کوه دماوند با ۵٫۶۲۵ متر بلندی و کم‌ترین بلندی کشور نیز در دریای مازندران در منفی ۲۸ متر ثبت شده است. این کشور ممکن است با خشک‌سالی دوره‌ای، سیل، طوفان‌های غبار یا شنی و زمین‌لرزه تهدید شود. آلودگی هوا به ویژه در مناطق شهری، نبود مدیریت درست پساب صنعتی، جنگل‌زدایی، بیابان‌زایی، آلودگی نفتی در خلیج فارس، نابودی تالاب‌ها بر اثر خشک‌سالی، فرسایش خاک و آلودگی آب، از مهم‌ترین مسائل زیست‌محیطی در ایران هستند.
پارک‌های ملی ایران و مناطق حفاظت‌شدهٔ این کشور از مهم‌ترین جاذبه‌های جغرافیایی آن هستند. این کشور همچنین ۱۳ ذخیره‌گاه زیست‌کره دارد که شامل ارسباران، ارژن، گنو، پارک ملی گلستان، منطقه حفاظت‌شده حرا و تالاب بین‌المللی خور خوران، پارک ملی کویر، پارک ملی دریاچه ارومیه، شبه‌جزیره میانکاله، منطقه حفاظت‌شده توران، دنا، تنگ صیاد، دریاچه هامون و کپه‌داغ می‌شود.

### گوناگونی گیاهان

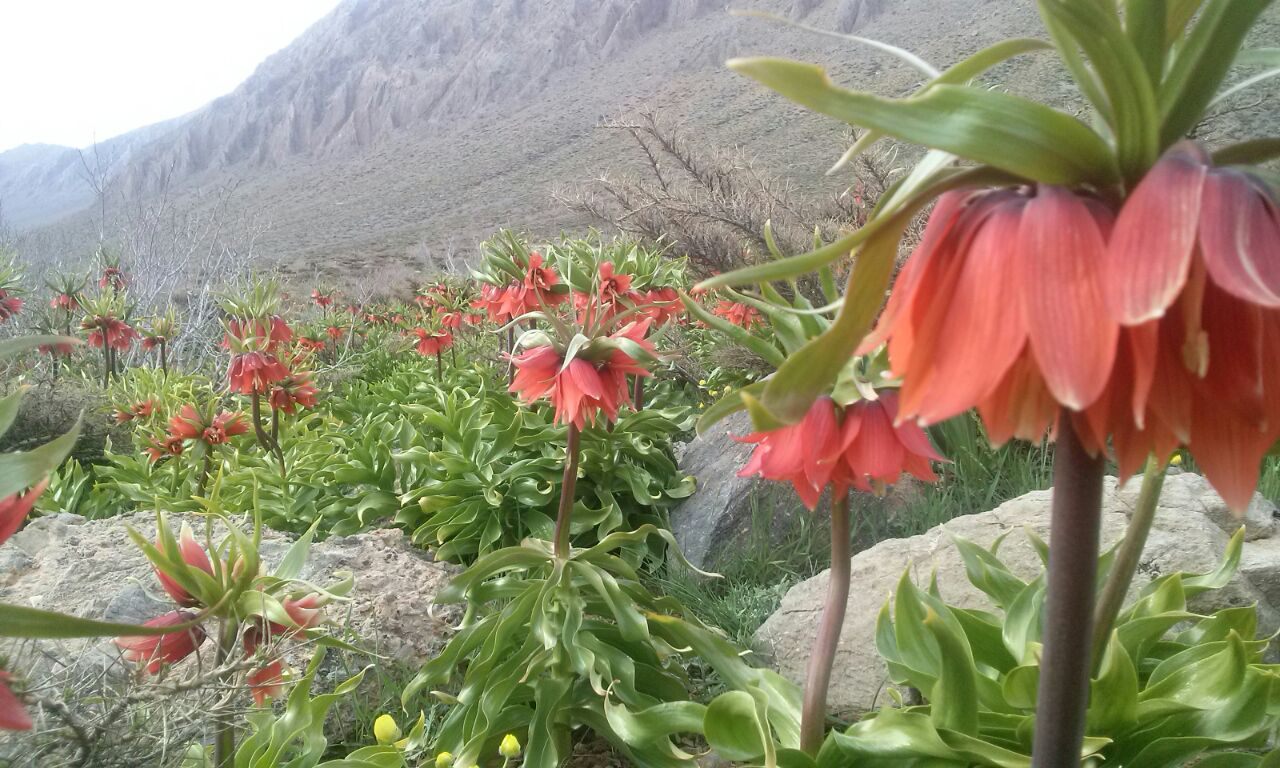
لاله واژگون در دشت افوس

تقریباً یک دهم ایران جنگلی است و گسترده‌ترین جنگل‌های آن، در جنوب دریای مازندران قرار گرفته است؛ در این منطقه انواع درختان برگ‌ریز، بلوط، راش، نمدار، نارون، گردو و بسیاری درخت و گیاهان دیگر، می‌رویند. در نواحی خشک میانی کشور نیز ارس، بادام و شماری گیاه میوه‌دار رشد می‌کنند. انواع درمنه و درختچه نیز در بخش‌های بیابانی و سراسر کشور پراکنده هستند. تپه‌های ماسه‌ای کویری ایران، با نگهداری آب، از رشد گیاهانی همانند موردیان پشتیبانی می‌کنند. واحه‌های ایران نیز با کمک به رشد تاکستان‌ها، تمشک ایرانی، صنوبر، خرما، مورد، خرزهره‌ایان، آکاسیا، بید، آلو و توت باعث گوناگونی بیشتر پوشش گیاهی منطقه می‌شوند.

### گوناگونی جانوران

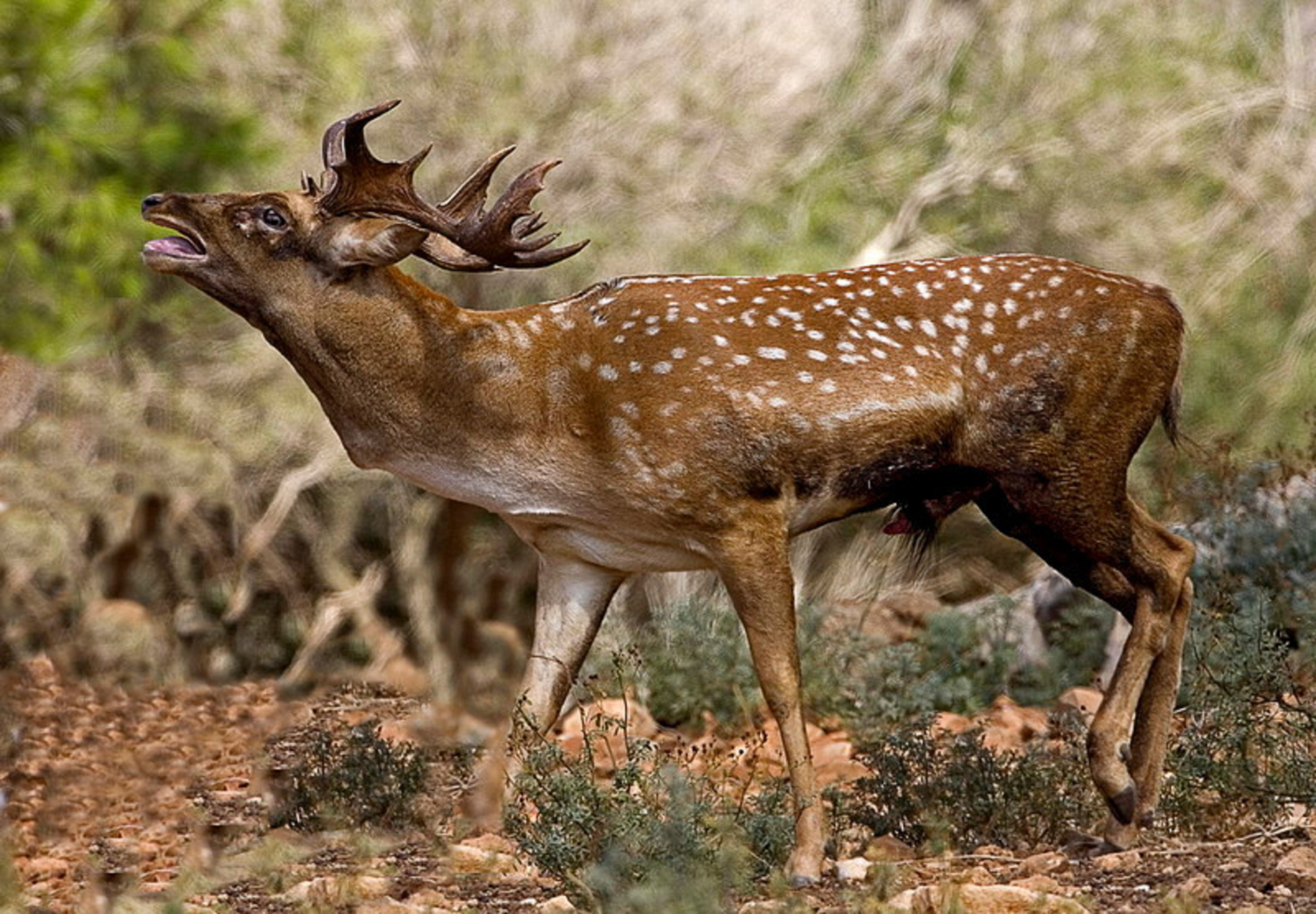
گوزن زرد ایرانی از گونه‌های در معرض خطر این کشور

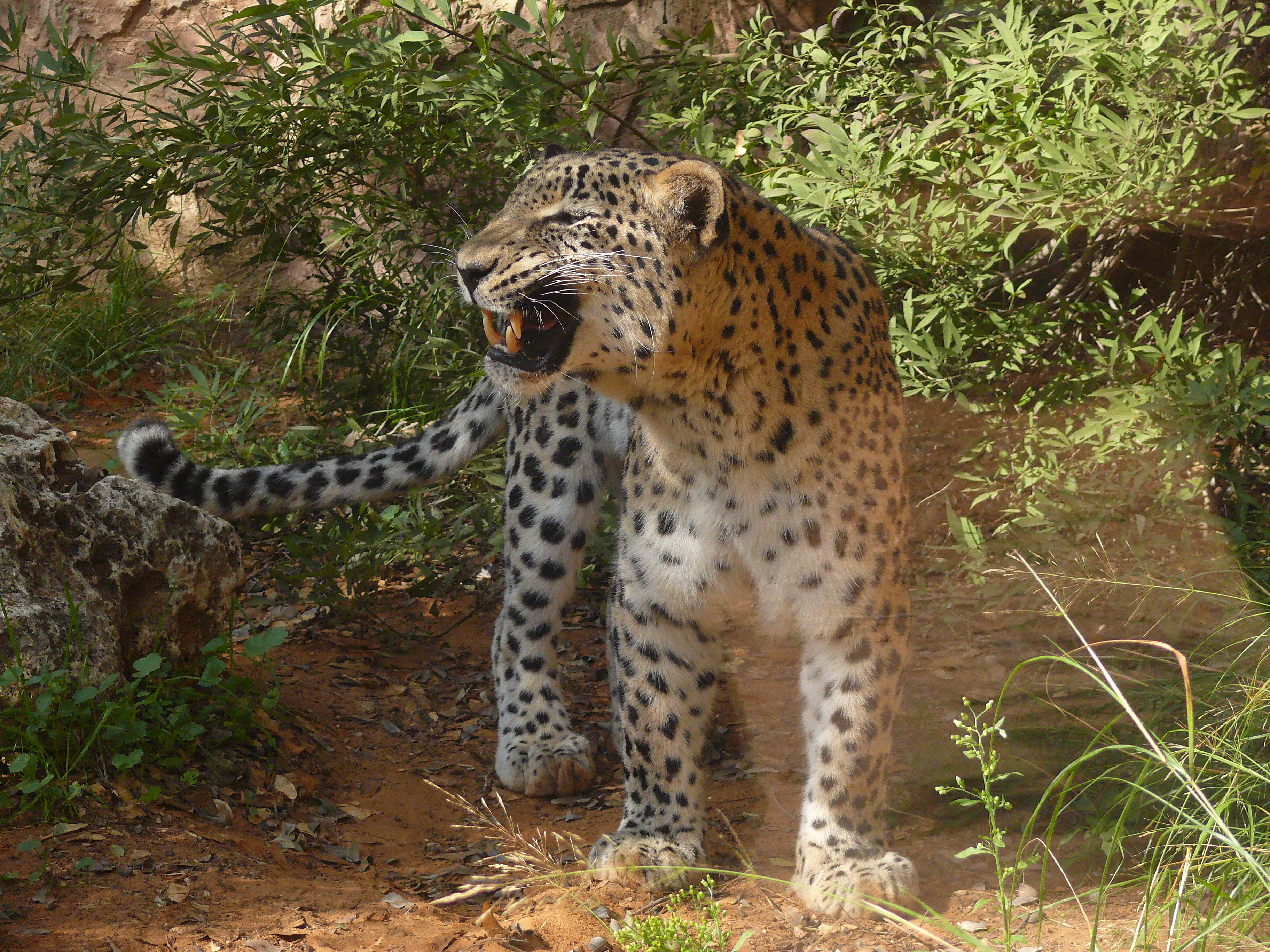
پلنگ ایرانی که از گونه‌های بومی غرب آسیا به‌شمار می‌رود

تاکنون بیش از ۲۱۰ گونه پستاندار، ۵۵۸ گونه پرنده، ۲۶۰ گونه خزنده و ۲۲ گونه دوزیست در ایران ثبت شده‌اند. پستانداران سرزمین ایران شامل پلنگ ایرانی، خرس، کفتار  راه راه، گرگ، گرازهای وحشی، بز کوهی، آهو و قوچ‌ومیش است که در کوه‌های دارای پوشش گیاهی زندگی می‌کنند. انواع شغال، گربه وحشی و خرگوش نیز در سراسر کشور وجود دارند. گور ایرانی نیز دشت و بیابان‌ها را برای حیات خود، انتخاب کرده است. یوزپلنگ آسیایی در جهان به عنوان یک گونهٔ در معرض نابودی ایرانی، شناخته شده است. قرقاول‌های ایرانی در شمال کشور یافت می‌شوند و کبک‌ها در بیشتر مناطق کشور زندگی می‌کنند. پرندگان آبزی همانند پرنده دریایی، اردک و غاز نیز در سواحل دریای مازندران و خلیج فارس زندگی می‌کنند؛ در حالی که کرکس‌های ایرانی، در بیابان به زندگی خود ادامه می‌دهند. گونه‌هایی از گوزن، جوجه‌تیغی، روباه و دست کم ۲۲ گونهٔ جوندگان، در مناطق نیمه سخت گذر و بلند این کشور، زندگی می‌کنند. سنجاب نخلی و خرس سیاه آسیایی در سیستان و بلوچستان یافت شده‌اند. ببرها نیز زمانی در جنگل‌های مناطق جنوبی دریای مازندران سکونت داشتند اما هم‌اکنون نابود شده‌اند. شیر ایرانی نیز در ایران نابود شده است اما پیش از انقلاب ۱۳۵۷ ایران، طرح‌های زنده سازی آن ریخته شد و در سال ۱۳۹۸، با توافق میان باغ وحش ارم و انجمن آبزیگاه و باغ‌وحش‌های اروپا، به ایران بازگشت تا زنده سازی آن در این کشور آغاز شود.

## سیاست

نحوهٔ انتخابات و انتصابات نهادهای مختلف در ایران

ایران، از اعضای بنیان‌گذار سازمان ملل متحد، سازمان همکاری اقتصادی، سازمان همکاری اسلامی و اوپک و همچنین از اعضای سازمان همکاری‌های شانگهای است و یک قدرت منطقه‌ای شمرده می‌شود. نظام سیاسی کنونی ایران، بر قانون اساسی جمهوری اسلامی ایران استوار است که در سال ۱۳۵۸ تصویب شد. ایران کنونی، در واقع یک جمهوری اسلامی با بخش قانون‌گذار است. دستگاه‌های اجرایی، مجلس شورای اسلامی و قوه قضائیه، در نهایت تحت نظر روحانیت کار می‌کنند. این نظام ترکیبی، تحت نظر رهبر ایران قرار می‌گیرد. رهبر این کشور، اختیارات گسترده‌ای دارد و علاوه بر مقامات کشوری، مقامات نظامی را هم می‌تواند تعیین کند. رهبر ایران همچنین منحصراً می‌تواند اعلان جنگ دهد و فرماندهٔ ارشد نیروهای مسلح ایران است؛ او جهت کلی سیاست‌های کشور را هم تعیین می‌کند. محدودیتی برای دورهٔ رهبری وجود ندارد اما مجلس خبرگان این امکان را دارد که رهبر را از مقام خود بردارد. به شکل دقیق‌تر، در جمهوری اسلامی ایران، قوای سه‌گانه متشکل از قوه مقننه، قوه مجریه و قوه قضائیه، تحت نظر ولایت فقیه فعالیت می‌کنند. مردم ایران نیز مستقیماً در انتخاب رهبر کشور دخالت ندارند و مجلس خبرگان، به نمایندگی از آنان، رهبر را انتخاب می‌کند و این گزینش، بر پایهٔ معیارهای شرعی و اسلامی است. اگرچه، اعضای شورای نگهبان که مستقیم و غیرمستقیم از سوی رهبر گزینش می‌شوند، وظیفهٔ تأیید صلاحیت نامزدهای مجلس خبرگان را نیز دارند.
رئیس‌جمهور ایران که با انتخابات ریاست‌جمهوری کشور گزینش می‌شود، رئیس قوهٔ مجریه است و باید یک شیعهٔ ایرانی باشد. رئیس‌جمهور، شورای وزیران را برای تأیید مجلس انتخاب کرده و به عنوان رئیس شورای عالی امنیت ملی فعالیت می‌کند. رئیس‌جمهور و وزرای وی، وظیفهٔ ادارهٔ امور روز کشور و اجرای قوانینی را دارند که قوهٔ مقننه تصویب کرده است. علاوه بر این، رئیس‌جمهور بر طیف گسترده‌ای از دفاتر و سازمان‌های دولتی نظارت دارد. در جرم‌های معمول، رسیدگی به اتهامات رئیس‌جمهور، معاونان وی و وزیران با آگاهی مجلس شورای اسلامی در دادگاه‌های عمومی انجام می‌شود. استعفای رئیس‌جمهور نیز باید مورد تأیید رهبر ایران قرار گیرد.

### تقسیمات اداری

نقشهٔ استان‌های ایران

ایران دارای ۳۱ استان است که در کل، پنج منطقه را تشکیل می‌دهند. تقسیمات کشوری در ایران، به ترتیب، شامل استان‌ها، شهرستان‌ها، بخش‌ها و دهستان‌ها می‌شود. هیچ منطقهٔ خودمختاری در این کشور وجود ندارد و از استاندار تا بخش‌دار، توسط وزارت کشور منصوب می‌شود. در هر سطح نیز یک شورا وجود دارد و شورای عالی استان‌ها از نمایندگان شوراهای استان تشکیل می‌شود. وزارت کشور این اختیار را دارد که شهرداران را نیز منصوب کند، اما اعضای شورای شهر، به صورت محلی انتخاب می‌شوند. دهکده‌ها نیز توسط دهیار که توسط بزرگان (شورا) همان ناحیه، توصیه می‌شود، اداره می‌شوند.

### سیاست در تاریخ
ایران در دوران پیش از اسلام، دارای حکومت‌هایی از نوع شاهنشاهی و در طول پنج سدهٔ اخیر از نوع پادشاهی بوده است. نهایتاً در سال ۱۳۵۸، با رأی نزدیک به ۹۸ درصد از مردم این کشور، پس از حدود ۲۵۰۰ سال، رسماً تاج و تخت در ایران برچیده شد. از آن پس، نظام جمهوری اسلامی ایران جایگزین دودمان پهلوی که آخرین حکومت پادشاهی این کشور بود، شد.

### قانون و قوه مقننه

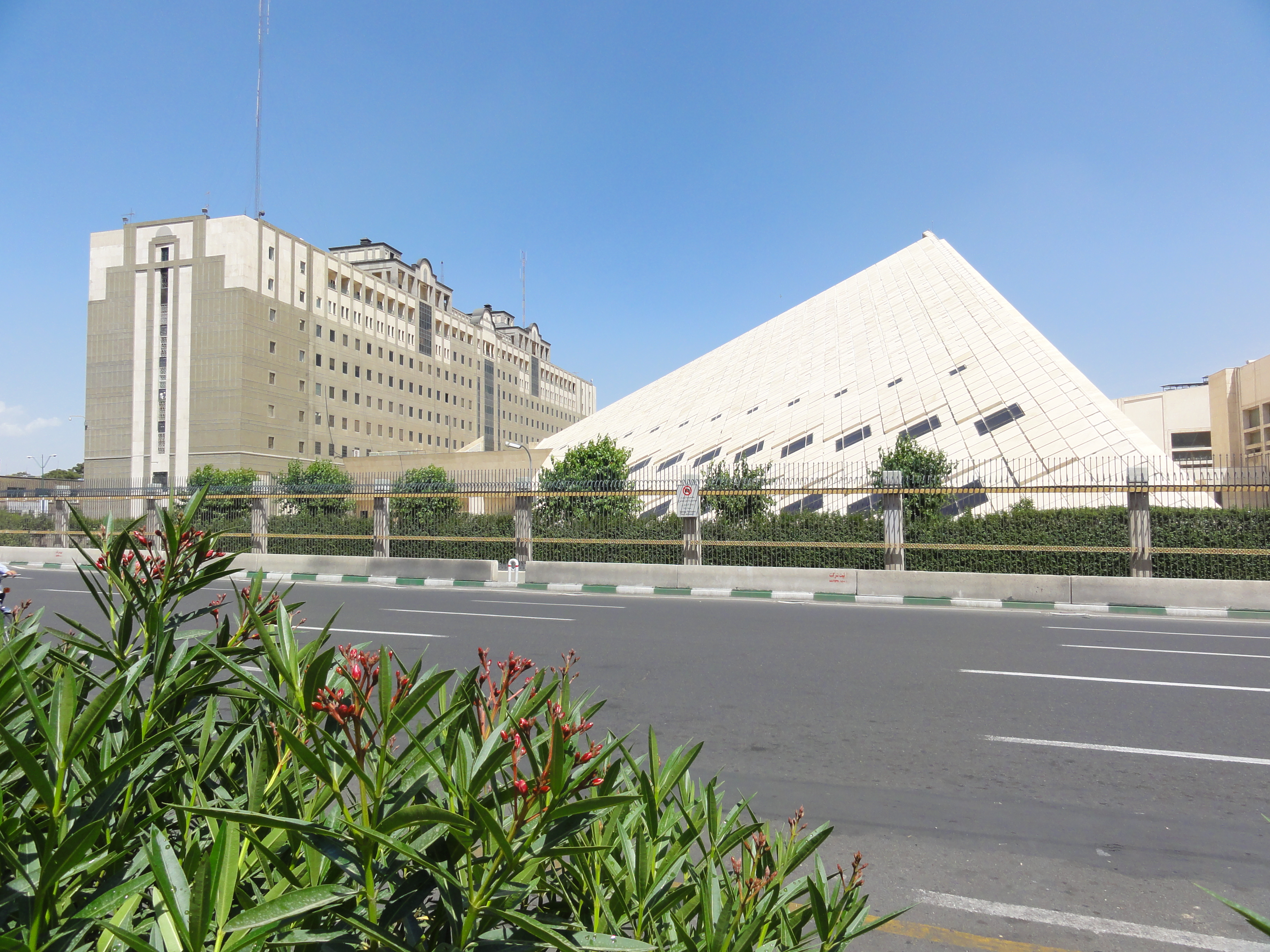
ساختمان مجلس شورای اسلامی

ایران دارای ساختار قانون‌گذاری است. مجلس شورای اسلامی که بیشتر به عنوان مجلس شناخته می‌شود، اجازه می‌دهد نمایندگان مجلس برای دوره‌های چهارساله، به شکل مستقیم توسط مردم انتخاب شوند و اقلیت‌های مذهبی و قومی رسمی، دارای نمایندگانی در مجلس هستند. مجلس قوانین کشور را تصویب می‌کند و در شرایط ویژه، این امکان را دارد که رئیس‌جمهور را با دو سوم آرا استیضاح کند.
شورای نگهبان ۱۲ عضو شامل فقها و حقوقدان دارد که نیمی از آنان را رهبر و بقیه را شورای قضایی گزینش می‌کند. مصوبات مجلس شورای اسلامی پیش از اجرایی شدن، نظر این شورا را می‌گیرند و بررسی می‌شوند که مخالف قانون اسلامی نباشند. این شورا بر انتخابات نیز نظارت می‌کند و تمام نامزدهای انتخاباتی، حتی برای ریاست‌جمهوری، باید تأیید صلاحیت از آن را به دست آورند.

### قوه قضائیه
رهبر جمهوری اسلامی ایران، رئیس قوه قضائیه ایران را تعیین می‌کند که وی نیز، رئیس دیوان عالی کشور و دادستان عمومی را منصوب می‌کند. چندین دادگاه در این کشور وجود دارد، از جمله دادگاه‌های همگانی که به پرونده‌های مدنی و جنایی رسیدگی می‌کنند و دادگاه انقلاب که به گروه ویژه‌ای از جرائم رسیدگی می‌کند؛ این دادگاه که به مقوله‌هایی همانند اقدام علیه امنیت ملی، اقدام علیه نظام جمهوری اسلامی و قاچاق موادمخدر رسیدگی می‌کند، حکم نهایی را می‌دهد و قابلیت تجدیدنظر ندارد.
دادگاه ویژه روحانیت که مستقل از چارچوب منظم قضایی عمل می‌کند و فقط به رهبری پاسخگو است، احکام نهایی می‌دهد و قابلیت تجدید نظر ندارد. دادگاه ویژه روحانیت به جرائمی که توسط روحانیون انجام شده‌اند، رسیدگی می‌کند؛ اگرچه در پرونده‌های مربوط به افراد غیر روحانی نیز دخالت داشته است. بر اساس اعلام سازمان ملل متحد در سال ۲۰۱۸ میلادی، ۱۷۰ کشور یا مجازات اعدام را به کل پایان دادند یا اجرای آن را متوقف کردند؛ در یک سال پیش از این اعلامیه، ۸۴ درصد کل اعدام‌های ثبت‌شده در جهان، در چهار کشور عربستان، عراق، پاکستان و ایران بوده است. گزارش سال ۲۰۱۸ سازمان عفو بین‌الملل اعلام کرد که اعدام‌ها در ایران، نسبت به سال پیش، ۵۰ درصد کاهش داشته است و ظاهراً حلق‌آویز کردن متداول‌ترین روش اعدام در این کشور است.

### روابط با جهان

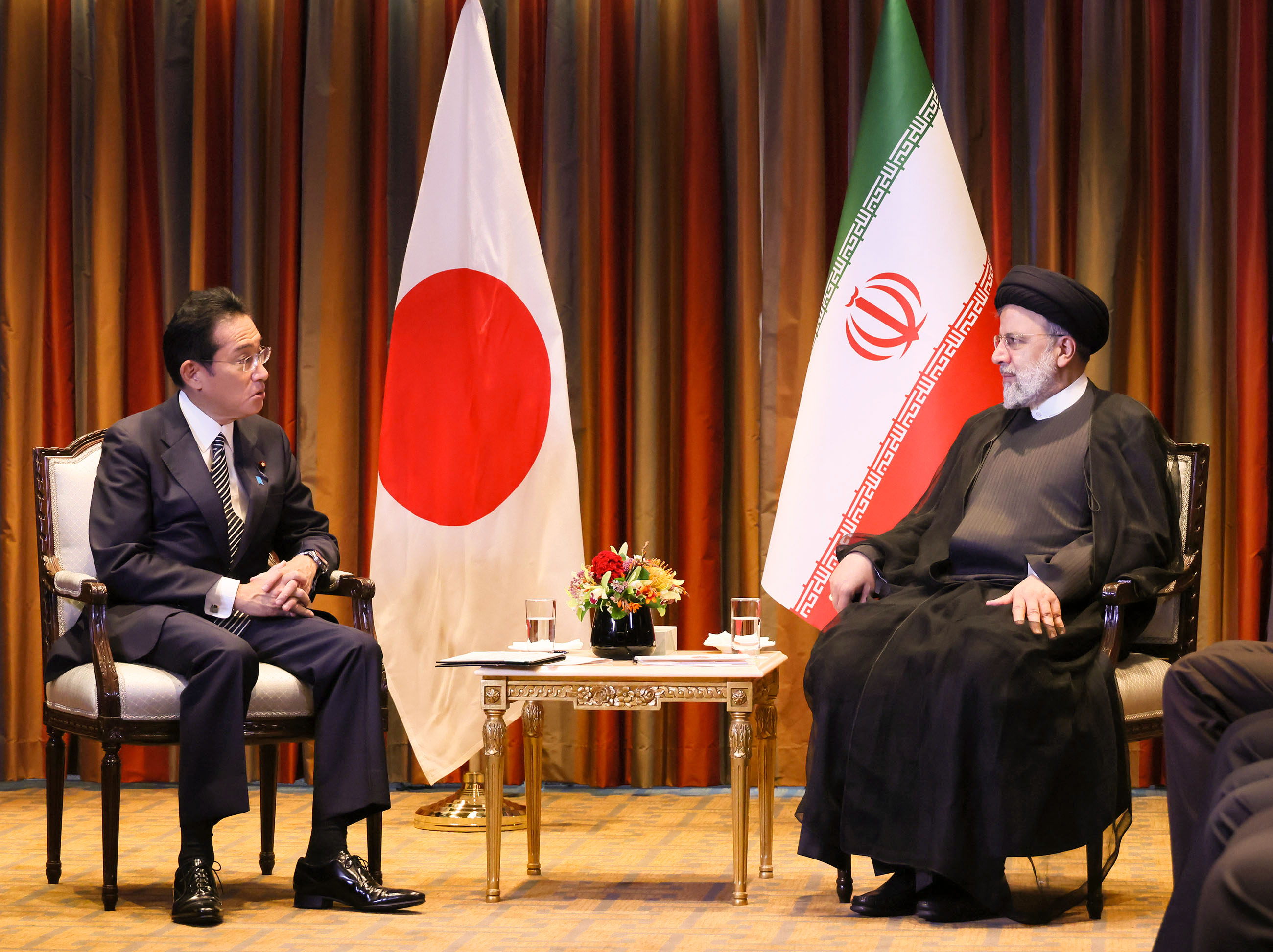
ابراهیم رئیسی رئیس‌جمهور اسبق در دیدار با فومیو کیشیدا، نخست‌وزیر ژاپن (۳۰ شهریور ۱۴۰۱) در مجمع عمومی سازمان ملل متحد

در اصول قانون اساسی ایران اعلام شده است که سیاست خارجی جمهوری اسلامی ایران، بر اساس نفی سلطه‌جویی و سلطه‌پذیری، حفظ استقلال همه‌جانبه و یکپارچگی کشور، دفاع از حقوق تمام مسلمانان و عدم تعهد در برابر قدرت‌های سلطه‌گر و روابط صلح‌آمیز با دول غیرمحارب استوار است؛ جمهوری اسلامی ایران، سعادت انسان در کل جامعه بشری را آرمان خود دانسته و استقلال، آزادی و حکومت حق و عدل را از حقوق مردم جهان می‌داند. همچنین در عین خودداری از دخالت در امور داخلی کشورهای دیگر، از مبارزه حق‌طلبانه مستضعفین در برابر مستکبرین، در تمام جهان، پشتیبانی می‌کند. همچنین هر قراردادی که سلطهٔ بیگانه بر منابع، فرهنگ، ارتش و دیگر شئون ایران را فراهم آورد، ممنوع اعلام شده است. شعار «نه شرقی نه غربی، جمهوری اسلامی» نیز به عنوان فلسفهٔ سیاسی این کشور، در نظر گرفته شده است.
آخرین حکومت‌های ایران، سیاست خارجی متفاوتی را دنبال کرده‌اند. محمدرضا پهلوی، در سیاست خارجی به دنبال دوری از تنش بود و با وجود روابط نزدیک با آمریکا، با اتحاد جماهیر شوروی نیز روابط مناسبی ایجاد کرد؛ در همین حال، با بسیاری از کشورهای جنبش عدم تعهد، روابط گرمی را حفظ کرد. با وجود روابط دوستانه با جهان، وی همواره نیروی نظامی ایران را تقویت می‌کرد. اما با پدیداری جمهوری اسلامی، ایران تبدیل به کشوری مخاصمه‌جو، تجدیدنظرطلب، رادیکال و مذهبی شد و به سرعت جهان را با سیاست‌های تازهٔ خود آشنا ساخت. استکبارستیزی و صدور انقلاب از سیاست‌های مورد توجه ایران در دهه‌های اخیر هستند. در زمینهٔ غرب‌ستیزی، جمهوری اسلامی ایران تلاش کرد که با رژیم‌های کمونیستی روابط نزدیکی برقرار کند و با کشورهایی همانند رومانی، کره شمالی و کوبا به روابطی موفق رسید. در دهه‌های اخیر، ایران با بلاروس، نیجریه و ونزوئلا نیز روابط قابل توجهی داشته است. مارک گازیوروسکی، عالم سیاسی، حکومت جمهوری اسلامی ایران را یک حکومت مطرود برای بسیاری از کشورهای جهان می‌داند. برنامه‌های هسته‌ای و موشکی ایران و نوع روابط با اسرائیل، تنش‌ها و تحریم‌هایی را برای این کشور به همراه داشته است. در تیر ۱۳۹۴، ایران با گروه ۱+۵ به توافقی مهم با عنوان برنامه جامع اقدام مشترک، دست یافت که پیرامون برنامهٔ هسته‌ای این کشور بود و تحریم‌های اقتصادی را پایان می‌داد. اگرچه خروج آمریکا از برجام و تحریم‌های مجدد، این توافق را به هم ریخت. دونالد ترامپ، رئیس‌جمهور ایالات متحده، پس از اعلام خروج این کشور از برجام، از ناکارآمدی برجام در پیشگیری از دستیابی جمهوری اسلامی به سلاح اتمی و ادامه‌دار بودن پشتیبانی این نظام از تروریسم و خطر برنامه موشکی بالستیک ایران گفت.

### نیروی نظامی و امنیتی

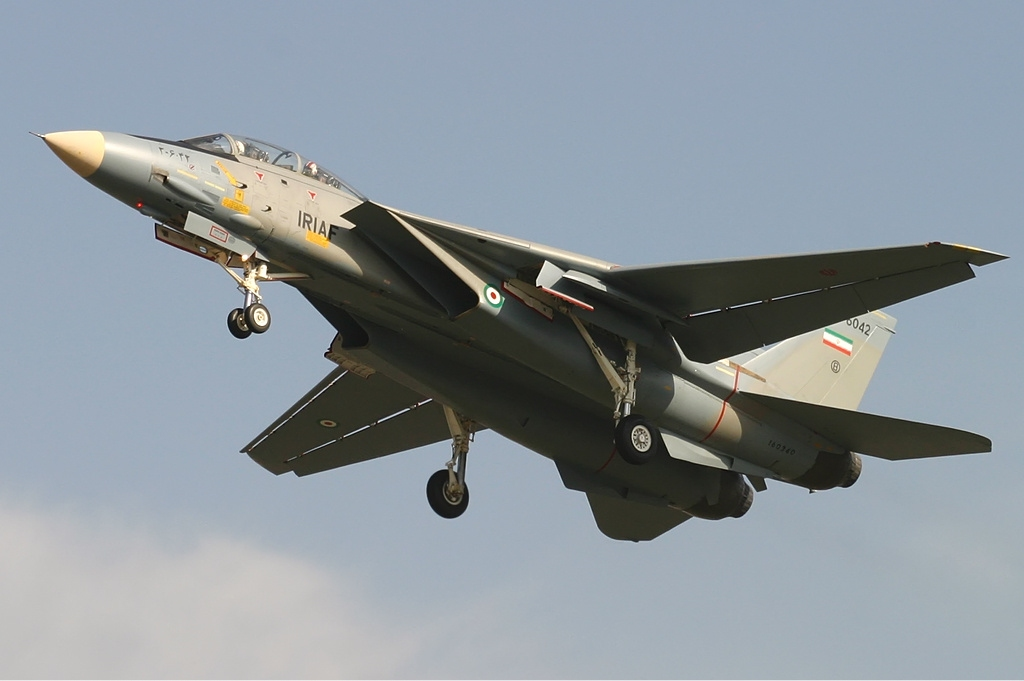
گرومن اف-۱۴ تام‌کت در خدمت نیروی هوایی ارتش ایران

جمهوری اسلامی ایران دارای دو گونه نیروی مسلح است؛ نیروهای معمول ارتش که شامل نیروی هوایی و نیروی دریایی می‌شود و یک گروه جداگانه با نام سپاه پاسداران انقلاب اسلامی. در دوران پهلوی، ایران یکی از بزرگ‌ترین نیروهای مسلح جهان را در اختیار داشت که به سرعت، با فروپاشی سلطنت منحل شد. ارتش ایران، پس از انقلاب ۱۳۵۷، درگیر یک جنگ طولانی با عراق شد و از آن زمان، مؤلفه‌ای فعال و نیرومند را حفظ کرده است. نیروی نظامی این کشور، بخش اعظم نیروی انسانی خود را از خدمت اجباری در ایران به دست می‌آورد و مردان باید تا حدود ۲ سال، خدمت سربازی انجام دهند. ارتش، بزرگ‌ترین شاخهٔ نیروی نظامی ایران است و پس از آن، سپاه پاسداران انقلاب اسلامی قرار دارد. هر نیروی امنیتی ایرانی که درگیر نبردهای خارجی یا داخلی باشد، توسط عناصر سپاه همراهی یا رهبری می‌شود. نیروی هوایی و دریایی ایران، از دیدگاه بین‌المللی هنوز کوچک شمرده می‌شوند. نیروی انتظامی جمهوری اسلامی ایران نیز نقش پلیس را در این کشور ایفا می‌کند. نیروی قدس نیز شاخهٔ مخفی نخبهٔ سپاه پاسداران و در اصل مسئول عملیات در خارج از مرزهای کشور است که در جهت منافع سپاه و نظام کنونی ایران فعالیت می‌کند.
در سال ۲۰۱۸ میلادی، ایران با ۱۷ میلیارد و ۴۰۰ میلیون دلار بودجهٔ نظامی، در ردهٔ پانزدهم جهان جای گرفت؛ در این سال، هزینهٔ نظامی ایران بالاتر از اسرائیل و کانادا و پایین‌تر از عربستان بود. بر اساس اعلام مؤسسه بین‌المللی مطالعات استراتژیک، ایران حدود ۵۲۳ هزار نیروی نظامی فعال دارد که ۳۵۰ هزار نفر آن در ارتش معمول کشور و دست کم ۱۵۰ هزار نفر آن در سپاه پاسداران انقلاب اسلامی خدمت می‌کنند. حدود ۲۰ هزار نیرو نیز در نیروی دریایی سپاه پاسداران انقلاب اسلامی هستند. بسیج نیز یک سازمان شبه‌نظامی فعال در ایران است که می‌تواند شمار قابل توجهی نیروی داوطلب جذب کند.

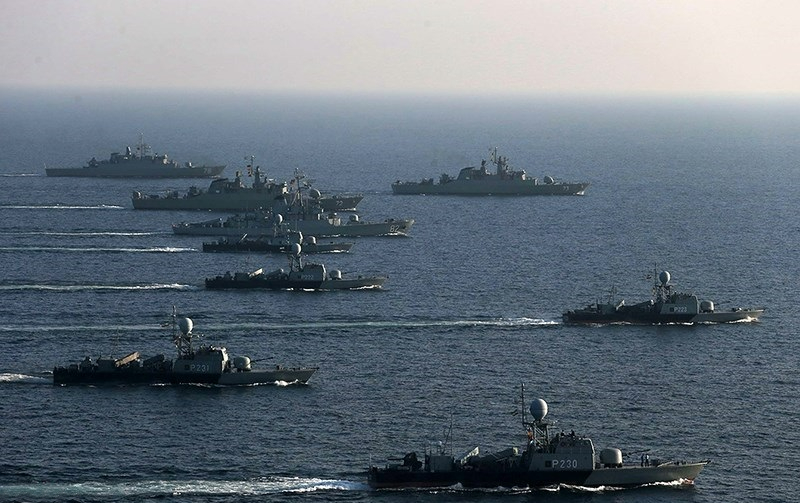
نیروی دریایی ارتش ایران که از تولیدات داخلی نیز بهره می‌برد.

از انقلاب ۱۳۵۷ تاکنون، برای غلبه بر تحریم‌های خارجی، دولت ایران صنایع نظامی خود را گسترش داد. انواع تانک، نفربر زره‌پوش، موشک، زیردریایی، کشتی‌های نظامی، ناوچه، رادار، هلیکوپتر و هواپیماهای جنگنده در ایران ساخته می‌شوند. ایران ارتش سایبری نیز دارد و پس از حملات سایبری به تأسیسات هسته‌ای ایران در سال ۱۳۸۹، این کشور توانایی سایبری خود را افزایش داد. ایران، همچنین توانایی ساخت پهپاد را داراست و با پهپادهای خود، عملیات داشته است.
ایران، توان موشکی بالایی دارد. برنامه موشکی ایران پیش از انقلاب ۱۳۵۷ آغاز شد اما از جنگ ایران و عراق سرعت گرفت. از آن پس، ایران با کشورهایی همانند لیبی، کره شمالی، چین و روسیه همکاری کرده است تا زرادخانه‌ای بزرگ و متنوع از موشک‌های بالستیک و کروز ایجاد کند. در سال ۱۳۶۶، نخستین موشک ایران ساخته شد و در دههٔ ۱۳۷۰، پیشرفت موشکی ادامه یافت تا دههٔ ۱۳۸۰ که موشک‌های دوربرد طراحی شدند و بر دقت آنان افزوده شد. تمام خاورمیانه و بخش‌هایی از اروپا، در تیررس موشک‌های ایران قرار دارند. توسعهٔ برنامهٔ موشکی ایران، به ویژه تولید موشک‌هایی با برد بیش از ۳۰۰۰ کیلومتر، همواره باعث نگرانی اروپا و آمریکا بوده است؛ اگرچه، ایران اعلام داشته است که چنین موشک‌هایی نمی‌سازد. با این حال، برخی رسانه‌ها، برد نهایی موشک‌های ایران را تا ۳۰۰۰ کیلومتر دانسته‌اند و اعلام کردند که ایران امکان هدف قرار دادن ۷۰ درصد آسیا و دورترین نقاط اروپا را دارد. همچنین ایران از سوی غرب به داشتن موشک با توانایی حمل کلاهک هسته‌ای متهم شده است.

### حقوق بشر
بر اساس گزارش شاخص دموکراسی سال ۲۰۱۷، کارنامه حقوق بشر در ایران به شدت ضعیف است. همچنین جاوید رحمان، گزارشگر ویژه حقوق بشر در ایران، در سال ۲۰۲۱ از وخیم تر شدن وضع حقوق بشر در ایران خبر داد. حکومت در ایران غیردموکراتیک است، مکرراً منتقدان دولت و رهبر آن را تحت تعقیب و دستگیری قرار داده است و شرکت نامزدها در انتخابات مردمی و نیز سایر اشکال فعالیت سیاسی را به شدت محدود می‌کند. حقوق زنان در ایران به‌طور جدی ناکافی توصیف می‌شود، و حقوق کودکان به‌شدت نقض شده است، به طوری که در ایران بیش از هر کشور دیگری در جهان، کودکان مجرم اعدام شده‌اند. فعالیت جنسی بین افراد همجنس غیرقانونی است و مجازات آن تا اعدام است.
در طول دهه گذشته، تعداد زیادی اعتراضات ضد دولتی در سراسر ایران (مانند اعتراضات آبان ۱۳۹۸ ایران) یا (اعتراضات سراسری ۱۴۰۱) با خواست پایان دادن به جمهوری اسلامی به راه افتاده است. با این حال، سپاه و پلیس همیشه اعتراضات توده‌ای را با روش‌های خشونت‌آمیز سرکوب می‌کردند که منجر به کشته شدن هزاران معترض شد. (مانند جمعه خونین زاهدان) یا (جمعه خونین خاش)

## اقتصاد

### نمای کلی

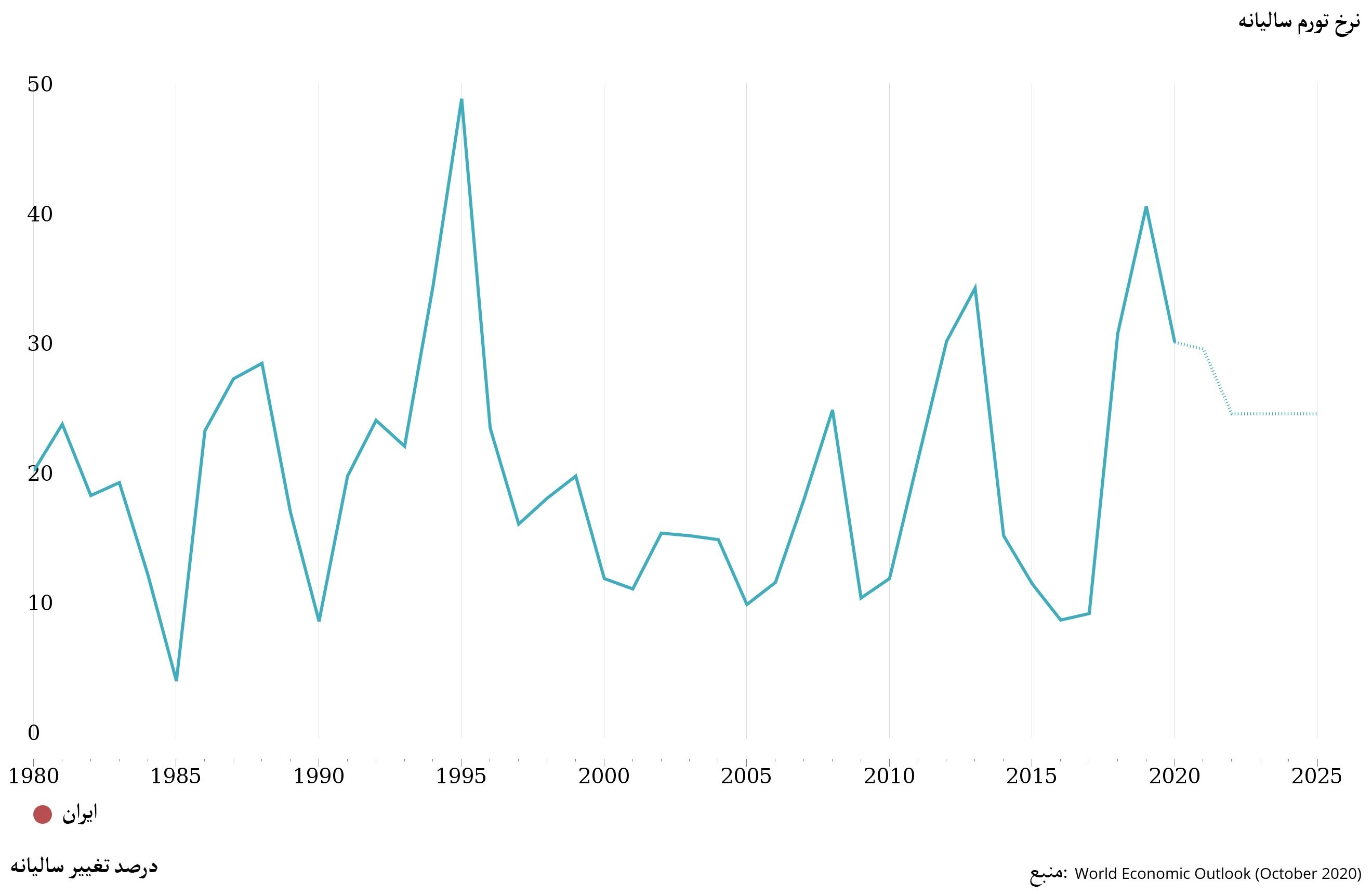
نرخ تورم در ایران (سالیانه، از ۱۹۸۰ تا ۲۰۲۵)

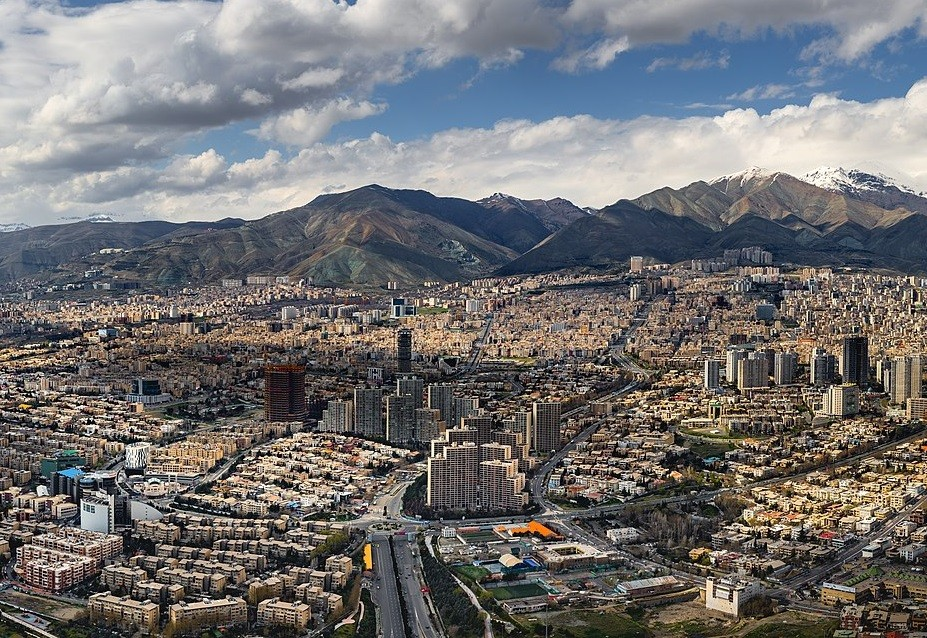
تهران، کانون اقتصادی ایران که میزبان ۴۵ درصد از صنایع کشور است.

اقتصاد ایران به عنوان یک اقتصاد نا کارآمد شناخته می‌شود و بر فروش نفت و گاز متکی است. با این حال، ایران زیرساخت قابل توجهی در بخش‌های خدماتی، صنعتی و کشاورزی دارد که اقتصاد این کشور را توانمند می‌سازند. حکومت ایران، صدها تشکیلات اقتصادی را به‌طور مستقیم تملک و اداره می‌کند و به‌طور غیر مستقیم، بر بسیاری از شرکت‌های وابسته به نیروهای امنیتی کشور اثر می‌گذارد. مواردی همچون فساد اقتصادی، کنترل‌های قیمت، یارانه و سیستم بانکی کشور که میلیاردها دلار وام غیر عامل دارد، اقتصاد کشور را تضعیف کرده و پتانسیل رشد بخش خصوصی ایران را بسیار کاهش داده است. فعالیت‌های بخش خصوصی ایران، شامل کارگاه‌های مقیاس‌کوچک، کشاورزی، تولیدی‌های گوناگون، خدمات، ساخت و سازهای متوسط، کار معدن، تولید سیمان و صنعت فلز می‌شود. همچنین اقتصاد غیررسمی قابل توجهی در این کشور وجود دارد که فساد مرتبط با آن، گسترش یافته است. بر اساس اطلاعات‌نامه جهان، تولید ناخالص داخلی ایران در سال ۲۰۱۷ میلادی، ۴۳۰٫۷ میلیارد دلار و سرانه تولید ناخالص داخلی بر پایه برابری قدرت خرید نیز ۲۰٫۱۰۰ دلار بود. بر اساس اعلام بانک جهانی، سرانهٔ تولید ناخالص داخلی در سال ۲۰۱۷ برابر ۵۵۲۰ دلار و سرانهٔ تولید ناخالص داخلی (برابری قدرت خرید) برابر ۱۴۵۳۶ دلار بوده است. طبق داده‌های بانک جهانی، جی‌دی‌پی اسمی این کشور در سال ۲۰۱۹–۲۰ حدود ۴۶۳ میلیارد دلار، برآورد شده است. همچنین فعالیت اقتصادی و درآمد دولت، بسیار به درآمد نفتی بستگی دارد؛ بنابراین، پایداری ندارد.
کل نیروی کار ایران در سال ۲۰۱۷ میلادی، ۳۰٫۵ میلیون نفر بوده است و این کشور از کمبود نیروی کار ماهر رنج می‌برد؛ از این شمار، ۱۶٫۳٪ در کشاورزی، ۳۵٫۱٪ در صنعت و ۴۸٫۶٪ در بخش خدماتی مشغول بوده‌اند. نفت، فراورده‌های پتروشیمی، گاز، کود، سدیم هیدروکسید، بافتنی‌ها، سیمان و مصالح ساختمانی، فرآوری خوراک، صنعت فلزات و برخی جنگ‌افزارها، به ترتیب، بیشترین میزان تولید سالانهٔ ایران را تشکیل می‌دهند. نفت (۶۰٪)، فراورده‌های شیمیایی و پتروشیمی، میوه، آجیل، فرش، سیمان و سنگ معدن به ترتیب بیشترین محصولات صادراتی ایران هستند. در سال ۲۰۱۷ میلادی، ایران ۱۰۱٫۴ میلیارد دلار صادرات داشت که چین ۲۷٫۵٪، هند ۱۵٫۱٪، کره جنوبی ۱۱٫۴٪، ترکیه ۱۱٫۱٪، ایتالیا ۵٫۷٪ و ژاپن ۵٫۳٪ از صادرات این کشور را سهم خود کردند. محصولات کشاورزی و دامی این کشور نیز به بسیاری از نقاط جهان صادر شده و مهم‌ترین آنان، شامل گندم، برنج، گونه‌های غلات، چغندرقند، نیشکر، میوه، آجیل، پنبه، فراورده لبنی، پشم و خاویار می‌شود. ارزشمندترین واردات ایران نیز شامل انواع تجهیزات صنعتی، کالاهای سرمایه‌ای، خدمات فنی، مواد غذایی و کالاهای مصرفی می‌شود. در سال ۲۰۱۷ میلادی، شرکای تجاری ایران در واردات، شامل امارات متحده عربی (۲۹٫۸٪)، چین (۱۲٫۷٪)، ترکیه (۴٫۴٪)، کره جنوبی (۴٪) و آلمان (۴٪) بوده است.
از اوایل انقلاب ۱۳۵۷، دو جناح به دنبال تحمیل تفسیر خود از اقتصاد اسلامی به دولت بودند. چپ‌گرایان اسلامی خواستار ملی شدن گسترده در اقتصاد شدند. محافظه‌کاران مذهبی که پیوند محکمی با بازرگانان ایران داشتند نیز از حقوق صاحبان صنایع دفاع کرده و بر خصوصی‌سازی پافشاری کردند. با این حال، هر دو جناح به صورت کلی، از انحصار حکومت در بخش بانکی ایران حمایت کردند. بانک مرکزی جمهوری اسلامی ایران نیز مسئولیت توسعه و نگهداری ریال ایران، که یکای پول کشور است را بر عهده دارد. تأثیرهای جنگ ایران و عراق در نهایت باعث افزایش مداخلات حکومتی در اقتصاد شد. دولت با ملی کردن بانک‌های خصوصی و شرکت‌های بیمه و افزایش کنترل دولتی بر بازرگانی، انحصار نهفته‌ای بر فعالیت‌های تولیدی و درآمدی ایران به دست آورد. در دهه‌های گذشته، مهم‌ترین مانع پیش روی اقتصاد ایران، انزوای آن از جامعه جهانی بوده است؛ این منزوی شدن، حاصل خارجی‌هراسی سیاست‌مداران محافظه کار این کشور و تحریم‌های اعمال شدهٔ خارجی، به ویژه از سوی ایالات متحده است. برداشته‌شدن بیشتر تحریم‌های هسته‌ای، بر اساس برنامه جامع اقدام مشترک در سال ۱۳۹۴، باعث احیای بخش تولید نفت و درآمد نفتی ایران شد که رشد سریع تولید ناخالص داخلی را در پی داشت؛ اما به دلیل سقوط تولید نفت در سال ۲۰۱۷ میلادی، رشد اقتصادی این کشور نیز کاهش یافت. اقتصاد ایران همچنان از سطح سرمایه‌گذاری کم و ضعف اقتصادی پیش از برجام رنج می‌برد و بیکاری گسترده، به ویژه میان زنان و جوانان ایرانی تحصیل‌کرده، خودنمایی می‌کند. بحران ناشی از دنیاگیری ویروس کرونا باعث استمرار رکود اقتصادی در سال ۲۰۲۰ م شد و رشد اقتصادی این کشور تا سال ۲۰۲۳ م همچنان ضعیف برآورد شد.

### زیرساخت

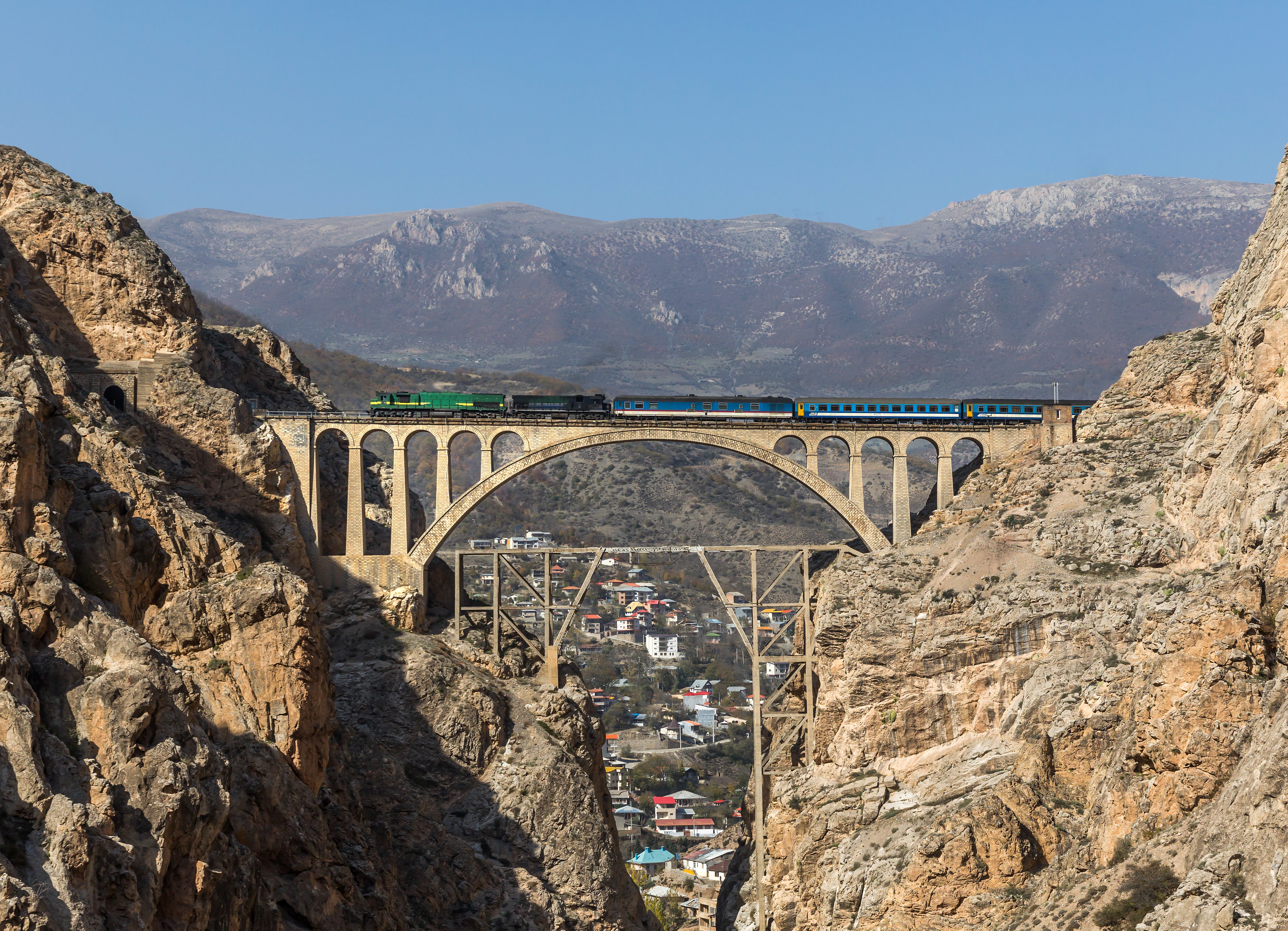
یک قطار ایرانی در حال عبور از پل ورسک در سوادکوه

کانون‌های جمعیتی ایران، در سراسر کشور گسترش یافته‌اند و این پراکندگی، ترابری در ایران را دشوار ساخته است. بودجه و نگهداری کم، کارایی بزرگراه‌های این کشور را کاهش داده است. با این وجود، وسایل نقلیهٔ موتوری به ویژه اتوبوس و کامیون، مهم‌ترین وسایل برای حمل مسافر و کالا هستند. در دهه‌های گذشته، دولت ایران منابع قابل توجهی را صرف بهبود راه‌های ارتباطی کشور کرده است و اکنون، تقریباً نیمی از جاده‌ها آسفالت شده‌اند.
خط اصلی سیستم ریلی کشوری، دریای مازندران را به خلیج فارس متصل و بسیاری از مراکز استان‌ها را پشتیبانی می‌کند. در سال ۱۳۵۰، راه‌آهن ایران از طریق ترکیه، به راه‌آهن اروپا متصل شد؛ این پیوند مهم، بازرگانی و گردشگری را به طرز چشم‌گیری تقویت می‌کند و نیاز به راه آبی و هوایی را در مسیر از بین می‌برد. راه‌آهن ایران گسترش و موقعیت قابل توجهی دارد و این کشور به یک مسیر عبور کارا و کم‌هزینه برای کشورهای منطقه تبدیل شده است. هواپیمایی ملی ایران، ایران ایر، شهرهای بزرگ و مراکز استان‌های این کشور را پوشش داده است. برخی خطوط هوایی بزرگ اروپایی، آسیایی و آفریقایی نیز در ایران حضور دارند. در مرداد ۱۳۸۹ اعلام شد که از میان ۵۴ فرودگاه مسافری ایران، ۹ فرودگاه بین‌المللی هستند و تنها سه فرودگاه توجیه اقتصادی دارند. فرودگاه بین‌المللی مهرآباد، فرودگاه بین‌المللی شهید هاشمی‌نژاد مشهد و فرودگاه بین‌المللی امام خمینی، پررفت‌وآمدترین فرودگاه‌ها در ایران هستند.
کارون تنها رودخانهٔ دارای قابلیت کشتیرانی در ایران است و از آن برای حمل مسافر و بارهای گوناگون استفاده می‌شود. دریاچه ارومیه نیز برای حمل مسافر و بار استفاده شده است. ایران از پنج بندر بزرگ در خلیج فارس، که بزرگ‌ترین آنان در بندرعباس است، بهره می‌برد. پایانه‌های نفتی مهمی در آبادان و خارگ قرار گرفته‌اند که در جنگ با عراق ویران شده یا آسیب دیدند اما از آن زمان، بازسازی شده‌اند. همچنین امکانات بندری قابل توجهی در خرمشهر و بندر امام خمینی وجود دارد. ایران امکانات خود را در بندر بوشهر گسترش داده و بندر جدیدی را در چابهار در دریای مکران ساخته است. همچنین بندرهای دریای مازندران، همانند بندر انزلی و بندر ترکمان در درجهٔ نخست برای بازرگانی با ملل شمالی مورد استفاده قرار می‌گیرند.
رسانه‌های ارتباطی در ایران عمدتاً متعلق به حکومت این کشور هستند و در طول دههٔ ۱۳۷۰، این کشور منابع قابل توجهی را برای توسعه و گسترش زیرساخت‌های ارتباطی خود، هزینه کرد؛ در این مدت، استفاده از تلفن تقریباً دو برابر شد. خدمات تلفنی به مناطق روستایی نیز داده می‌شود و تا سال ۲۰۰۰ میلادی، تقریباً تمام ایرانیان، به خدمات مربوط دسترسی داشتند. تلفن‌های همراه و اینترنت نیز در سراسر ایران خدمت‌رسانی می‌کنند و ایرانیان را هرچه بیشتر با جهان و فرهنگ جهانی آشنا ساخته‌اند. ۹۹٫۵ درصد از جمعیت ایران به شبکهٔ برق دسترسی دارند و این کشور از نیروگاه‌های تجدیدپذیر خورشیدی و بادی نیز بهره می‌برد. همچنین امروزه ۹۹٫۵ درصد از جمعیت شهری و ۷۵ درصد از جمعیت روستایی ایران، از شبکهٔ آبرسانی برخوردارند.

### بازرگانی

#### صادرات
محصولات صادراتی ایران به دو دسته نفتی و غیرنفتی تقسیم می‌شوند که براساس آمارهای منتشره، در شش‌ماهه اول سال ۱۴۰۲ حدود ۸۸٫۱ درصد کل صادرات غیرنفتی کشور، به ده کشور انجام شده که سه کشور چین، عراق و امارات متحده عربی در صدر این آنها قرار داشتند. به صورت کلی مهم‌ترین کالاهای صادراتی ایران به بازارهای جهانی عبارت‌اند از:
- نفت و گاز: ایران یکی از بزرگ‌ترین تولیدکنندگان نفت و گاز در جهان است و صادرات این محصولات به بازارهای جهانی به‌خصوص آسیا و اروپا از منابع اصلی درآمد کشور است.
- پتروشیمی: صنعت پتروشیمی ایران به تولید محصولات شیمیایی متنوع از جمله پلاستیک، لاستیک، و کودها می‌پردازد و بخش عمده این محصولات به بازارهای جهانی صادر می‌شوند.

بر اساس آمار گمرک جمهوری اسلامی ایران، بیشترین سهم صادرات کشور مربوط به پتروشیمی و میعانات گازی است؛ بنابراین، در شش‌ماهه اول سال ۱۴۰۲ به میزان ۲۲٫۹ میلیون تن محصولات پتروشیمی به ارزش حدودی ۹٫۰ میلیارد دلار به خارج از کشور صادر شده است.
- فولاد و فلزات: ایران یکی از بزرگ‌ترین تولیدکنندگان فولاد در منطقه است و محصولات فلزی از جمله فولاد، آلومینیوم و مس به بازارهای جهانی صادر می‌کند.
- کشاورزی و محصولات غذایی: ایران تولیدات بسیار زیادی در زمینه کشاورزی دارد، محصولاتی همچون پسته، زعفران، پنبه و انواع میوه‌ها. این محصولات به کشورهایی چون چین، هند و اروپا صادر می‌شوند.
- انواع سنگ معدنی و مصالح ساختمانی: ایران یکی از بزرگ‌ترین کشورهای صادر کننده سنگ‌های معدنی است و اغلب سنگ‌های کشف شده از معادن ایران به بازارهای بین‌المللی کشورهای اروپایی صادر می‌گردد.
- لوازم خانگی و منسوجات: ایران در سال‌های اخیر توانسته در زمینه تولید برخی از لوازم خانگی به خودکفایی برسد و بخشی از محصولات تولید داخل را به بازارهای کشورهای همسایه صادر کند.

به صورت کلی مهم‌ترین کالاهای صادراتی ایران در حوزه غیرنفتی شامل محصولاتی از قبیل موارد زیر است:
- پسته
- زعفران
- فرش دستباف
- خاویار
- چرم
- کشمش

#### واردات
براساس آمارهای رسمی منتشر شده از سوی گمرک ایران؛ ذرت، روغن‌های خوراکی نیمه جامد و مایع و خام، انواع دانه‌های روغنی، برنج، گندم، جو، کود شیمیایی، لاستیک سنگین، کنجاله سویا، شکر خام، کاغذ چاپ و تحریر، خمیر کاغذ، گوشت قرمز سرد سنگین، چای خشک، حبوبات، گوشت قرمز سبک گرم، سموم تکنیکال شیمیایی، گوشت مرغ، انواع بذر و کاغذ روزنامه از کالاهای اساسی وارداتی در ایران در ۷ ماه ابتدایی سال ۱۴۰۲ بودند.

### صنایع

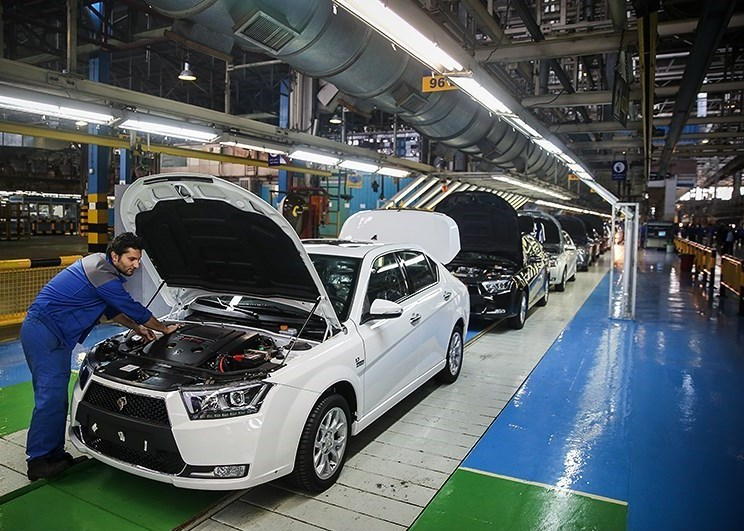
کارخانهٔ ایران خودرو در سال ۱۳۹۶. صنعت خودروسازی ایران پس از نفت، گاز و پتروشیمی، بزرگ‌ترین صنعت این کشور به‌شمار می‌رود.

توسعهٔ صنعتی ایران از اواسط دههٔ ۱۳۳۰ شدت یافت و بخش‌های گوناگون این کشور را متحول کرد. ایران کنونی، طیف گسترده‌ای از کالاها همانند خودرو، لوازم خانگی، تجهیزات مخابراتی، ماشین‌آلات صنعتی، کاغذ، کالاهای لاستیکی، فولاد، مواد خوراکی، محصولات چوبی و چرمی، منسوجات و دارو را تولید می‌کند. کارخانه‌های نساجی این کشور در اصفهان و در امتداد سواحل دریای مازندران، متمرکز شده‌اند. ایران همچنین به خاطر فرش‌های دستباف خود در سراسر جهان شناخته شده است. کار دستی سنتی ساخت این فرش‌ها، به میزان قابل توجهی در درآمدهای روستایی کشور نقش دارد و همواره یکی از مهم‌ترین صنایع صادراتی ایران بوده است. صنایع دستی ایران در مناطقی در سراسر کشور، بومی‌سازی شده است و هر شهر برای صنایع دستی خود، در پایتخت و دیگر شهرهای بزرگ کشور بازاری ایجاد کرده است.
تا اوایل دههٔ ۱۳۳۰ میلادی، صنعت ساخت‌وساز ایران به شرکت‌های داخلی محدود می‌شد. کمی بعد، با افزایش درآمد حاصل از نفت و گاز و دسترسی به اعتبارات جدید، رونق قابل توجهی به صنعت ساختمان این کشور وارد شد و شرکت‌های بزرگ بین‌المللی ساخت‌وساز را به سمت ایران کشاند. این رشد تا اواسط دههٔ ۱۳۵۰ ادامه داشت. صنعت ساخت‌وساز ایران تا اواسط دههٔ ۱۳۶۰، تا حدودی احیا شده بود، اما کمبود مسکن به ویژه در مناطق شهری، به عنوان یک مشکل جدی باقی ماند.

### انرژی

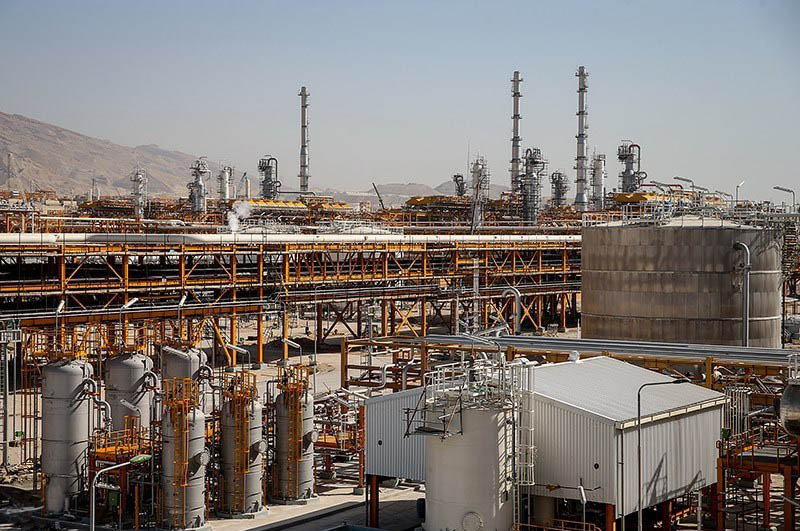
میدان گازی پارس جنوبی (در استان بوشهر)، بزرگ‌ترین میدان گازی جهان. پارس جنوبی ۱۴٫۲ تریلیون متر مکعب ذخایر گازی، برابر هشت درصد از کل ذخایر گازی جهان و نزدیک به ۴۰ درصد از کل ۳۳٫۸ تریلیون متر مکعب ذخایر گازی ایران، بعلاوه ۱۸ میلیارد بشکه میعانات گازی را داراست.

در میان ۱۴ عضو سازمان کشورهای صادرکننده نفت، ایران سومین دارندهٔ ذخایر اثبات شدهٔ نفت است. بر اساس آمار سال ۱۳۹۷ این سازمان، ایران ۱۵۵ میلیارد و ۶۰۰ میلیون بشکه ذخیرهٔ اثبات شدهٔ نفتی دارد. در رده‌بندی جهانی، در خارج از اوپک، با حضور کانادا در جایگاه سوم، ایران در ردهٔ چهارم بزرگ‌ترین کشورهای دارای ذخایر اثبات شدهٔ نفت جهان قرار می‌گیرد. پس از اجرای برجام و پیش از خروج آمریکا از آن، ایران توانست در سال ۱۳۹۶، به‌طور متوسط روزانه ۲٫۱ میلیون بشکه نفت صادر کند. درآمد نفتی این کشور در سال ۲۰۱۷ میلادی، برابر با ۵۵ میلیارد دلار بوده و ۴۵ درصد نسبت به سال پیشین آن، رشد داشته است. خروج آمریکا از برجام باعث کاهش شدید صادرات نفتی ایران شد.
ایران دومین دارندهٔ ذخایر بزرگ گاز طبیعی جهان نیز است اما سهم آن از بازار جهانی گاز، اندک است. اگرچه بیشتر کشورهای همسایه، بازار خوبی برای گاز طبیعی ایران هستند، اما پروژه‌هایی همانند خط لوله صلح که با هدف صادرات گاز ایران آغاز شدند، نیمه‌تمام رها شده‌اند. تحریم‌ها علیه ایران، سیاست خارجی این کشور و نبود منابع مالی، به عنوان دلایل ناتوانی ایران در صادرات گاز دانسته می‌شوند. ترکیه و عراق نیز تنها متقاضیان عمدهٔ گاز ایران هستند.
تا سده بیستم میلادی، منابع انرژی ایران، به شکل کلی، به چوب و زغال محدود می‌شد. هم‌اکنون از نفت، گاز طبیعی و زغال‌سنگ برای تأمین گرما و تولید بخش بزرگی از برق کشور استفاده می‌شود. شبکه‌ای از سدها در کشور، دارای بخش هیدروالکتریسیته هستند و برای آبیاری زمین‌های کشاورزی نیز استفاده می‌شوند.
سازمان انرژی اتمی ایران در سال ۱۳۵۳، برای ایجاد شبکه‌ای با بیش از ۲۰ نیروگاه هسته‌ای بنیان گذاشته شد. در سال ۱۳۵۷، کار ایجاد دو رآکتور ۱۲۰۰ مگاواتی در نزدیکی بوشهر تقریباً به پایان رسید و قرار بود به زودی عملیات اجرایی آن آغاز شود که دولت انقلابی، این برنامه را لغو کرد. یکی از این دو رآکتور، با کمک بسیار از روسیه کامل شد و در سال ۱۳۹۰ شروع به کار کرد. هیچ برنامه‌ای برای تکمیل رآکتور دوم وجود ندارد. از سال ۲۰۰۲ میلادی، در جهان شک‌هایی دربارهٔ برنامه‌های هسته‌ای ایران شکل گرفت و این احتمال که ایران برای ساخت جنگ‌افزار هسته‌ای تمایل دارد، مورد توجه قرار گرفت. از آن زمان، برنامهٔ هسته‌ای ایران، که مقامات ایرانی اعلام کرده‌اند تنها اهداف صلح‌آمیز دارد، از منابع اصلی تنش‌های بین‌المللی ایران بوده است و از سال ۲۰۰۶ میلادی، باعث افزایش تحریم‌های بین‌المللی علیه ایران شده است.

### پیشه‌های نخستین
ایران از نخستین سرزمین‌هایی است که کشاورزی در آن پدیدار شد. برخی مهاجرت‌های باستانی به این کشور نیز، به دلیل یافتن زمین‌های بهتر برای کشاورزی بوده است. کشاورزی در ایران، بخش قابل توجهی از اقتصاد این کشور را تشکیل می‌دهد. بر اساس آمار رسمی در سال ۱۳۹۶، ۱۷٫۶ درصد از نیروی کار ایرانی در بخش کشاورزی مشغول هستند. بر همین اساس، سهم ارزش افزودهٔ بخش کشاورزی به قیمت ثابت در ایران، ۶ درصد است که شامل ۷۱٪ کشت و باغداری، ۲۴٪ دامداری، ۴٪ بخش آبزیان و ۱٪ جنگل‌داری است.
بر اساس آمار سال ۱۳۹۳، مساحت زمین‌های زراعی ایران برابر با ۱۴ میلیون و ۶۸۷ هزار هکتار است که ۵ میلیون و ۹۹۷ هزار هکتار آن به روش آبی و دیگر زمین‌ها، با روش دیم، کشت می‌شوند. بیشترین اراضی زراعی این کشور، به ترتیب، در استان‌های خوزستان، خراسان رضوی، فارس، کرمان و اصفهان قرار گرفته‌اند و ۶ درصد از زمین‌های زراعی ایران، زیر کشت محصولات سالانه و بقیه تحت آیش هستند.
بر اساس آماری در دههٔ ۱۳۹۰، از کل زمین‌های زراعی ایران، ۵۶ درصد زیر کشت گندم، ۱۸ درصد زیر کشت جو، ۳ درصد زیر کشت برنج و ۲۳ درصد زیر کشت دیگر محصولات هستند. دیگر محصولات، به ترتیب درصد کشت، شامل مواردی چون یونجه، گوجه‌فرنگی، گونه‌های سبزیجات، خیار، نخود و لوبیا، زعفران، سیب‌زمینی و پیاز می‌شود.
طبق گزارشی در سال ۱۳۹۹ و بنابر اطلاعات فائو، ایران از ده کشور بزرگ جهان در تولید محصولات کشاورزی بوده است. بنابر گفتهٔ کارشناسان فائو، ایران توانایی تولید و تأمین کل نیاز داخلی و کشورهای پیرامون خود به محصولات کشاورزی را دارد و می‌تواند نیاز کشورهای هم‌مرز با خلیج فارس را نیز برآورده کند. با این حال، کشاورزی ایران، برای دسترسی به آب در نبرد است.
میزان دامداری و دامپروری در ایران نیز قابل توجه است. از میان دام‌های این کشور، گوسفندان شمار بسیاری دارند و نسبت به بقیه، بیشترند و به دنبال آنان بز، گاو، شتر، اسب، گاومیش و قاطر قرار دارند. یکی از بخش‌های دارای رشد بالا، مرغ‌داری‌ها هستند که زیرساخت آنان، به سرعت رشد کرده است. چهرهٔ صنعت مربوط، اکنون به شکل چشمگیری تغییر یافته است؛ به گونه‌ای که همهٔ فرایند زنجیرهٔ تأمین، می‌تواند در خود کشور انجام شود.
ایران همچنین صنایع لبنی بزرگی دارد و به عنوان نمونه، در سال ۲۰۰۶ م، نزدیک به دو میلیون تن دانه علوفه وارد کرد. پرورش خوک نیز به دلیل قوانین اسلامی در ایران ممنوع است.

### دانش و فناوری

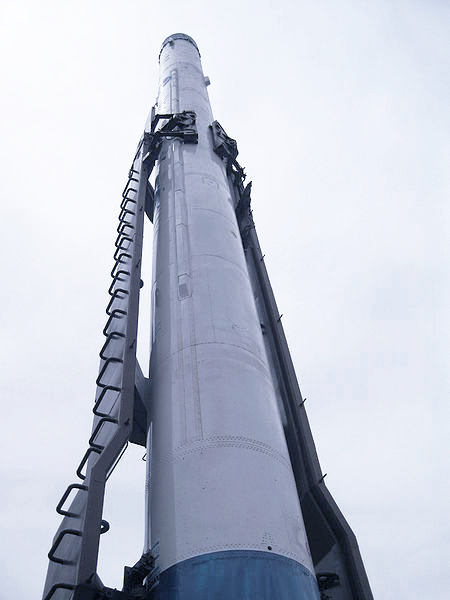
ماهواره بر سفیر نخستین ماهوارهٔ ایرانی با نام امید را در بهمن ۱۳۸۷ در مدار قرار داد.

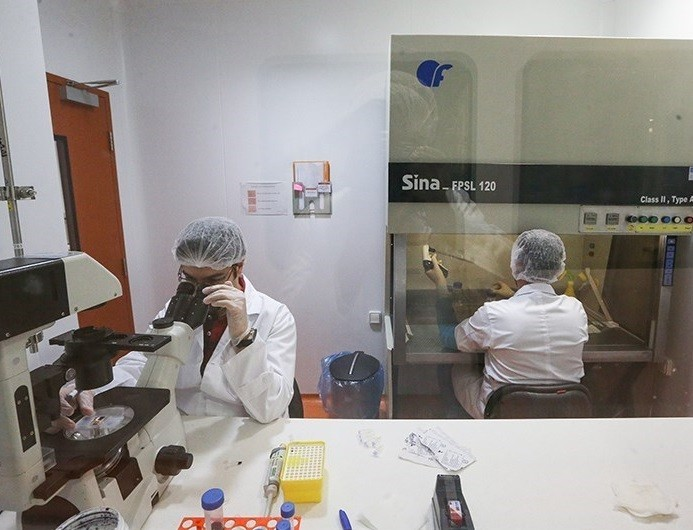
آریوژن، شرکت زیست‌دارویی ایرانی در سال ۱۳۹۵

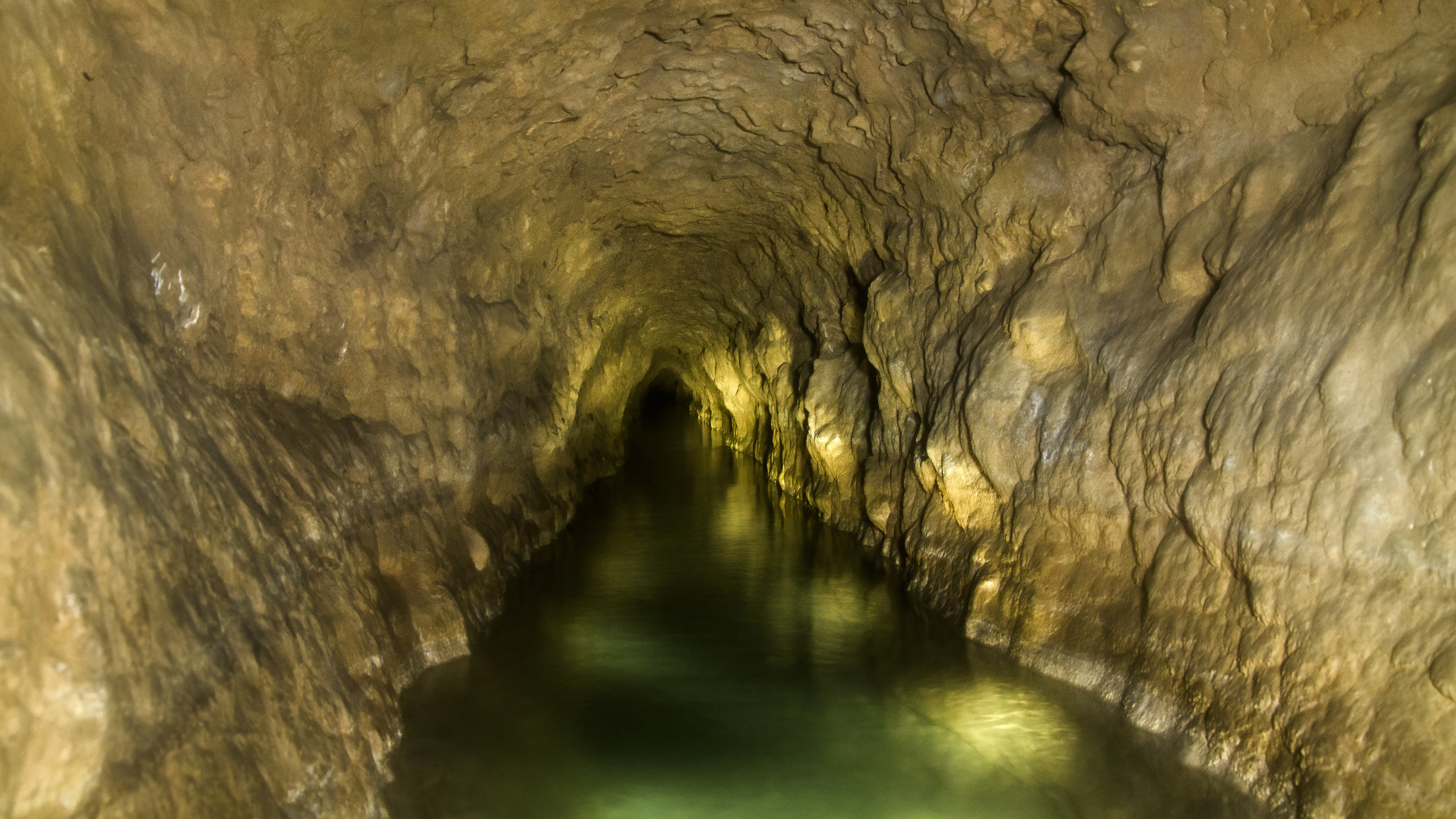
قنات قصبه معروف‌ترین قنات ایران در گناباد

در طول تاریخ، ایران پرورش‌دهندهٔ دانشمندان سرشناسی بوده است که برخی از آنان، در میان دانشمندانی جای گرفتند که با اکتشافات خود، جهان را دگرگون کردند. این کشور، به شکل تاریخی، دارای دانشمندان بزرگی در زمینه‌های اخترشناسی، انسان‌شناسی، پزشکی، ریاضیات، شیمی، تاریخ و جغرافیا بوده است که شامل ابوریحان بیرونی، ابوالوفا محمد بوزجانی، پورسینا، جابر بن حیان، خوارزمی، خیام، زکریای رازی، خواجه نصیرالدین طوسی و غیاث‌الدین جمشید کاشانی می‌شود. ایران دانش و فناوری باستانی نیز دارد؛ برای مثال، در دوران ساسانیان، آموزشگاه‌هایی همانند دانشگاه گندی شاپور و افرادی همچون مانی وجود داشتند و کتب خارجی به زبان پهلوی ترجمه شدند. همچنین ایرانیان باستان، فناوری آبی قنات را اختراع کردند که به کشورهای دیگر نیز راه یافت. پیل بغداد نیز به عنوان نخستین باتری احتمالی ساخت انسان، در دوران اشکانیان یا ساسانیان در نظر گرفته شده است و نظریات گوناگونی را دربارهٔ چرایی دست‌یابی ایرانیان باستان به اصول تولید برق، پدیدآورد.
در دوران نوین، دانشمندان ایرانی سهم قابل توجهی در گسترش دانش داشته‌اند؛ به عنوان نمونه، علی جوان نخستین لیزر گازی را پدیدآورد و لطفی زاده تئوری مجموعه‌های فازی را به جهان معرفی کرد. مریم میرزاخانی، ریاضی‌دان اهل تهران که نخستین زن و نخستین ایرانی برندهٔ مدال فیلدز است، توسط نهاد زنان سازمان ملل متحد در فهرست «۷ زنی که دنیا را تغییر دادند» قرار گرفته است. توفیق موسیوند نخستین پمپ قلب مصنوعی را اختراع و توسعه داد. در پیشبرد تحقیقات و درمان دیابت نیز ساموئل رهبر توانست هموگلوبین گلیکوزیله را کشف کند. فیزیک ایران نیز به ویژه در نظریه ریسمان، قوی است و مقالات بسیاری در این کشور منتشر می‌شوند.
اخیراً ایران در تلاش بوده است که اثرگذاری دانش و فناوری در اقتصاد خود را افزایش دهد. در سال ۱۳۹۷ اعلام شد که شرکت‌های نوپای ایرانی، با پرداخت تسهیلات مالی پشتیبانی خواهند شد. در این سال، بانک‌های ایرانی به صورت ماهانه تا سقف ۶ هزار میلیارد ریال، قابلیت ارائهٔ تسهیلات به شرکت‌های دانش‌بنیان کشور را داشته‌اند. جشنواره خوارزمی که در سال ۱۳۶۶ پایه‌گذاری شد، به عنوان با سابقه‌ترین جشنوارهٔ علمی ایران شناخته می‌شود و مورد توجه دانشمندان ایرانی و خارجی بوده است. بر اساس گزارش سال ۲۰۱۵ مجمع جهانی اقتصاد، ایران از نظر شمار فارغ‌التحصیلان رشته‌های مهندسی، در جایگاه سوم جهان قرار داشت. دانشگاه تهران موفق شده است که ربات‌های انسان‌نمای سری سورنا را توسعه دهد و تاکنون چندین نسل از آن را رونمایی کرده است. مرکز تحقیقات بیوشیمی و بیوفیزیک دانشگاه تهران نیز دارای کرسی یونسکو در رشتهٔ بیوشیمی است. پژوهشگاه رویان یکی از معتبرترین مراکز خدمات تخصصی و فوق تخصصی در خاورمیانه است و در سال ۱۳۸۵ توانست تولد نخستین گوسفند شبیه‌سازی شده در ایران را رقم بزند. در سال ۲۰۱۸ میلادی، ایران در زمینهٔ سلول‌های بنیادی و پزشکی بازساختی، در جایگاه چهاردهم جهان جای داشت؛ همچنین شرکت‌های دانش‌بنیان ایرانی در این زمینه، محصولات خود را به کشورهایی در آسیا و خاورمیانه صادر می‌کنند. بر اساس آمارهای وب آو ساینس، ایران تا پایان دسامبر سال ۲۰۱۷ میلادی، با انتشار ۸ هزار و ۷۹۱ مقاله توانسته است که رتبهٔ چهارم جهانی را در فناوری نانو داشته باشد. محصولات نانویی ایران نیز در این دوران، به ۴۷ کشور صادر می‌شد. ماهواره امید نیز با سکوی پرتاب و موشکی ایرانی به فضا پرتاب شد و ایران را در فهرست ۱۰ کشوری وارد کرد که توانسته‌اند ماهوارهٔ خود را در مدار قرار دهند. نخستین جاندار نیز در دوران دولت احمدی‌نژاد به فضا فرستاده شد تا ایران در کنار شش کشوری قرار گیرد که موفق به انجام چنین کاری شده‌اند. در برنامه‌های هسته‌ای ایران، افزایش شمار مراکز هسته‌ای و سانتریفیوژها به شکلی قابل توجه، ادامه پیدا کرد. به شکل کلی، ایران در فناوری هسته‌ای، بیوتکنولوژی، نانوتکنولوژی، هوا فضا و استخراج و فرآوری مواد معدنی به رتبه‌های بالای جهانی (زیر بیست) دست پیدا کرده است. همچنین میزان تحقیقات در حوزهٔ دانش، به ویژه در علوم مهندسی، ریاضی، پزشکی، فیزیک، شیمی، زیست‌شناسی و محیط زیست رشد داشته است.

### گردشگری
تا اوایل دههٔ ۱۹۶۰ میلادی، ایران توجه اندکی به گردشگری کرده بود. کمبود امکانات و زیرساخت‌های مسافرت، سفر در ایران را بسیار سخت کرده بود. سرانجام، حکومت پهلوی شروع به ایجاد سنگفرش، بزرگراه و هتل کرد و شمار گردشگران وارد شده به این کشور، به‌طور پیوسته از دههٔ ۱۳۴۰ تا سال ۱۳۵۷ افزایش یافت. با این حال، آشفتگی سیاسی در سال ۱۳۵۷ که منجر به سرنگونی سلطنت در ایران شد، عملاً صنعت گردشگری در ایران را نابود کرد. حکومت جمهوری اسلامی در پی تلاش برای از بین بردن تأثیرهای غربی، شمار گردشگران را از کشورهای غیرمسلمان کاهش داد و بخش خدماتی ایرانی که به صنعت گردشگری وابسته بود، فروریخت. با این حال، دولت ایران بعداً تلاش کرد که ایران را به عنوان یک مقصد گردشگری ترویج دهد. اکنون، خدمات مرتبط با گردشگری، تنها بخش کوچکی از اقتصاد ایران هستند.
در دههٔ ۱۳۹۰، با گذشت هر سال، سفرهای خارجی ایرانیان بیشتر شد. از مهم‌ترین مقاصد گردشگری خارجی ایرانیان نیز، می‌توان به ترکیه و امارات متحده عربی اشاره کرد. ایران در رتبه‌های بالا از نظر ارسال گردشگر به ترکیه قرار گرفته است و تنها در نیمهٔ نخست سال ۲۰۱۸ میلادی، یک میلیون و ۱۵۹ هزار گردشگر ایرانی به ترکیه سفر کردند. در شش ماه نخست سال ۱۳۹۸، چهار میلیون و ۲۵۸ هزار و ۹۴۴ نفر از ایران خارج شدند و چهار میلیون و ۹۹۸ هزار و ۲۱۵ گردشگر خارجی به ایران سفر کردند؛ این آمار، در مقایسه با زمان مشابه در سال ۱۳۹۷، رشد ۲۶٫۳۴ درصدی ورود گردشگر به ایران را نشان می‌داد. کشورهای همسایهٔ ایران در فرستادن گردشگر به ایران پیشتاز هستند. در سال ۱۳۹۸ اعلام شد که عراق، آذربایجان، افغانستان، ترکیه و پاکستان، بیشترین گردشگر را به ایران فرستاده‌اند.

## جمعیت‌شناسی

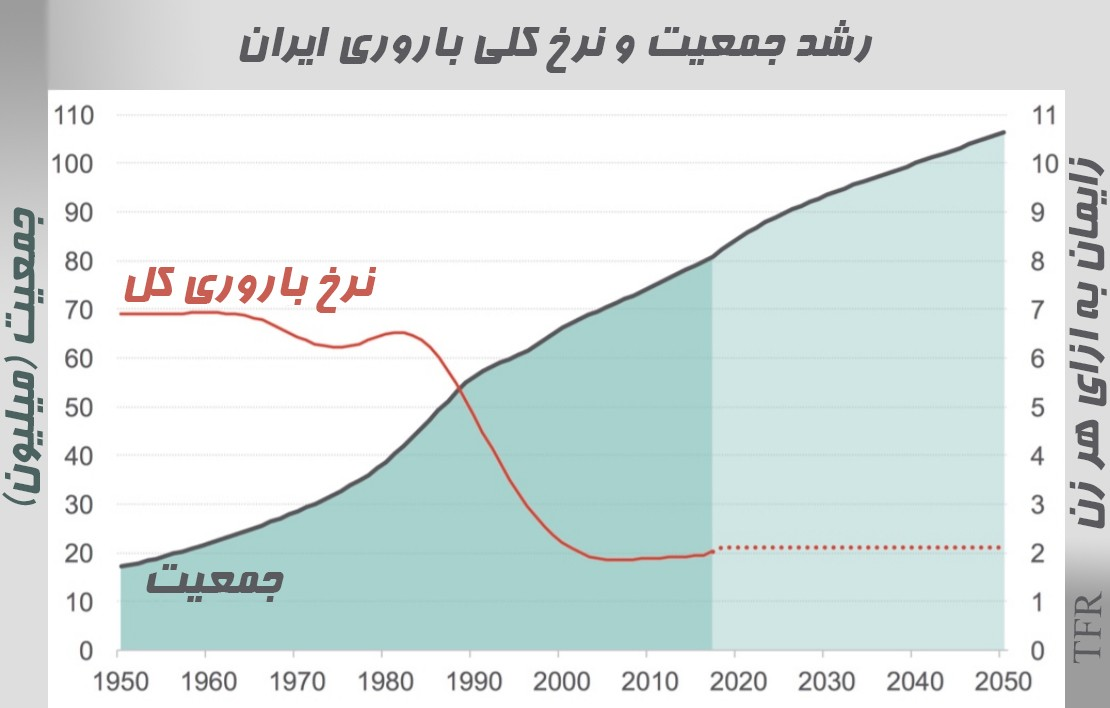
روند رشد جمعیت و میزان کلی باروری در ایران (از ۱۹۵۰)

بر اساس آمار سال ۱۳۹۸، جمعیت ایران در حدود یک سده، ۸ برابر شده است. هرچند که در دهه‌های اخیر، باروری در این کشور، کاهش داشته و حرکت جمعیت به سوی سالخوردگی است. میان سال‌های ۱۳۳۵ تا ۱۳۹۵، هر سال به‌طور میانگین، یک میلیون تن به جمعیت ایران افزوده شد. میزان کلی باروری در این کشور، نزدیک به ۲٫۱ است. جمعیت کنونی ایران از ۸۳ میلیون تن گذر کرده است. بر اساس آمار سال ۲۰۱۸ میلادی گروه بانک جهانی، رشد جمعیت سالانهٔ ایران، ۱٫۴ درصد بوده است. آمار سال ۲۰۲۰ نیز اعلام می‌کند که میزان زاد ولد ۱۶٫۳ در هر ۱۰۰۰ تن و میزان مرگ‌ومیر ۵٫۳ در هر ۱۰۰۰ تن بوده است؛ بر اساس همین آمار، نسبت جنسی نیز ۱۰۲٫۸ مرد به ازای هر ۱۰۰ زن بود. مناطق شهری تهران، مشهد، اصفهان، شیراز، کرج و تبریز، اهواز، به ترتیب، بزرگ‌ترین کانون‌های جمعیتی ایران هستند.
ایران شمار قابل توجهی از مهاجران خارجی را میزبانی می‌کند. بر اساس سرشماری عمومی نفوس و مسکن سال ۱۳۹۵، مهاجران ساکن ایران، به ترتیب، بیشتر از افغانستان (یک میلیون و ۵۸۴ هزار تن)، عراق (۳۴ هزار و ۵۰۰ تن) و پاکستان (۱۴ هزار و سیصد تن) هستند. طبق این آمار، استان سکونت معمول این مهاجران، برای افغان‌ها تهران و برای عراقی‌ها و پاکستانی‌ها قم بوده است. میزان مهاجرت از ایران نیز قابل توجه است. در سال ۱۳۹۶، حسین عبده تبریزی اعلام کرد که یک و نیم میلیون ایرانی در صف مهاجرت به کشورهای کانادا و استرالیا قرار دارند. پس از انقلاب ۱۳۵۷، چندین موج مهاجرتی در ایران به راه افتاد؛ موج نخست به دلایل سیاسی، بلافاصله پس از انقلاب ۱۳۵۷ و بیشتر به سمت ایالات متحده، موج دوم به دلایل سیاسی-عقیدتی در ابتدای دههٔ ۱۳۶۰ و بیشتر به سوی اروپا، موج سوم با دلایلی چون کسب کیفیت زندگی و رفاه بالاتر به سمت کشورهایی همانند کانادا و استرالیا و موج چهارم که به دلایل سیاسی رخ داد و از سال ۱۳۸۸ آغاز شد. بحران‌های سیاسی، اجتماعی و اقتصادی ایران در ابعاد تظاهرات سراسری نمود پیدا کرده و با همراهی بلایای طبیعی، بر دشواری زندگی در این کشور افزوده‌اند؛ این شرایط، انگیزه‌ها برای مهاجرت از ایران را افزایش داده است. برآوردهای زیادی از خسارت سنگین مهاجرت سرمایه‌داران و فرار مغزها از ایران انجام شده که برخی از آنان، از سوی منابع رسمی این کشور تأیید شده‌اند.

### قومیت

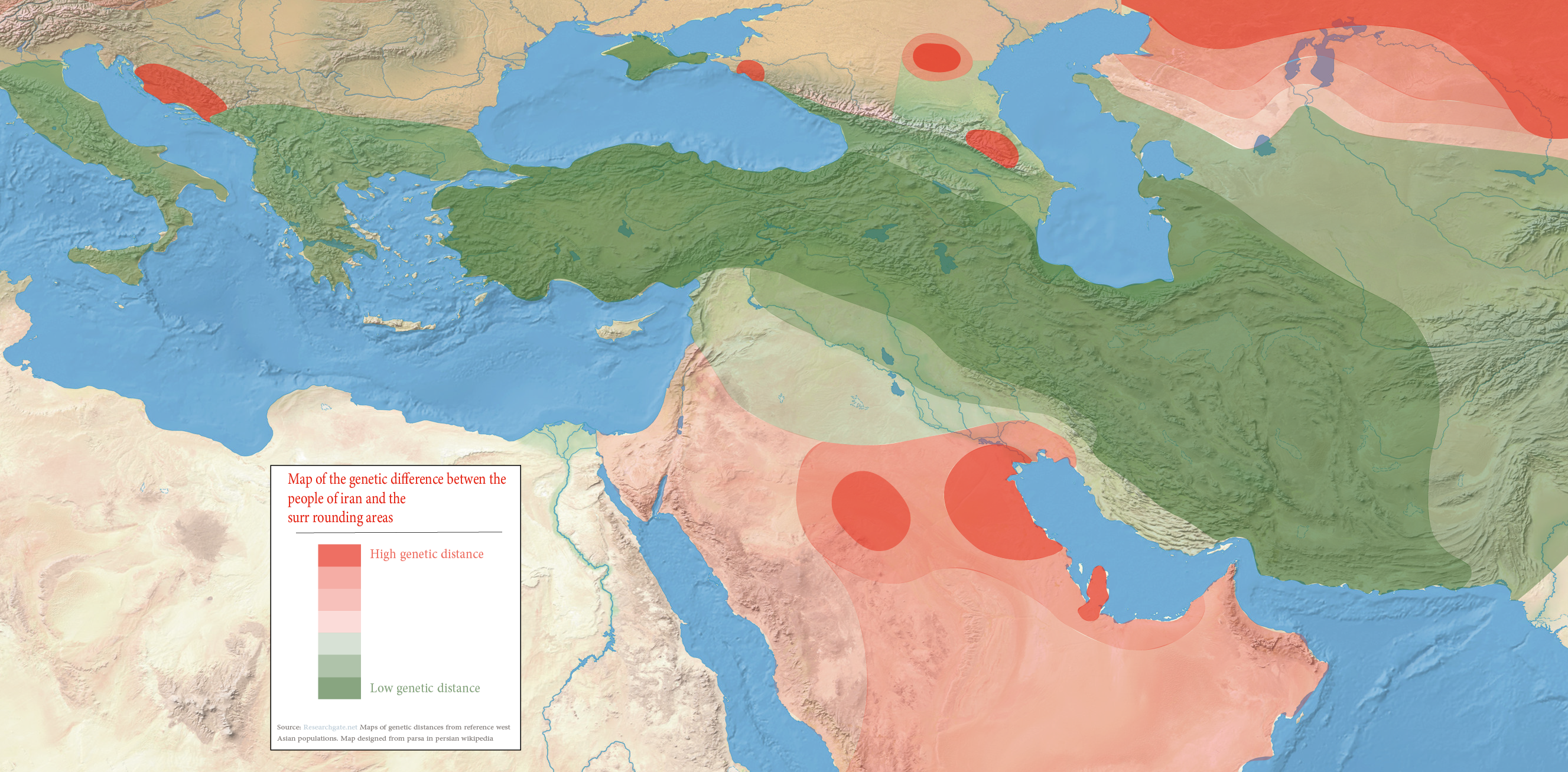
نقشه فواصل ژنتیکی میانگین مردم ایران با مناطق اطراف، رنگ سبز نشان دهنده شباهت ژنتیکی بیشتر و رنگ‌های قرمزتر نشان دهنده شباهت کمتر است، همان‌طور که مشخص است مردم ایران بیشترین شباهت را با مردم منطقه آناتولی و قفقاز جنوبی دارند همچنین تا حدی با مردم جنوب اروپا، بین‌النهرین و آسیای میانه نیز خویشاوندی دارند

ایران دارای جامعه‌ای با فرهنگ‌های گوناگون است و روابط بین اقوام آن معمولاً دوستانه بوده است. گروه‌های قومی و فرهنگی ایران شامل فارسی‌زبانان، آذری‌ها، کردها، بلوچ‌ها، ایل بختیاری، لرها، لک‌ها، عرب‌ها، ترکمن‌ها، قشقایی‌ها، ارمنی‌ها، آشوری‌ها، یهودیان، زرتشتیان، براهویی‌ها و دیگران است. در سال ۲۰۱۶ میلادی، ۹۷٫۸ درصد از مردم ساکن ایران، ایرانی بودند و تنها ۲٫۲ درصد از ساکنان ایران را خارجی‌ها، با اکثریت افغان تشکیل می‌دادند. کتابخانه کنگره اعلام داشته است که قومیت مردم ایران به ترتیب جمعیت، شامل: ۶۵ درصد فارسی‌زبانان، ۱۶ درصد آذری‌ها، ۷ درصد کردها، ۶ درصد لرها، ۲ درصد عرب‌ها، ۲ درصد بلوچ‌ها، ۱ درصد ترکمن‌ها، ۱ درصد گروه‌های ایلی ترک (شامل قشقایی) و کمتر از ۱ درصد دیگر اقلیت‌ها (شامل ارمنی‌ها، گرجی‌ها و آشوری‌ها) می‌شود.
آذری‌های ایرانی به‌طور معمول، ساکن استان‌های مرزی در شمال غربی ایران هستند. قشقایی‌ها در اطراف شیراز در استان فارس و ترکمن‌ها در شمال شرق این کشور، ساکن هستند. ارمنی‌های ایران با میراث قومی گوناگون در تهران، اصفهان و منطقهٔ آذربایجان متمرکز شده‌اند. گرجی‌های ایران، بیشتر در استان اصفهان زندگی می‌کنند. چند گروه جداگانه که گویش دراویدی دارند، در استان سیستان و بلوچستان در جنوب شرق ایران یافت می‌شوند. آشوریان در شمال غربی متمرکز شده‌اند و اعراب ایرانی نیز در خوزستان و جزایر خلیج فارس، زندگی می‌کنند. یهودیان ایرانی، میراث تاریخی خود را به سرانجام اسیران یهودی در بابل وابسته می‌دانند و در بزرگ‌ترین شهرهای ایران، سکونت دارند.

تک‌گروه J2 (خاورمیانه شمالی) رایج‌ترین تک‌گروه در اکثر مناطق ایران

طبق پژوهشی که در سال ۲۰۱۳ م منتشر شد، گوناگونی ژنتیکی ایرانیان، سطح بالایی دارد و در مجموع، نظیر مناطقی چون آناتولی، اروپا و قفقاز جنوبی است. آذری‌های ایرانی، به شکل قابل توجهی از نظر ژنتیکی به مردم گرجی نزدیکند و عموماً گمان می‌رود که با آذربایجانی‌ها منشأ مشترکی دارند؛ اما خوشهٔ ژن آنان، با آذربایجانی‌ها متفاوت است. پارسیان، کردها، قشقایی‌ها و اقوام گویشور زبان‌های هندواروپایی در ایران، از نظر ژنتیکی، تشابه بالایی به هم دارند. در سال ۲۰۱۹ م، پژوهشی دربارهٔ ژنتیک مردم ۱۱ قوم ساکن ایران، منتشر شد که مقایسه‌ای با ژنتیک دیگر مناطق و نیز باستان‌ژنتیک خاور نزدیک در آن وجود داشت؛ بر اساس آن، هفت گروه قومی آذری، پارس، عرب، کرد، گیلک، لر و مازندرانی شباهت بسیاری در توزیع ویژگی‌های ژنتیکی دارند که آن‌ها را در یک خوشه قرار می‌دهد؛ این همگونی، درون خود تنوع دارد اما میزان آن از جمعیت دیگر مناطق، حتی از ارمنی‌های قفقاز کمتر است. همچنین این همگونی، دست کم برای پنج هزار سال، ادامه یافته است و یافته‌های ژنتیکی، تنها مؤید مهاجرت مردم قفقاز به فلات ایران، طی دوران نوسنگی و برنز است. در نتیجهٔ این پژوهش، دانسته شده است که مهاجرت‌های بعدی، همانند مهاجرت آریایی‌ها، عرب‌ها و ترک‌ها، به اندازه‌ای نبوده است که باعث دگرگونی ساختار ژنتیک جمعیت بومی فلات ایران شود. همچنین این خوشهٔ جمعیتی، افزون بر شباهت قابل توجه با ژنتیک مردم خاورمیانه، همانند ژنتیک مردم جنوب اروپا، به ویژه نواحی توسکانی در ایتالیا است.

### زبان

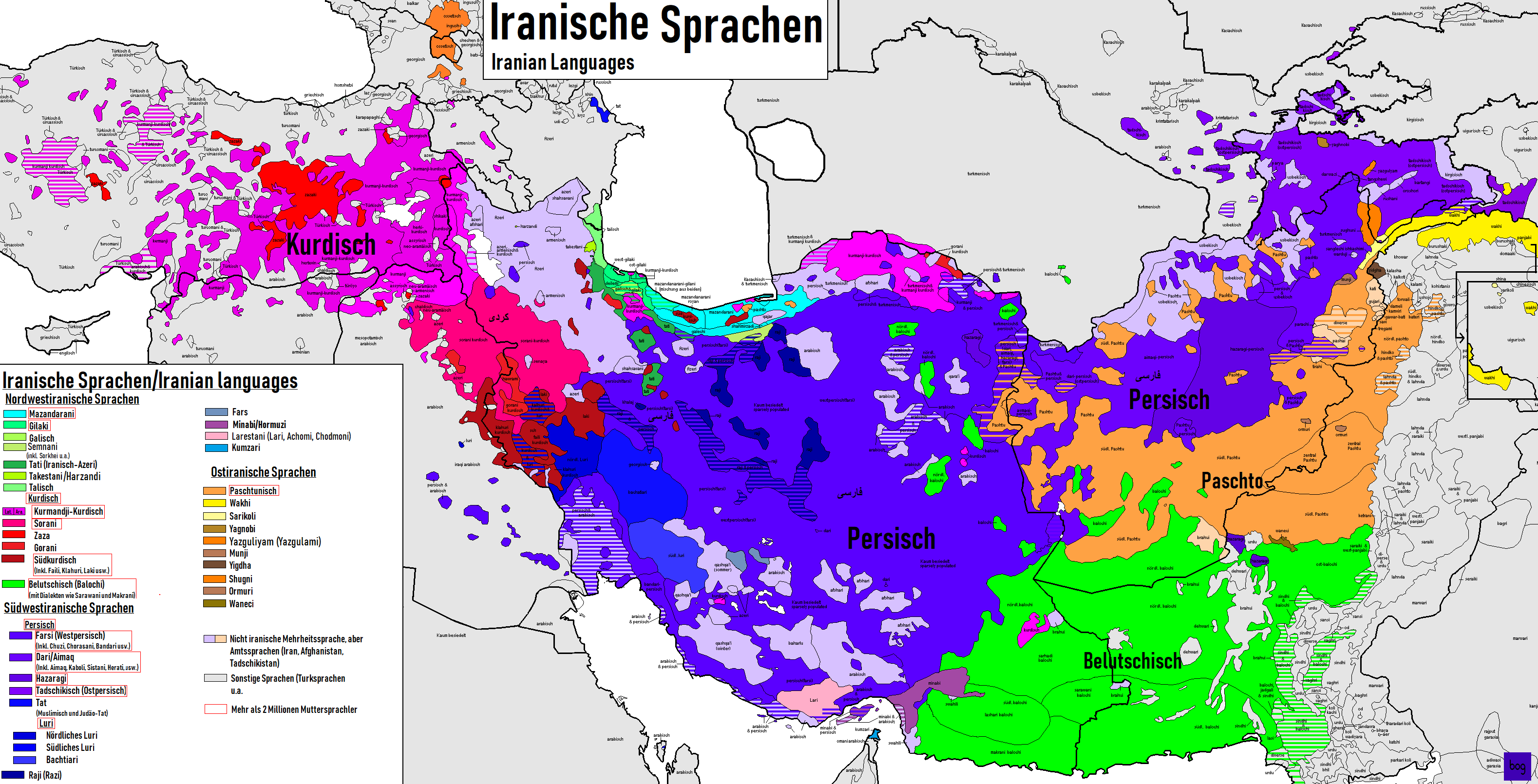
نقشه پراکندگی زبان‌های ایرانی

زبان فارسی زبان غالب و رسمی ایران است. با این حال، شماری از زبان‌ها و گویش‌های دیگر نیز، از سه خانوادهٔ زبانی هندواروپایی، ترکی و آفروآسیایی در این کشور مورد استفاده قرار می‌گیرند. بیش از سه چهارم مردم ایران، گویشور یکی از زبان‌های هندواروپایی هستند. گویش اصلی کمی بیش از نصف مردم این کشور، فارسی است. ادبیات فارسی، نوعی پخته‌تر از زبان ایرانی رایج، توسط بیشتر ایرانی‌ها قابل درک است. فارسی به عنوان زبان غالب در ادبیات، روزنامه‌نگاری و علوم به کار برده می‌شود. کمتر از یک دهم جمعیت این کشور نیز به زبان کردی سخن می‌گویند. لرها زبان لری را می‌دانند؛ زبانی که از فارسی جداست اما با آن ارتباط نزدیکی دارد. زبان ارمنی نیز یک زبان هندواروپایی است که توسط اقلیت ارمنی ایران، استفاده می‌شود.
زبان‌های ترکی، که تقریباً یک پنجم از مردم ایران به آنان گویش می‌کنند، به‌طور قابل توجهی در این کشور نمایان شده است. بیشتر گویشوران ایرانی این خانواده از زبان‌ها، به زبان ترکی آذربایجانی سخن می‌گویند؛ زبانی که همانند ترکی نوین است. همچنین زبان ترکمنی، یکی دیگر از زبان‌های ترکی است که ترکمن‌های این کشور به آن صحبت می‌کنند.
از میان زبان‌های سامی که از خانوادهٔ آفروآسیایی هستند، زبان عربی بیشترین گویشور را در ایران دارد اما درصد اندکی از این گویشوران، آن را به عنوان زبان مادری استفاده می‌کنند. اهمیت اصلی زبان عربی در ایران، از دیدگاه تاریخی و مذهبی است. به دنبال فتح ایران توسط مسلمانان، زبان عربی عملاً اثر فراوانی بر فارسی گذاشت. از آن زمان به بعد، فارسی بخش قابل توجهی از کل واژه‌های عربی را پذیرفت و ساختارهای دستوری را از زبان عربی باستان و در برخی موارد، از عربی محاوره وام گرفت. در زمان حکومت پادشاهی پیشین، تلاش شد تا عناصر زبان عربی از زبان فارسی حذف شود، اما این کوشش با موفقیت اندکی روبرو شد و به دنبال انقلاب ۱۳۵۷، کاملاً متوقف شد. از آن زمان به بعد، مطالعهٔ زبان عربی کلاسیک، در مدرسه‌های ایرانی مورد تأکید قرار گرفته است و زبان عربی، همچنان غالب گفتمان دینی است.
پیش از سال ۱۳۵۷، زبان انگلیسی و فرانسوی و به میزان کمی آلمانی و روسی، توسط طبقهٔ تحصیل کرده مورد استفاده قرار می‌گرفتند. زبان‌های اروپایی، اکنون کمتر مورد استفاده قرار می‌گیرد اما هنوز در مدرسه‌ها و دانشگاه‌های ایران، آموزش داده می‌شوند. از دیدگاه دانش زبان‌های بین‌المللی نیز، رتبه‌بندی مهارت انگلیسی ئی‌اف، ایران را در رتبهٔ ۶۹ از ۱۰۰ قرار داده است و میزان مهارت انگلیسی ایرانیان، در سطح پایین قرار دارد؛ این کشور، با سطح بسیار پایین (۷۰)، تنها یک شماره فاصله دارد و رتبهٔ دوم مهارت انگلیسی در خاورمیانه را داراست.

### دین
در طول تاریخ، ایرانیان سازنده و توسعه‌دهندهٔ دین بوده‌اند و باورهای دینی در زندگی روزمرهٔ ایرانیان، نفوذ فراوانی دارد. از حدود دوران باستان، دین‌های ایرانی آغاز به پدیداری کردند. آیین زرتشتی، دین باستانی ایران است که تاکنون حفظ شده است. مهرپرستی نخستین دینی است که آریاییان ایرانی پس از شهرنشینی تدوین کردند و در خارج از ایران نیز گسترش داشت؛ آثار این آیین، در ایران کنونی نیز یافت می‌شود. قدیمی‌ترین پیامبر ایرانی، زرتشت است که در حدود هزار سال پیش از میلاد پدیدار شد و مزدیسنا را ترویج داد. زرتشت یکتاپرست بود و مردم را به پرستش خدای یکتا دعوت می‌کرد. در مضامین اوستا، اهورامزدا (خدای آیین زرتشتی) بالاترین قدرت جهان هستی دانسته شده است. آیین زرتشتی افزون بر یکتاپرستی، مردم را به رعایت اصول اخلاقی دعوت می‌کرد و جهان را به دو بخش خیر و شر تقسیم کرده بود. منابع در مورد یکتاپرستی زرتشت، توافق ندارند و گروه دوم، مزدیسنا را دارای ثنویت می‌دانند. به صورت کلی، این آیین به عنوان دینی در نظر گرفته می‌شود که گرایش توحیدی دارد اما دارای عناصر قوی ثنویت است. آیین مزدک و آیین مانوی نیز دیگر اثرگذاران مهم دین در ایران هستند.
تاریخ یهودیان در ایران نیز پیشینه‌ای طولانی دارد و قدمت آن به سقوط بابل می‌رسد؛ جایی که کوروش، شاه هخامنشی، یهودیان را که دهه‌های بسیاری در اسارت بودند، آزاد کرد و به یهودیان در بازسازی معابدشان یاری رساند و اموال آنان را بازگرداند. پس از آن، یهودیان در کشورهای گوناگونی از جمله ایران، گسترش یافتند.
نخستین برخورد ایرانیان با مسیحیت را می‌توان دیدار سه مغ با عیسی نوزاد دانست. پادشاهی یزدگرد یکم که کلیسای مشرق را به رسمیت رساند، برای مسیحیان ایران، نقطهٔ عطفی بود. این کارش، منجر به دایر شدن کلیسای ایرانی شد که در سال ۴۲۴ م، استقلال خود را از کلیسای روم اعلام کرد. همچنین در دوره‌هایی، بیزانس تلاش کرد تا در توجه به مسیحیان ایران، در این کشور مداخله کند. سپس پیمان‌هایی میان دو امپراتوری بسته شد که مدارای مذهبی را برای مسیحیان در ایران و زرتشتیان در سرزمین‌های بیزانس فراهم می‌کرد.
اسلام شیعه که بیشترین پیرو را در ایران داشت، در همان اوایل پیدایش اسلام در ایران، مورد علاقهٔ برخی از ایرانیان بود؛ هر چند در دوره نظام جمهوری اسلامی ایران، آمار مسلمانان به ویژه شیعه بسیار کاهش یافته است.
به هر حال، اسلام شیعه در این کشور، با فرمان شاه اسماعیل و از دوران صفویان گسترش یافت تا سدی شود در برابر نفوذ دیگر کشورهای مسلمان (سنی مذهب). از دوران صفوی بود که اسلام شیعه اثرگذاری فراوانی بر حیات فرهنگی ایران داشت و شاهان صفوی تلاش کردند تا با پیوند دادن حکومت خود با اسلام، مشروعیت بیشتری کسب کنند. همچنین در دوران صفوی، روحانیت جایگاه بالایی داشت و در زمان شاه تهماسب، فرمان‌های سلطنتی، از جانب مقام روحانی وقت، بررسی و تأیید می‌شدند.
قانون اساسی جمهوری اسلامی ایران، اسلام شیعه را دین رسمی ایران اعلام کرده است. دست کم ۹۰ درصد از ایرانیان، مسلمان شیعه و حدود ۸ درصد از ایرانیان، مسلمان سنی هستند. مسیحیت با بیش از ۳۰۰ هزار پیرو، بهائیت با حداقل ۲۵۰ هزار پیرو، دین زرتشت با حدود ۳۲ هزار پیرو و یهودیت با حدود ۳۰ هزار پیرو، دیگر ادیان موجود در ایران هستند. قانون اساسی این کشور، مسیحیت، مزدیسنا و یهودیت را به رسمیت می‌شناسد. از مهم‌ترین مباحث تشیع در ایران، نوید بازگشت امام دوازدهم و ادای احترام به پیشوای شهید او است. غیبت امام دوازدهم به‌طور غیرمستقیم در افزایش قدرت روحانیت در ایران نقش داشت. روحانیت شیعهٔ ایران، از زمان انقلاب ۱۳۵۷ تاکنون، نیروی غالب سیاسی و اجتماعی در ایران بوده است. ملاها به شکل وسیعی در پست‌های مذهبی در ایران، شاغل هستند. شیعیان این کشور در موارد بسیاری به روحانیون متکی هستند و برای اجتناب از گناه، از یک مرجع تقلید، آموزه‌هایی را دنبال می‌کنند. این امور، قدرت روحانیت در ایران را افزایش داد و نقش آنان را به عنوان میانجی الهی تقویت کرد؛ به اندازه‌ای که در اسلام سنی و شیعهٔ نخستین وجود نداشت.
یافته‌های تاریخی همچون منشور به جا مانده از پادشاهی کوروش بزرگ که به وجود ادیان گوناگون و آزادی پیروان آنان اشاره دارد و نوشتارهای تاریخی، هم‌زیستی ادیان در ایران را گزارش می‌دهند. با این وجود، مدارای دینی، یکی از ویژگی‌های ایران در هنگام سلطنت پهلوی با انقلاب اسلامی در سال ۱۳۵۷، پایان یافت و پس از این، گروه‌هایی از اقلیت‌های دینی به مهاجرت دست زدند. همچنین برخی اقلیت‌های دینی ایران، همانند پیروان بهائیت، مورد آزار قرار گرفته‌اند.

### دین‌ناباوری در ایران
در دوره نظام جمهوری اسلامی ایران به دلیل استفاده از دین برای سرکوب معترضان (و دلایلی دیگر)، دین‌ناباوری از جمله، اسلام‌گریزی، مانند سونامی در میان جوانان ایرانی افزایش یافته است.

### آموزش

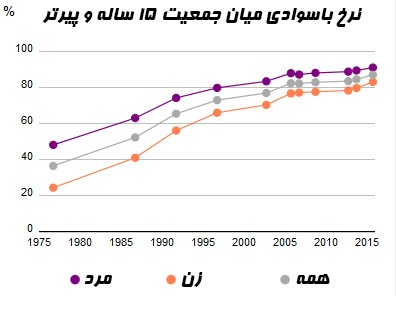
نرخ باسوادی میان جمعیت ۱۵ ساله و پیرتر ایران (۲۰۱۵–۱۹۷۵)

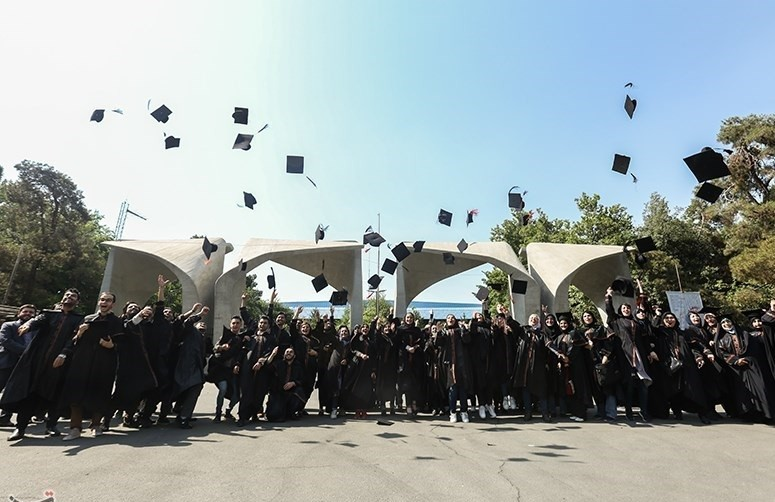
جشن فارغ‌التحصیلی دانشجویان دانشگاه تهران در سال ۱۳۹۸

تحصیلات در ایران، میان ۶ تا ۱۱ سال اجباری است. به شکل کلی، چهار پنجم مردان و دو سوم زنان ایرانی سواد دارند. آموزش ابتدایی در ایران به دانش‌آموزان امکان می‌دهد تا شایستگی‌های خود را ارزیابی کنند و در انتخاب رشتهٔ آنان در دورهٔ دبیرستان اثرگذار است. سیستم آموزش همگانی ایران، توسط وزارت آموزش و پرورش کنترل می‌شود. دانشگاه‌ها زیر نظر وزارت علوم، تحقیقات و فناوری و آموزشگاه‌های پزشکی زیر نظر وزارت بهداشت، درمان و آموزش پزشکی فعالیت می‌کنند.
تحولات سیاسی که از زمان انقلاب ۱۳۵۷ آغاز شد، دوران آموزشگاه‌های مختلط را در ایران پایان داد و تمام آموزشگاه‌ها و دانشگاه‌های ایرانی، ملزم به ترویج ارزش‌های اسلامی شدند. پیروی از عقیده‌های دینی سیاسی رایج، برای دانشجویان و استادان دانشگاهی که مایل به کسب موفقیت در دانشگاه‌های ایران هستند، از اهمیت بالایی برخوردار بوده است و پذیرش در دانشگاه‌های این کشور، تا حد زیادی مبتنی بر تقوی شخصی فرد است، خواه واقعی باشد یا برای ملاحظه.
دانشگاه تهران در سال ۱۳۱۳ بنیان‌گذاری شد و از آن دوران، ایران انواع دانشگاه، دانشکدهٔ آموزگاران و دانشکده‌های فنی را تأسیس کرده است. مؤسسات آموزش عالی ایران پس از انقلاب ۱۳۵۷ متحمل رنج‌هایی شدند؛ با انقلاب ۱۳۵۷، ده‌ها هزار پروفسور و آموزگار یا از کشور گریختند یا به دلیل سکولاریسم و ارتباط با حکومت سلطنتی، از کار اخراج شدند. دانشگاه‌های ایران دچار کمبود پرسنل شدند و نام‌نویسی دانشجویان در کشور کاهش یافت. در حالی که شمار نام‌نویسی در دانشگاه‌های ایران کاهش داشته است، میزان پذیرش زنان در دانشگاه‌های این کشور به شکلی چشم‌گیر، افزایش یافته است و تا سال ۲۰۰۰ میلادی، بیش از نیمی از دانشجویان ورودی، زنان بودند. بر اساس داده‌های وبومتریک تا ژانویه ۲۰۲۰، پنج مورد برتر دانشگاه‌های ایران به ترتیب، دانشگاه تهران (۴۳۸ جهان)، دانشگاه علوم پزشکی تهران (۵۷۰ جهان)، دانشگاه صنعتی شریف (۷۷۰ جهان)، دانشگاه پلی‌تکنیک تهران (۷۹۱ جهان) و دانشگاه علوم پزشکی شهید بهشتی (۷۹۴ جهان) هستند.

### بهداشت
پس از جنگ جهانی دوم، با تلاش حکومت ایران، آژانس‌های فرامرزی و نیکوکاران، شرایط بهداشتی این کشور به طرز چشمگیری بهبود یافت. در حدود سال ۱۳۴۲، ایران توانست آبله را از بین ببرد، طاعون را ناپدید کند و مالاریا را عملاً در سرزمین خود، ناپیدا سازد. وبا نیز در حدود سال ۱۳۴۹ شایع و کمی بعد، کنترل شد؛ این بیماری دوباره در اوایل دههٔ ۱۳۶۰ گسترش یافت و به سرعت به آن رسیدگی شد. با این وجود، امکانات بهداشتی ایران، ناکافی است و کمبود پزشک، پرستار و تجهیزات پزشکی در این کشور، نمود پیدا می‌کند.
بیمارستان‌های دولتی در کنار نهادهای خصوصی، به مردم خدمات بهداشتی و درمانی ارائه می‌دهند اما هنوز ناکافی هستند. وزارت بهداشت، درمان و آموزش پزشکی بر خدمات درمانی کشور نظارت می‌کند. بهزیستی نیز توسط سازمان بهزیستی ایران، بنیاد شهید و امور ایثارگران و بنیاد مستضعفان انقلاب اسلامی اجرا می‌شود. بنا بر آمار سال ۲۰۱۷ میلادی، میزان مرگ مادران در این کشور، ۱۶ در هر ۱۰۰ هزار زایمان زنده بوده است (رتبهٔ ۵۰ از ۱۸۵ کشور). این میزان در سنجش با هفده سال پیش (۲۰۰۰ میلادی)، به یک سوم رسیده است و از این روی، ایران جایگاه سیزدهم را از دید کاهش میزان مرگ مادری در این بازهٔ زمانی داشته است. مرگ‌ومیر نوزادان بر اساس برآورد سال ۲۰۱۹، ۱۲ در هر ۱۰۰۰ تولد زنده است. از این روی ایران از میان ۱۹۳ کشور بررسی شده، در رتبهٔ ۸۲ ام جای گرفته است. نرخ امید به زندگی در ایران برابر ۷۶/۵ سال (۷۵ سال مردان و ۷۸ سال زنان) و از این نظر، این کشور در جایگاه ۷۳ ام جهان (از میان ۱۹۹ کشور) جای دارد. این رقم با افزایشی بیش از بیست و دو ساله، یافته است. سرانهٔ تخت‌های بیمارستانی در این کشور در سال ۱۳۹۷، ۱٫۶ تخت برای هر ۱۰۰۰ نفر بوده است و توزیع آنان در استان‌های این کشور، نابرابر است. بر اساس آمار سال ۱۳۹۶، نزدیک به ۷۵ درصد از تخت‌های موجود در ایران، از بخش دولتی بوده‌اند. میزان قابل توجهی از تخت‌های بیمارستان‌های خصوصی این کشور، بیشتر مواقع خالی هستند که کمبود توانایی مالی ایرانیان به عنوان چرایی آن در نظر گرفته شده است. بیماری غالب ناشی از آب و غذای این کشور نیز، اسهال باکتریایی است. دنیاگیری کروناویروس در ایران (سال ۱۳۹۸) نیز رخ داد و با گسترش پایدار در جامعهٔ ایرانی، تلفات قابل توجهی بر جای گذاشت.

## فرهنگ
میراث فرهنگی تاریخی ایران، در جهان، کم‌نظیر است. مردم ایران نیز از آیین فرهنگ خود، با آگاهی یاد می‌کنند. ایران به عنوان یک کشور تاریخی، در دوران باستان شاهنشاهی‌هایی چون هخامنشیان را به خود دیده است و با وجود تغییرات سیاسی، مذهبی و تاریخی، ایرانیان ارتباط عمیق با گذشتهٔ خود را حفظ کرده‌اند. اگرچه زندگی روزمره در ایران نوین با اسلام شیعه در هم آمیخته شد، اما هنر، ادبیات و معماری بومی این کشور، یادآور سنت عمیق ملی آن و فرهنگ ادبی گسترده‌تری است که در دوران پیشین، در سراسر خاورمیانه و جنوب آسیا گسترش یافته است. از دیدگاه فرهنگی، بخش اعظم تاریخ نوین ایران، به تنش میان مذهب شیعه و میراث فرهنگی ایرانی تعلق گرفت.
با وجود غالب بودن فرهنگ پارسی، ایران همچنان به عنوان یک کشور چند قومیتی شناخته می‌شود و قومیت‌های پارس، ارمنی، آذری، کرد، لر و دیگر قومیت‌ها، هر کدام دارای آیین‌های ادبی و تاریخی خود هستند که قدمت بسیاری از آن‌ها به سده‌ها پیش بازمی‌گردد؛ به عنوان نمونه، در مورد ارمنی‌ها، این آیین‌ها به دوران پیش از میلاد مربوط می‌شوند. این گروه‌های قومی، غالباً با فرهنگ‌های همسایه در خارج از ایران، ارتباط نزدیکی دارند.
شمار موزه‌های ایران کم است و سرآغاز مواردی که وجود دارند نیز از دوران اخیر است. هرچند که موارد استثنایی چون کاخ گلستان وجود دارد. موزه هنرهای معاصر تهران که در سال ۱۳۵۶ گشایش یافت، تنها گالری انحصاری بزرگ هنر، در ایران است. موزه پارس در شیراز و موزه ملی ایران در تهران، از موزه‌های شناخته‌شدهٔ ایرانی هستند.

### آیین‌ها و رسوم
ایران دارای مردمی از اقوام گوناگون است که خود را دارای هویت ایرانی می‌دانند و تاکنون، جشن‌های ملی ایران را پاس داشته‌اند. اعیاد و سوگواری‌های اسلامی نیز در این کشور بسیار رایج است. پس از انقلاب ۱۳۵۷، این مراسم‌ها شکلی مجلل به خود گرفت و هویت اسلامی، توسط ساختار حکومت جدید، پشتیبانی شد.
جشن سال نوی ایرانی، نوروز، از سوی یونسکو به عنوان میراث فرهنگی و معنوی بشریت ثبت شده است و مجمع عمومی سازمان ملل متحد با تصویب قطعنامه‌ای، ۲۱ مارس، برابر با اول بهار را به عنوان روز جهانی نوروز به رسمیت شناخته است. این آیین باستانی ایرانی، توسط پیروان ادیان مختلف و در کشورهای دیگر نیز جشن گرفته می‌شود. این جشن به عنوان مهم‌ترین تعطیلات ایران شناخته می‌شود و از چهارشنبهٔ آخر سال که چهارشنبه‌سوری در آن برگزار می‌شود، آغاز شده و با تعطیلات یک هفته‌ای، به روز سیزدهم سال جدید می‌رسد که سیزده‌به‌در نام دارد و در آن، مردم به پیک‌نیک می‌روند.
روایت شهادت یکی از مؤلفه‌های اساسی فرهنگ شیعه است. یادبود نبرد کربلا و شهادت حسین بن علی و یارانش، به تمام بخش‌های فرهنگ ایران، وارد شده است و در اشعار، آهنگ‌ها و رسوم مذهبی شیعیان نمایان است. هیچ‌کدام از تلاش‌های حکومت سلطنتی پیشین، مانند جشنواره‌های سالانه و پشتیبانی از موسیقی‌دانان و بخش بومی وابسته، موفق به تغییر این گرایش در ایران نشد. نمایش عمومی خنده و شادی در این دوران، نامطلوب بوده و در برخی محافل، گناه دانسته شده است. به شکل کلی، در هر ماه ایران، حداقل یک روز عزای عمومی و مذهبی وجود دارد و در مراسم‌های مذهبی، معمولاً به نبرد کربلا نیز اشاره می‌شود. این کشور، چندین عید را نیز جشن می‌گیرد. عید قربان و عید فطر توسط شیعه و سنی در این کشور، جشن گرفته می‌شود. زادروز حجت بن الحسن نیز از مهم‌ترین جشن‌هایی است که در ایران برگزار می‌شود؛ در این روز، خیابان‌ها چراغانی می‌شوند، شهرها نمایی دیگر می‌گیرند و بازارهای سنتی تزئین می‌شوند تا پذیرای مشتریان باشند. سرچشمهٔ رسوم اسلامی در ایران به ورود اسلام به این کشور می‌رسد و با فروپاشی سلسلهٔ ساسانی و آتشکده‌ها، دوران فرهنگ متمایز پیشین به گونه‌ای پایان یافت و بقایای آخرین نمایندهٔ تمدن خاورمیانهٔ باستان، برچیده شد.
جشن تیرگان، مهرگان، سپندارمذگان، سده، امرداد و شب یلدا از بازماندگان آداب و رسوم ایرانی هستند که هنوز در این کشور زنده‌اند. جشن میلاد امامان و میلاد پیامبر، عید غدیر خم، ماه رمضان (در این ماه، روزه بر مسلمانان واجب است) و جشن مبعث و معراج نیز از آداب و رسوم اسلامی ایران هستند.

### آشپزی

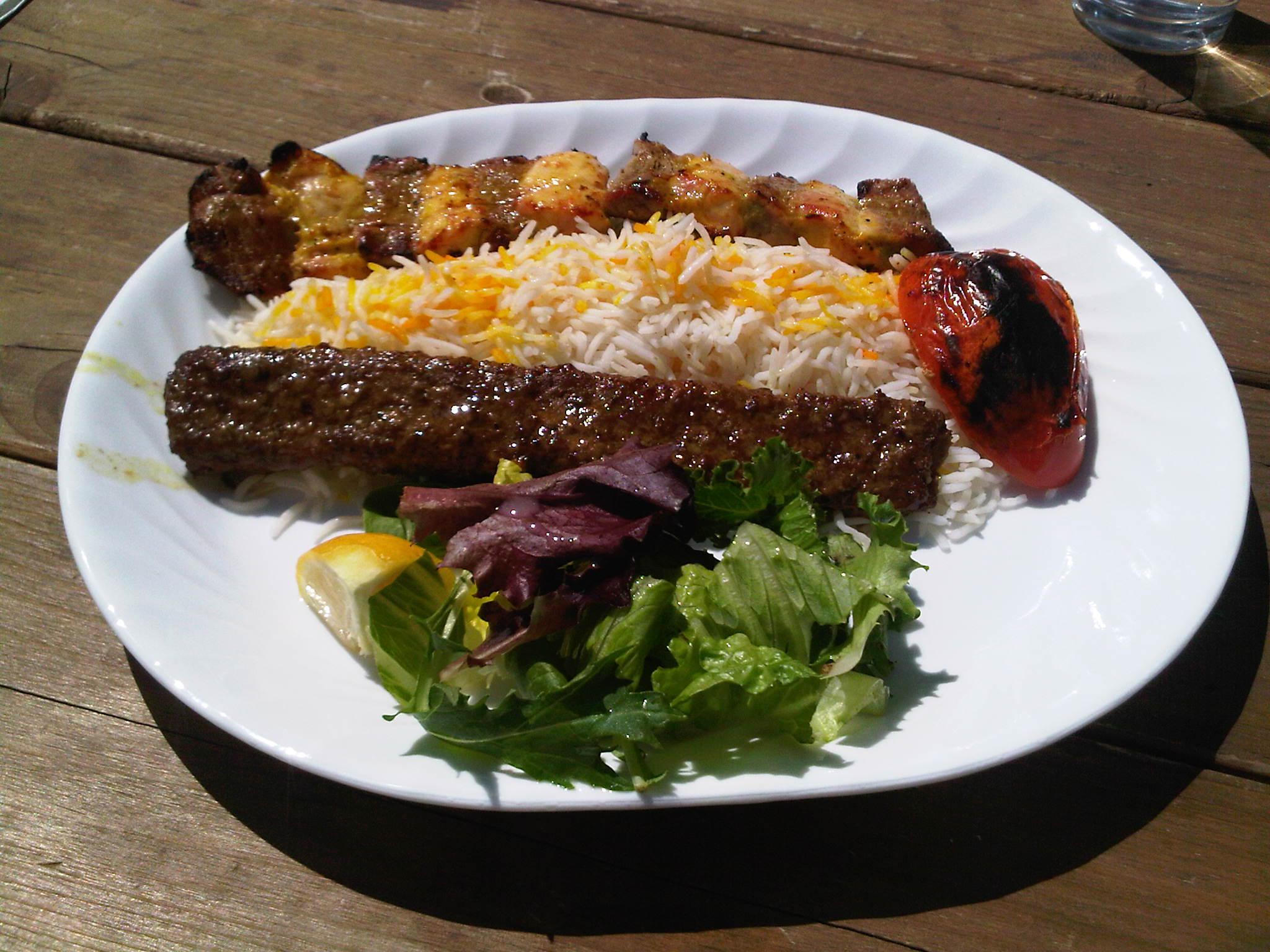
چلوکباب، از خوراک‌های پرهوادار ایرانی که با برنج و گوشت تهیه و معمولاً با کره و سبزیجات سرو می‌شود.

آشپزی ایرانی اگرچه تحت تأثیر روش‌های آشپزی جهان عرب و شبه‌قاره‌ای بوده است اما به اندازهٔ زیادی محصول جغرافیا و محصولات خوراکی درون ایران است. برنج یک مادهٔ اصلی در رژیم غذایی ایرانیان است و گوشت (عمدتاً گوسفند) تقریباً در هر وعدهٔ خوراک ایرانی نقش دارد. سبزیجات برای رژیم غذایی ایرانی حائز اهمیت است و پیاز تقریباً در هر غذا استفاده می‌شود. دام‌داری مدت‌هاست که بخش کهن اقتصاد بوده است و فراورده‌های لبنی همانند شیر، پنیر و به ویژه ماست، به‌طور معمول در سفرهٔ ایرانیان استفاده می‌شوند. آشپزی اصیل ایرانی، تمایل به ایجاد مزه‌های لطیف و تهیهٔ غذاهایی با مقدمات نسبتاً ساده، مانند خورش و انواع کباب دارد. برجسته‌ترین ادویه که در ایران استفاده می‌شود، زعفران است؛ اما بسیاری از طعم‌دهنده‌های دیگر، از جمله لیمو، نعنا، زردچوبه و گلاب به اندازهٔ عناصری چون انار و گردو در خوراک ایرانی استفاده می‌شوند.
به جز برنج، نان هم در رژیم غذایی ایرانیان، یک مادهٔ اصلی به‌شمار می‌رود. بربری، تافتون، لواش و در نهایت، سنگک که سرآمد نان‌های ایرانی است، توسط ایرانیان مصرف می‌شوند. ایرانیان در پخت انواع چلو، از ته‌دیگ، زرشک، زعفران و آجیل بهره می‌برند. در رستوران‌های این کشور، بیشتر خوراک اصلی را انواع کباب تشکیل می‌دهد؛ رایج‌ترین موارد آن، شامل کباب بختیاری، چلوکباب، جوجه‌کباب و کباب کوبیده می‌شود. خوراک‌های ایرانی همانند آبگوشت، دلمه، زرشک‌پلو، سبزی‌پلو، فسنجان، قرمه‌سبزی و میرزاقاسمی به سفرهٔ ایرانی، گوناگونی قابل توجهی می‌بخشند. انواع شیرینی‌های ایرانی نیز به عنوان دسر استفاده می‌شوند. فالوده و بستنی ایرانی از مهم‌ترین دسرهای این کشور هستند. ایرانیان، معمولاً صبحانه و چای را در رژیم غذایی خود دارند. ناهار حکم وعدهٔ اصلی را دارد و شام معمولاً سبک‌تر است. خاویار ایران در جهان شهرت دارد و ایران، زمانی مقام نخست تولید خاویار در جهان را داشت. شراب ایرانی نیز تاریخچه‌ای طولانی دارد و این کشور از قدیمی‌ترین تولیدکنندگان نوشیدنی‌های الکلی است؛ اگرچه در دوران جمهوری اسلامی با ممنوعیت به همراه مجازات روبرو بوده‌اند.

### موسیقی، رقص و تئاتر

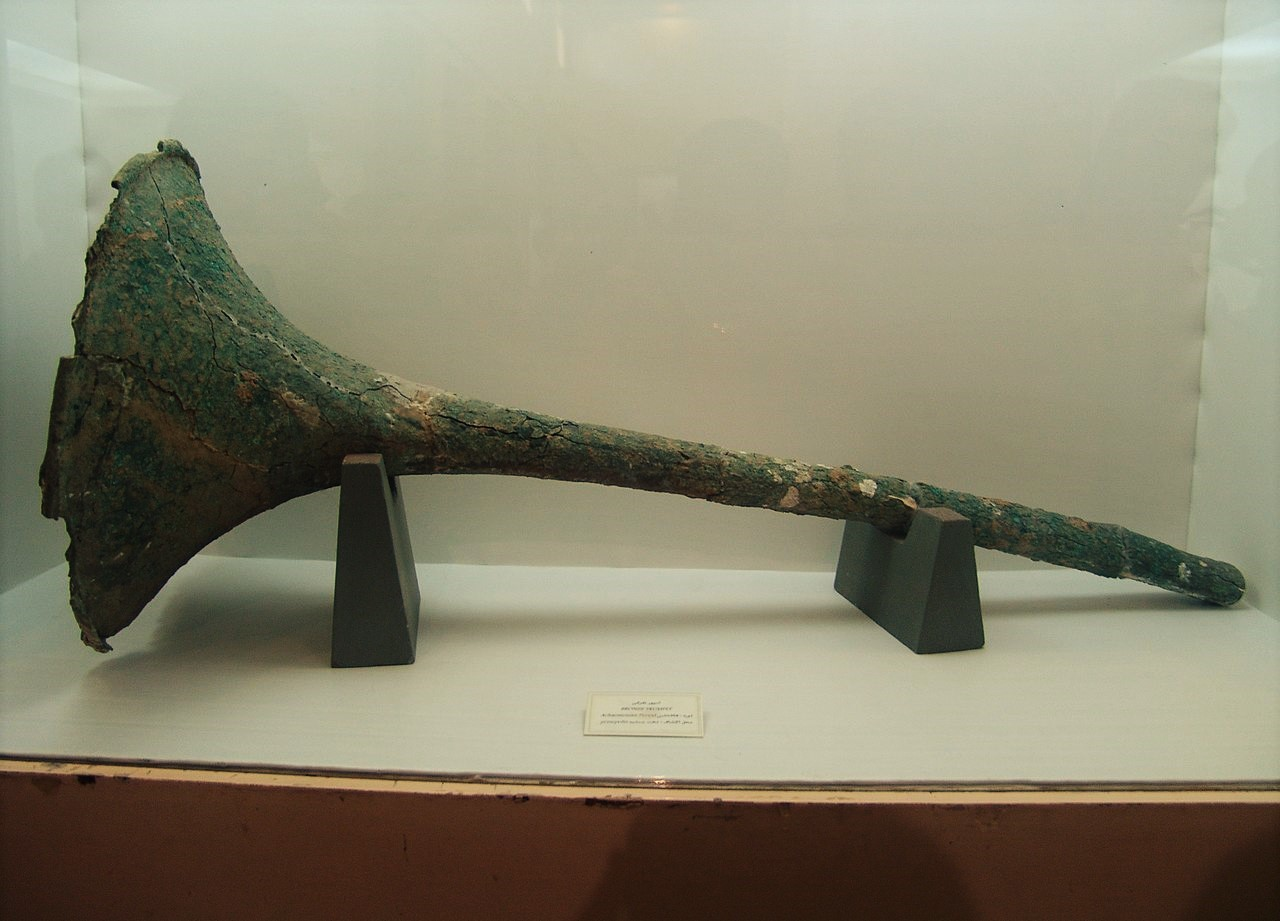
یک کرنا، ساز موسیقی ایرانی که در موزه هخامنشی نگهداری می‌شود.

موسیقی در ایران، از دوران باستان، حائز اهمیت بوده است. در دوران شاهنشاهی هخامنشی، موسیقی در آیین‌های مذهبی و دادگاه‌ها استفاده می‌شده است. هویت دقیق موسیقی ایرانی، هنوز آشکار نشده است اما تحقیقات پیرامون آن، ادامه دارد و جوانبی از آن، مشخص شده است. موسیقی در دوران ساسانیان قابل توجه بوده است و ساسانیان، شمار فراوانی از سازها را به کار برده‌اند. باربد، از موسیقی‌دانان دوران شاهنشاهی ساسانی، نخستین سیستم موزیکال خاورمیانه را با عنوان خسروانی ایجاد کرد. بسیاری از مدها و ملودی‌های باستانی ایران، با تسلط اعراب بر این کشور، از بین رفته‌اند؛ اما دستگاه‌ها، به شکل شفاهی به ایران کنونی رسیده‌اند.
ایران زادگاه نخستین سازهای پیچیده است که قدمت برخی از آنان، به هزارهٔ سوم پیش از میلاد می‌رسد. نواحی ایران، دارای شمار قابل توجهی سازهای بومی از انواع بادی، پوست‌صدا، خودصدا و زهی هستند. سازهایی همانند تار، سه‌تار، بربط، سنتور، قانون، کمانچه، نی، قیچک، رباب، تنبک، دف، دایره و دایره‌زنگی در موسیقی ملی ایران به کار می‌روند. در دهه‌های ۱۳۳۰ و ۱۳۴۰، موسیقی ایران به شکل اساسی تغییر یافت. در دههٔ ۱۳۳۰، موسیقی پاپ وارد ایران شد و نخستین گروه‌های پاپ و راک ایرانی، شکل گرفتند. موسیقی پاپ ایرانی در این دوران، از موسیقی پاپ غربی اثر گرفت. در دههٔ ۱۳۴۰ نیز نخستین شاخه‌های نوگرایی در موسیقی ایران، پدیدار شد. در اواسط دههٔ ۱۳۴۰، استودیوهای ایرانی با همراهی بارها و باشگاه‌های شبانه، به گسترش موسیقی جدید رایج در ایران کمک کردند. در این سال‌ها، شعر و موسیقی ایران، دگرگون شد و ستاره‌های موسیقی، یکی پس از دیگری بر روی صحنه رفتند.
مسائل جنسیتی در موسیقی و رقص ایران بسیار مورد توجه بوده است. در دوران قاجار و صفویه، به پسربچه‌ها لباس دخترانه پوشانده می‌شد و از آنان برای رقص و آواز استفاده می‌کردند. جایگاه زنان در موسیقی ایرانی، پس از انقلاب ۱۳۵۷، با محدودیت‌هایی مواجه شد و فقهای اسلامی این کشور، اعلام داشته‌اند که آواز خواندن آنان، کاری لهو و لعبی است. برای اجرای بانوان، قوانین خاصی وجود دارد که باعث توقف بسیاری از کنسرت‌های زنان شده است. پیش‌تر نیز برنامه‌های موسیقی زنان با فشار محافل محافظه‌کار جمهوری اسلامی، لغو شده‌اند. اگرچه ممنوعیت و محدودیت‌ها برای مردان نیز بوده‌اند و برخی موسیقی‌ها کلاً ممنوع دانسته شده‌اند.
رقص در ایران، پیشینه‌ای طولانی دارد و به عنوان نمونه‌ای باستانی، در دربار ساسانیان، رقصی ویژه انجام می‌شده است. فردوسی، شاعر حماسه‌سرای ایرانی، از رقاصانی چون آزاده یاد کرده است که چنگ می‌نواختند، چامه می‌خواندند، ساقی بودند و می‌رقصیدند. به شکل کلی، ایران، یکی از امپراتوری‌های باستانی بود که به گسترش هنر رقص پرداخت. برای این ملت کهن، رقص یک پدیدهٔ مهم اجتماعی و یک آیین مذهبی بوده است. پیشینهٔ رقص ایرانی به عنوان یک شکل هنری مستقل، دست کم از دوران مهرپرستی تخمین زده می‌شود و منابع تاریخی دوران باستان، به آن اشاره کرده‌اند. رقص ایرانی بسیار متداول بوده است و کتب تاریخی یونانی از اهمیت آن در نزد ایرانیان، نوشته‌اند. پس از انقلاب ۱۳۵۷، محدودیت‌هایی برای رقص، وضع شد. دستگیری یک دختر ۱۷ ساله که در سال ۱۳۹۷ در اینستاگرام، ویدئوهایی از رقص خود منتشر کرده بود و پخش اعترافات او علیه خود از تلویزیون ملی ایران، نمونه‌ای از محدودیت‌های رقص در این کشور را به نمایش گذاشت. در جمهوری اسلامی ایران، ممکن است در قالب اتهاماتی چون «خلاف عفت عمومی»، علیه افرادی که برقصند، اعلام جرم شود.

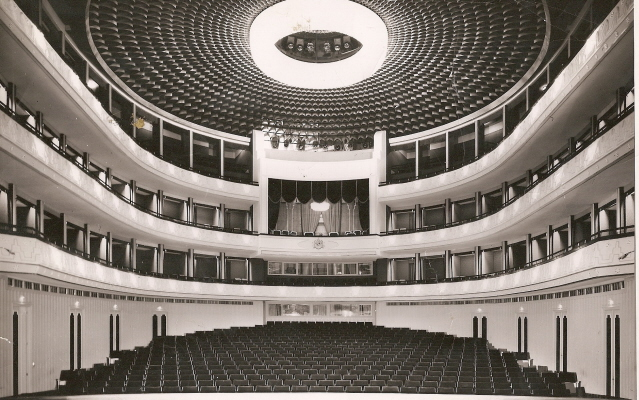
تالار وحدت که برای نمایش‌های باله و اپرا نیز به‌کار می‌رفت.

تئاتر در ایران با گونه‌های بومی نمایان شده است. ایرانیان، گونهٔ ویژه‌ای از درام را داشتند؛ شیوهٔ اجرایی قابل توجه، معروف به نقالی که یک هنر کهن داستان‌گویی است و گاه شامل موسیقی نیز می‌شود. سنت نمایشی ایران، وام‌دار گونه‌های نمایشی بومی مانند نقالی و عروسک‌گردانی‌ها است اما نمایش‌های مذهبی نیز جنبه‌ای دیگر را به این سنت افزوده‌اند. تعزیه (که در آن واقعه کربلا نمایش داده می‌شود) نقشی قابل توجه در تئاتر ایران داشته است. سوگ سیاوش، خیمه‌شب‌بازی و سیاه‌بازی نیز نمایش‌های سرشناس ایرانی هستند.
از میانه‌های سدهٔ نوزدهم م به بعد، تولید درام‌های غربی در ایران، تشویق شد؛ به شکلی دقیق، پس از سفر ناصرالدین‌شاه به اروپا بود که یک سالن تئاتر در تهران تأسیس شد. در اواخر دههٔ ۱۹۵۰ م، گروه هنر ملی با جذب برترین نمایشنامه‌نویسان، کارگردانان صحنه و بازیگران به برقراری دوبارهٔ تئاتر در ایران کمک کرد. بعدها، تلویزیون ملی ایران نیز از تشکیلات و نمایش‌های تئاتر در ایران، پشتیبانی می‌کرد. کارگاه نمایش (از ۱۳۴۸) از نمایش‌های وابسته به این رسانه است. در این دوران، دیگر عوامل اثرگذار در رشد تئاتر، پشتیبانی‌های تجاری و حکومتی بودند و اینها در کنار جشنواره‌های این دوره (همچون جشن هنر شیراز)، توانستند تئاتر ایران را نیرومند سازند.

### هنر و طراحی

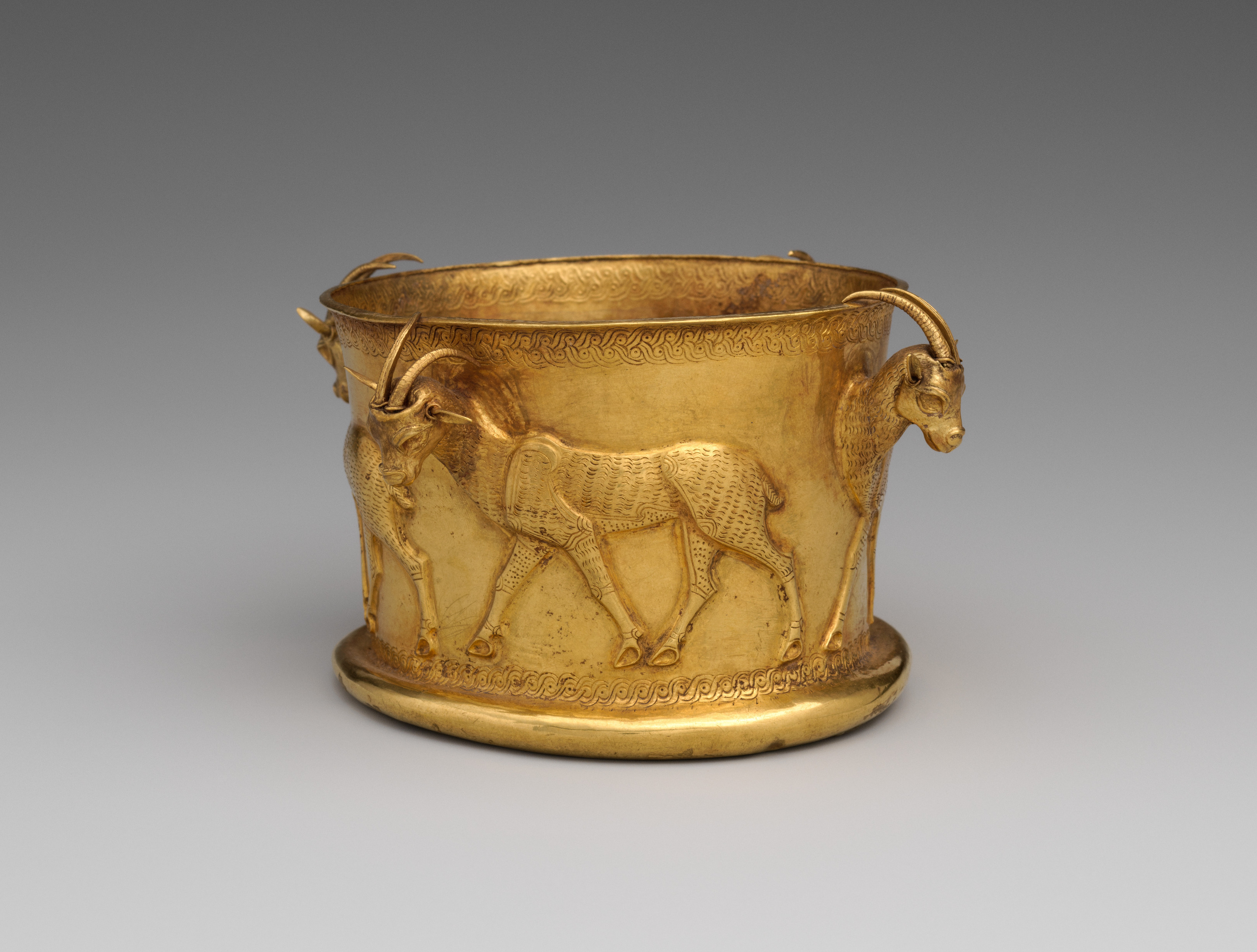
جام زرین یافت شده در مارلیک، از عصر آهن که در موزه متروپولیتن نیویورک نگهداری می‌شود.

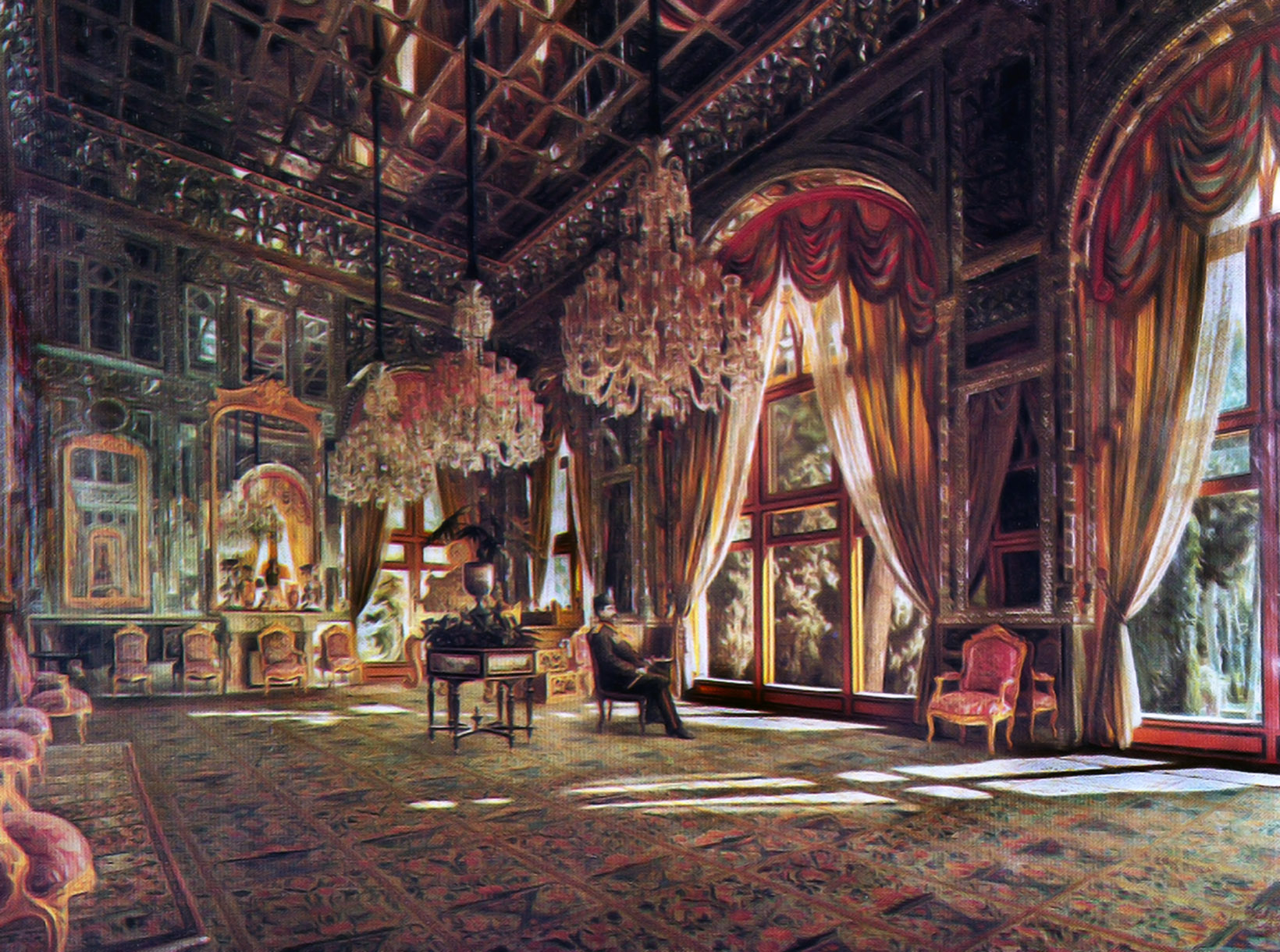
نقاشی تالار آینه در کاخ گلستان؛ اثر کمال‌الملک، نقاش ایرانی در دوران قاجاریان

از هزارهٔ چهارم تا هزارهٔ دوم پیش از میلاد، هنر در ایران، بیشتر شامل عناصری از باورهای دینی می‌شده است. ظروف منقش و کنده‌کاری‌هایی همانند آنچه که در کورانگون و نقش رستم صورت گرفته، از بازماندگان آثار هنری آن دوران هستند. در اواخر هزارهٔ سوم و در هزارهٔ دوم، صنعت برنز در ایران، با مهارت بالا و استادی دنبال شد. در این دوران، سفال‌سازی ظریف گردید و نقوش جاندارانی بر آنان گذارده شد. مجسمه‌هایی نیز در تورنگ‌تپه یافت شده‌اند که احتمال دارد، ساخت مردم همین دوران باشند. در کاخ‌های هخامنشی، با همکاری تمام کشور، تلاش شده است که تصویری از آن دوران نمایش یابد و هنرهای بسیاری در ساخت آنان به کار رفته است؛ سنگ‌نگاره‌ها و کنده‌کاری‌ها، جزئیات رنگی، روکش‌های طلا و برنز و نقوش روی اشیاء درونی ساختمان‌ها، بخشی از هنر هخامنشی هستند که تاکنون حفظ شده‌اند. پس از هنر پارت‌ها که تحت تأثیر هنر یونانی بود، هنر ساسانیان، تمدن ایرانی را بار دیگر زنده کرد. هنر ساسانی، از فرهنگ‌های دیگر هم اثر گرفت اما اساساً ایرانی بود؛ از رویدادهای مهم در این دوران، این بود که معماری طاق‌دار در ساختمان‌ها رواج یافت.
به شکل کلی، فرهنگ اسلامی در ایران، مکتب‌های بومی قدرتمندی از هنرهای تجسمی را توسعه نداد. اما موارد استثنایی نیز وجود دارد؛ یکی از این موارد مهم، گسترش نگارگری ایرانی در مکتب‌هایی چون مکتب شیراز و اصفهان است. با این حال، نگارگری ایرانی، در اواخر دوران صفوی، رو به انقراض رفت. اما هنرهایی چون خوش‌نویسی ایرانی، تذهیب، بافندگی، سفال ایرانی و فلزکاری ادامه یافتند. نقاشی و مجسمه‌سازی کلاسیک غربی در اواخر سده ۱۹ میلادی وارد ایران و با مضامین ایرانی تطبیق داده‌شدند. گرایش به اسلامی‌سازی پس از انقلاب ۱۳۵۷، هنرهای تجسمی را محدود کرد اما این هنرها همچنان از طریق نمایشگاه‌ها و اخیراً از طریق دسترسی به اینترنت، در حال پیشرفت هستند.
نوگرایی، در هنر ایران، قدرت گرفته است و مهم‌ترین تحول در نوگرایی هنری در این کشور، حاصل تغییرات اجتماعی انجام شده توسط رضاشاه پهلوی است. حدوداً در میان سال‌های ۱۳۲۸ تا ۱۳۵۸، هنر نوین در ایران رشد قابل توجهی کرد و بسیاری از هنرمندان نامی معاصر این کشور، در آن دوران رشد و شکوفایی داشتند. روزنامه گاردین اعلام داشته است که آثار موزه هنرهای معاصر تهران، بزرگ‌ترین گنجینهٔ هنر مدرن، در بیرون از آمریکا و اروپای غربی است. در دوران شاهنشاهی پهلوی، گالری‌های خصوصی راه افتادند و وزارت فرهنگ و هنر نیز جشنواره‌های سالیانه‌ای را برگزار می‌کرد. جشن هنر شیراز از همان دوران آغازینش با توجه به ابتکار گماشتگی و گوناگونی برنامه‌هایش در میان جشنواره‌های موسیقی بین‌المللی موجود، برجسته بود.

### معماری

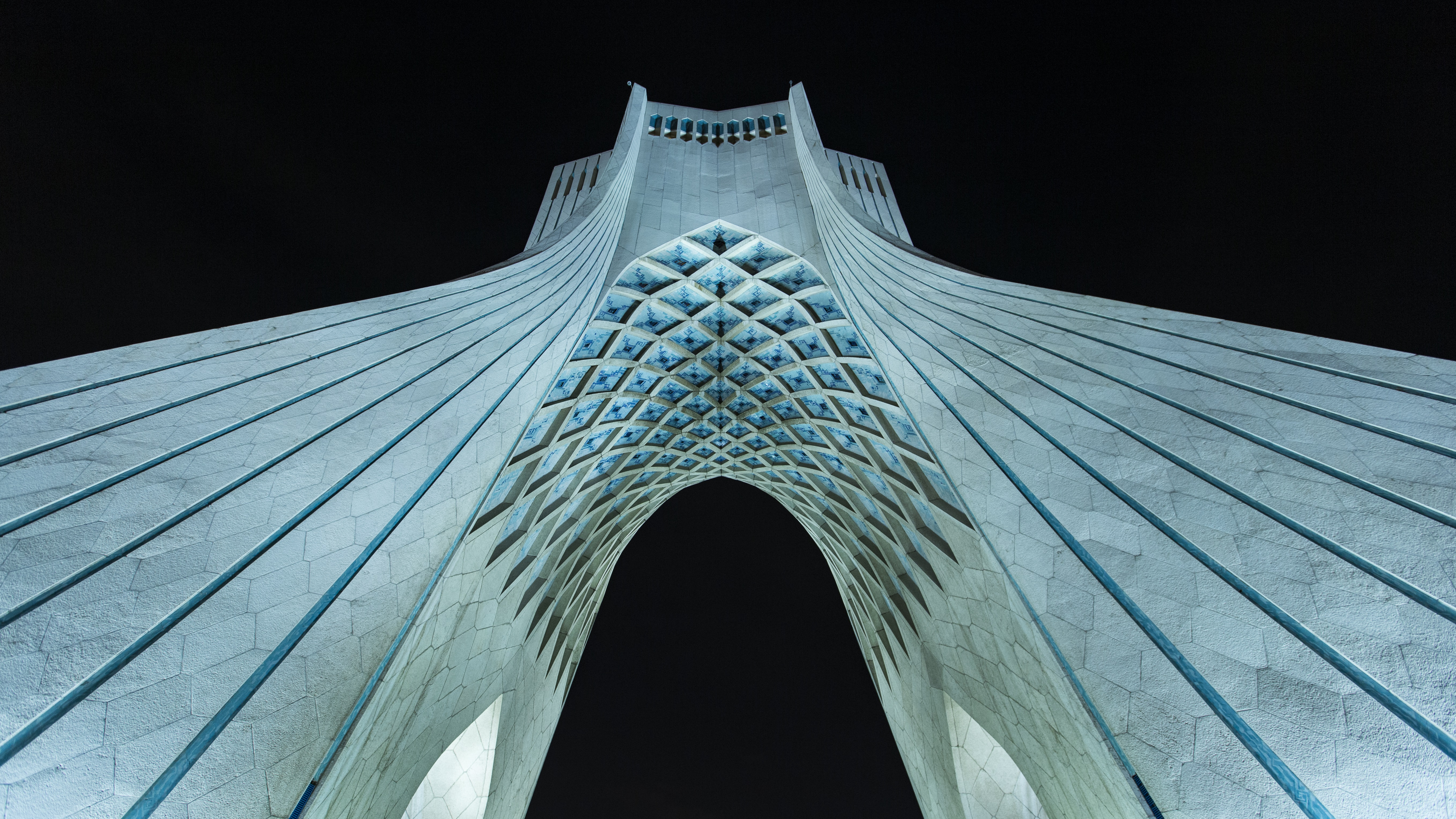
برج آزادی از معمار حسین امانت؛ معماری آن، تلفیقی از معماری هخامنشی، ساسانی و اسلامی است.

معماری ایرانی دارای دانش بومی و پیشینه‌ای طولانی است و در طول تاریخ، همواره به عنوان عالی‌ترین بخش هنر ایران، شناخته شده است. این معماری در دوره‌های هخامنشیان، پارت‌ها و ساسانیان برتر بوده است و در دوران اسلامی نیز برتری خود را حفظ کرد. فرهنگ باستانی ایران، از سبک معماری عمیقی برخوردار است. ایلامی‌ها، هخامنشیان، هلنیستی‌ها و دیگر سلسله‌های پیش از اسلام، آثار سنگی برجسته‌ای را از عظمت معماری خود، به جای گذاشتند. چغازنبیل و پارسه از این آثار هستند و هر دو در سال ۱۹۷۹ میلادی، به عنوان میراث جهانی یونسکو شناخته شدند. مجموعه‌آثار رهبانی ارامنه ایران در سال ۲۰۰۸ م، به عنوان میراث جهانی یونسکو ثبت شد؛ معماری این مجموعه، نمایانگر ترکیبی از فرهنگ‌های بیزانس، پارسی و ارمنی است. از آغاز دوران اسلامی، دستاوردهای معماری سلسله‌های سلجوقی، ایلخانی و صفوی، منحصراً قابل توجه است. در این دوران، شهرهایی در ایران، نظیر نیشابور، اصفهان و شیراز در بین شهرهای بزرگ جهان اسلام قرار گرفتند و شمار بالای مساجد، مدرسه‌های اسلامی، زیارتگاه‌ها و کاخ‌های آن‌ها، یک سبک معماری ایرانی را شکل داد که در مجموعهٔ بزرگتر اسلامی قرار داشت.
در دوران شاهنشاهی پهلوی، دو نوع معماری در ایران، توسعه داده شد؛ نخستین نوع، تقلیدی از سبک معماری غربی بود که ارتباط کمی با اقلیم این کشور داشت و دومین نوع، تلاشی در جهت احیای معماری بومی ایرانی بود. به تدریج، مسئولان ایرانی از تقلید کورکورانه از غرب، دلسرد شدند و به پشتیبانی از سبک‌های بومی ایرانی که برای رفع نیازهای نوین، اصلاح شده بودند، پرداختند. از برجسته‌ترین نمونه‌های معماری این دوران، برج آزادی است. همچنین دو دورهٔ برجستهٔ نفوذ معماری غربی در ایران وجود دارد که نخستین آن در دوران قاجار بود. در دورهٔ دوم نیز که کلاً در دوران پهلوی رخ داد، کل معماری ایران دگرگون شد و ساختمان‌هایی با عنوان و کارکرد غربی در این کشور، متداول شدند. در گفتگوی سال ۱۳۹۷ خبرگزاری مهر و امیر منصوری، پژوهشگر معماری، این خبرگزاری به اهمیت ندادن مسئولان جمهوری اسلامی به برقراری پیوندی میان معماری و هویت تاریخی ایران اشاره داشت و اعلام کرد که یک سردرگمی در زمینهٔ معماری ایجاد شده است.

### ادبیات و فلسفه

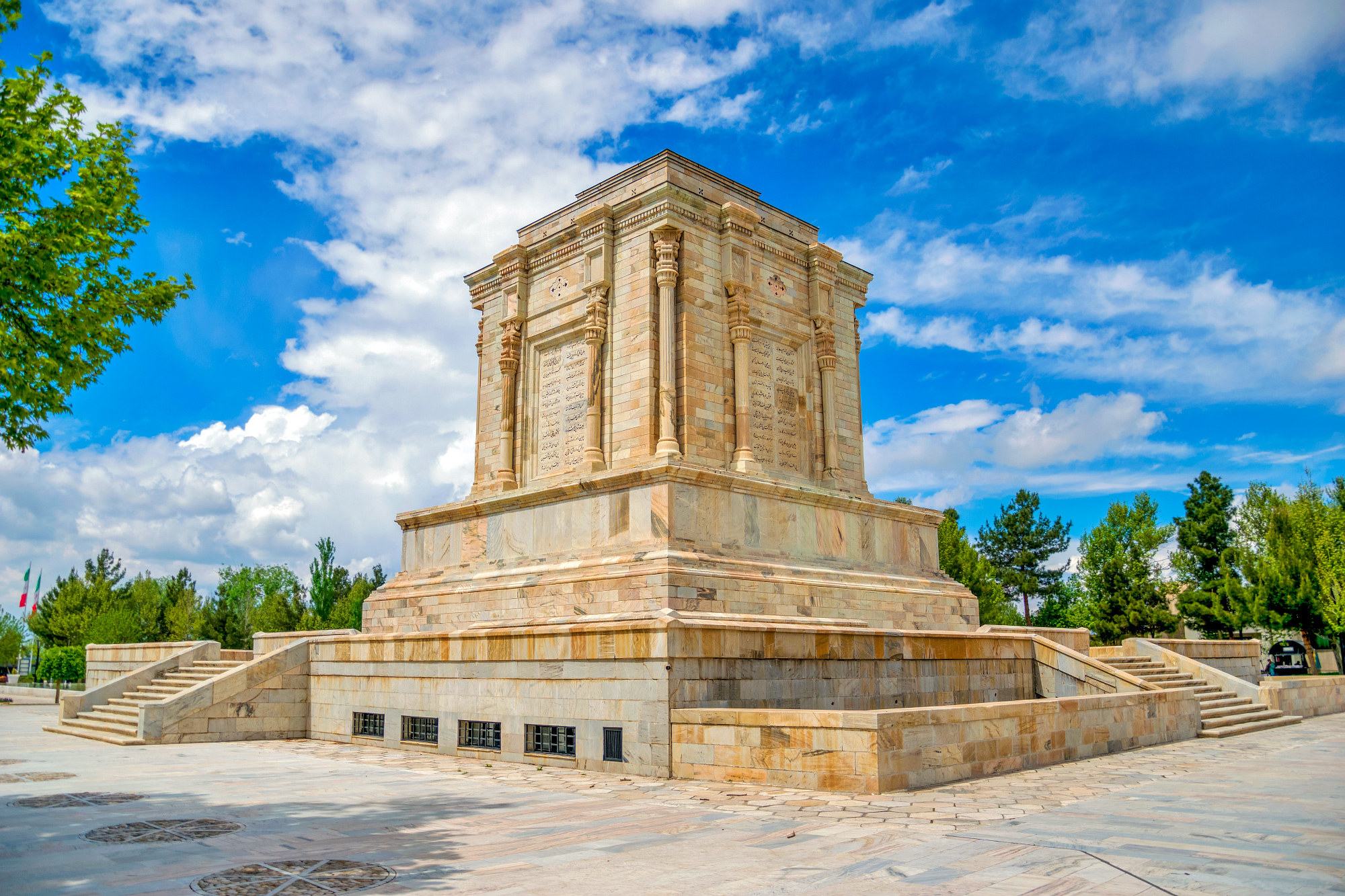
آرامگاه فردوسی، شاعر حماسه‌سرای ایرانی و سرایندهٔ شاهنامه، در توس

کهن‌ترین سنت ادبی ملی ایران، از زبان اوستایی، زبان مقدس نوشتار اوستا است که از متون افسانه‌ای و مذهبی زرتشتی و آیین‌های کهن ایرانی تشکیل شده است؛ پیشینهٔ آن به دوران پیش از هخامنشیان می‌رسد. ادبیات ایران، از بخش‌های معرف فرهنگ ایرانی است. استادان بزرگ زبان فارسی، همانند فردوسی، حافظ، نظامی گنجوی، جامی و مولوی، هنوز الهام‌بخش نویسندگان ایرانی هستند. ادبیات فارسی در سده‌های نوزده و بیست میلادی، عمیقاً تحت تأثیر روش‌های ادبی و فلسفی غربی قرار گرفت؛ اما همچنان، یک رسانهٔ چالاک برای فرهنگ ایرانی ماند. این ادبیات، چه به صورت نثر و چه در نظم، به عنوان ابزاری برای نقل درون‌نگری فرهنگی، مخالفت سیاسی و اعتراضات شخصی نویسندگان با نفوذ ایرانی همچون صادق هدایت، جلال آل احمد و صادق چوبک و سرایندگانی چون احمد شاملو و فروغ فرخزاد خدمت کرده است. پس از انقلاب ۱۳۵۷، شمار قابل توجهی از نویسندگان ایرانی به تبعید درآمدند و بخش اعظم آثار برتر ادبیات فارسی، در خارج از این کشور، نوشته و منتشر شد. با این حال، در دوران پس از انقلاب ۱۳۵۷، ادبیات جدید حقوق زنان، توسط نویسندگانی چون شهرنوش پارسی‌پور و منیرو روانی‌پور متولد شده است.
آگاهی کنونی از اساطیر ایران از منابع گوناگونی به دست آمده است که مهم‌ترین آنان، اوستا است. ادبیات پهلوی شامل شروح دینی، الهام، ادبیات اندرزی، ادبیات حماسی، شعر و نوشتار با اهمیت تاریخی می‌شود؛ در برخی از نوشتار این ادبیات، اساطیر و باورهای اوستایی حفظ شده است. بندهشن و دینکرد نیز آگاهی‌رسان‌های مهم دیگری از باورها و اساطیر کهن ایران هستند. پس از آغاز دوران اسلامی در ایران نیز اثر ادبی مهمی از افسانه‌ها و اساطیر ایرانی تهیه شد؛ این اثر، شاهنامه نام دارد و فردوسی آن را پدیدآورده است. در شاهنامه، تاریخ ایران از ابتدا تا ورود اسلام، با شعر، بازسازی شد و اسطوره‌ها همانند رویدادهای تاریخی تعبیر شده‌اند. در بسیاری از داستان‌های شاهنامه، مفهوم نبرد میان نیک و بد نهفته است. اساطیر ایران باستان، شامل نبردهای کیهانی، مفاهیم انتزاعی، شخصیت‌های دینی، قهرمانان افسانه‌ای، موجودات افسانه‌ای، نمونه‌های شاهی و افراد دلیر می‌شده است که پیوندی مستقیم با باورهای دوران باستان داشته‌اند. رستم (نام‌آورترین پهلوان شاهنامه)، اسفندیار، افراسیاب، کاوه آهنگر، سهراب، سیاوش و فریدون از معروف‌ترین پهلوان‌های شاهنامه هستند. فارسی، نخستین زبان در تمدن مسلمان بود که انحصار عربی در نوشتن را شکست. نثر فارسی نیز گنجینه‌ای از روایت‌ها را شامل می‌شود. نخستین شاعر برجستهٔ فارسی که رودکی بود، کلیله و دمنه را نیز به نظم درآورده است. همچنین در سنت کلاسیک مفهوم «ادبیات» تقریباً با شعر هم‌معنی بوده است.
فلسفه در ایران به دلیل تحولات سیاسی و اجتماعی بزرگ در این کشور، بازهٔ گسترده‌ای از مکتب‌های فکری را شامل می‌شود. به‌طور کلی، فلسفه در ایران را می‌توان به دوران پیش و پس از اسلام تقسیم کرد. مکتب‌های پیش از اسلام، شامل آیین زرتشتی، مانوی و مزدکیه است. به عنوان نمونه‌ای از این مکتب‌ها، مکتب مزدیسنا به دنبال آموزه‌های زرتشت در سال‌های ۱۰۰۰ تا ۵۸۸ پ. م، در نقاطی از ایران، پدیدار شد. زرتشت نخستین کسی بود که مسائل شر را از نظر فلسفی بررسی کرد. فلسفهٔ اخلاقی وی مبتنی بر تقدم پندار نیک، گفتار نیک و کردار نیک است. اندکی از عقیده‌های زرتشتی در فرهنگ پسا کلاسیک غربی تا اواخر سدهٔ ۱۸ م، شناخته شده بود و او، اثرگذاری بسزایی در فلسفهٔ یونان و روم داشت. در بررسی دوران پس از اسلام، مشخصاً فلسفهٔ نخستین اسلامی، در پدیداری فلسفهٔ نوین، بسیار اثرگذار بوده است. از اثرات مهم این فلسفه، بر تئوری‌های فرگشت بوده است. از مکتب‌های مهم پس از اسلام، حکمت سینوی، اشراق و متعالیه هستند. به عنوان نمونه‌ای از این مکتب‌ها، حکمت سینوی، توسط ابن سینا، فیلسوف ایرانی، بنیان نهاده‌شد و تا سدهٔ دوازدهم میلادی، به مکتب پیشرو در فلسفهٔ اسلامی تبدیل شد. ابن سینا تلاش کرد تا ارسطوگری و فلسفه نوافلاطونی را با الهیات اسلامی آشتی دهد و نظریات وی، بر دانشجویان غربی آن دوران، اثرگذار بود و در غرب نیز نفوذ داشت.

### رسانه‌ها
نشریات و روزنامه‌های ایران عمدتاً در پایتخت این کشور، منتشر می‌شوند و بر اساس قانون مطبوعاتی انقلابی ایران، مجوز می‌گیرند. انتشار تمایلات و باورهای ضداسلام، کاملاً ممنوع است. وزارت فرهنگ و ارشاد اسلامی، خبرگزاری جمهوری اسلامی را اداره می‌کند. خبرنگاران خارجی، تنها در موارد ویژه‌ای مجازند به این کشور وارد شوند. با وجود تضمین‌های قانونی آزادی رسانه، سانسور رسانه‌های همگانی و اینترنت، توسط عناصر محافظه‌کار دولت، گسترده است. فارغ از این موضوعات، رسانه‌های چاپی در اواخر دههٔ ۱۹۹۰ میلادی، در رشد اصلاحات سیاسی در ایران نقش بسزایی داشتند. در دههٔ ۲۰۰۰ میلادی نیز گروه‌های اصلاح‌طلب و مخالف، به‌طور فزاینده‌ای پیام‌های خود را در اینترنت پخش می‌کردند؛ در برابر آنان، مسئولان کشور، تلاش‌های خود را برای خاموش کردن مخالفت‌های آنلاین، تشدید کردند. روزنامه‌های این کشور، شامل روزنامه‌هایی چون اطلاعات و کیهان می‌شود. ایستگاه‌های پخش رادیو و تلویزیون در ایران، توسط حکومت اداره شده و سراسر کشور را پوشش می‌دهند؛ برخی از پخش‌های این بخش، دریافت بین‌المللی نیز دارند. حکومت جمهوری اسلامی، تجهیزات دریافت ماهواره‌ای را در سال ۱۳۷۳ غیرقانونی کرد اما این ممنوعیت به‌طور نامنظمی اجرا شد و بسیاری از ایرانیان، به دریافت برنامه‌های ماهواره‌ای، ادامه دادند. برنامه‌های ساخت ایران، به زبان فارسی، برخی از زبان‌های خارجی و نهایتاً به زبان‌ها و گویش‌های محلی پخش می‌شوند. با وجود آنکه سواد اساسی در سال‌های پس از انقلاب ۱۳۵۷ به میزان قابل توجهی افزایش یافته است، رسانه‌های دیداری و شنیداری، بسیار اثرگذارتر از رسانه‌های چاپی هستند؛ به ویژه در مناطق روستایی ایران.
نخستین فرستندهٔ تلویزیونی در ایران، در سال ۱۳۳۷ ایجاد شد. به شکل کلی، گسترش تلویزیون در ایران، سرگرمی‌های سنتی دیگری چون شهر فرنگ را از میان برد. با وجود آنکه بازی‌های آسیایی ۱۹۷۴ (۱۳۵۳) با سیستم رنگی پخش شد، اما برنامه‌ریزی کامل تلویزیون رنگی، از چهار سال پس از آن، انجام شد. انتشار و پخش برنامه‌های صوتی و تصویری فراگیر در انحصار صدا و سیما است. در قانون اساسی جمهوری اسلامی، رادیو و تلویزیون، دولتی بوده و راه‌اندازی شبکه‌های رادیویی و تلویزیونی خصوصی، مغایر این اصل دانسته می‌شود. سازمان صدا و سیمای جمهوری اسلامی ایران (پیش از انقلاب ۱۳۵۷: سازمان رادیو تلویزیون ملی ایران) بزرگ‌ترین سازمان رسانه‌ای ایران و یکی از بزرگ‌ترین سازمان‌های رسانه‌ای جهان، از دید شمار نیروی انسانی است. این سازمان، سالانه ردیف بودجهٔ خود را دارد. بر پایهٔ گزارشی در سال ۱۳۹۵، بودجهٔ این سازمان، بیش از ۲ هزار میلیارد تومان بوده است.
ایران، کشوری با محدودیت بالا در دسترسی به اینترنت است و سانسور اینترنت در ایران در دوران جمهوری اسلامی، به شکل گسترده‌ای صورت گرفت. نیمی از ۵۰۰ وبگاه برتر الکسا در این کشور فیلتر شده‌اند. شماری از شبکه‌های اجتماعی پربازدید نیز فیلتر شده‌اند؛ توییتر نمونه‌ای از موارد فیلترشده بوده است که هنگام سانسور همگانی، مقامات حکومتی در آن فعالیت می‌کردند. قطعی اینترنت هنگام تظاهرات همانند قطعی سراسری ۱۳۹۸ و تشویق ایرانیان به استفاده از شبکه ملی اطلاعات، از دیگر مسائل اینترنت در ایران هستند. اینترنت ملی در دوران محمود احمدی‌نژاد طرح و در دوران حسن روحانی، پیگیری شد.
صنعت بازی‌های ویدئویی در ایران، از حدود سال ۱۳۹۳، با شیبی تند به سوی افزایش فروش دیجیتالی رفته است. از سال ۱۳۹۲، ساخت بازی‌های موبایل در ایران، گسترش پیدا کرد. این صنعت در ایران، به دلیل رعایت نکردن حق تکثیر در این کشور به ویژه در مورد بازی‌های خارجی، دچار مشکلاتی شده است. بر پایهٔ گزارشی در سال ۱۳۹۶، از هر ۱۰۰ ایرانی، ۳۵ تن گیمر هستند.

### سینما

نقش‌های روی جام سفالی یافت‌شده از هزارهٔ سوم پ. م در شهر سوخته که به عنوان کهن‌ترین پویانمایی جهان، شناخته شده است.

پرهوادارترین گونهٔ سرگرمی در ایران، سینما است که رسانهٔ مهمی برای تفسیرهای اجتماعی و سیاسی بوده است. نخستین سینمای همگانی ایران، توسط میرزا ابراهیم‌خان عکاس‌باشی که نخستین فیلم‌ساز ایرانی است، در سال ۱۲۸۳ گشایش یافت اما نخستین سالن رسمی سینمایی در این کشور، در سال ۱۳۰۵ به نام سینما ایران در تهران ساخته شد. نخستین فیلم بلند سینمایی این کشور، آبی و رابی بود که در سال ۱۳۰۹ توسط اوانس اوگانیانس ساخته شد. نخستین فیلم صدادار ایرانی نیز فیلم دختر لر بود که در سال ۱۳۱۲ توسط اردشیر ایرانی ساخته شد. در دههٔ ۱۳۲۰ شرکت‌های سینمایی ایرانی پدیدار شدند و سینما میان مردم، عمومی‌تر شد.

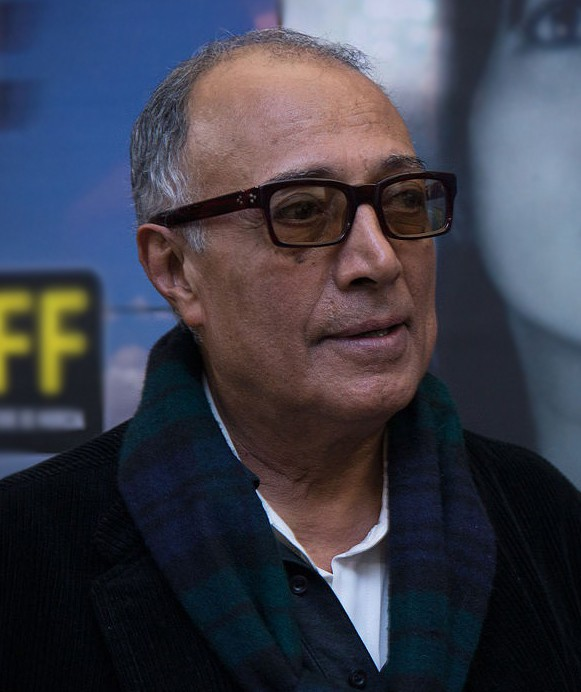
عباس کیارستمی از دیدگاه بسیاری از منتقدان و فیلم‌سازان جهان، مهم‌ترین و شناخته‌شده‌ترین کارگردان ایرانی بود.

در دههٔ ۱۳۳۰، پیشرفت سینما ادامه یافت و شهلا ریاحی با ساخت مرجان به نخستین کارگردان زن ایرانی تبدیل شد؛ در این دهه، پویانمایی وارد ایران شد و نخستین تلاش‌های ساخت پویانمایی ایرانی، در ادارهٔ کل فرهنگ و هنرهای زیبای تهران صورت گرفت. نخستین فیلم کوتاه پویانمایی در ایران، توسط اسفندیار احمدیه با عنوان ملانصرالدین در ۱۳۳۶ ساخته شد. در دههٔ ۱۳۴۰، سینمای فارسی‌زبان، یکی از دوره‌های اوج خود را تجربه کرد؛ فیلم‌هایی چون گنج قارون، گاو و قیصر در این دوران نمایش یافتند. بنیان‌گذاری نهادی که پخش‌کنندهٔ فیلم‌های کودکان هم باشد، با عنوان کانون پرورش فکری کودکان و نوجوانان در همین دهه، فرصتی مناسب برای شکل‌گیری سینمای فرهنگی در ایران شد. جشنواره جهانی فیلم تهران در دههٔ ۱۳۵۰، مهم‌ترین جشنوارهٔ سینمایی آسیا به‌شمار می‌رفت.
پس از انقلاب ۱۳۵۷، حکومت جدید، ابتدا فیلم‌سازی را محدود کرد؛ سپس در صورت تبلیغ ارزش‌های اسلامی، به کارگردانان، کمک مالی رساند. با این حال، مردم، علاقهٔ کمی نشان دادند و این دوران از فیلم‌سازی با محوریت مستقیم ایدئولوژی، دوامی نیاورد. کمی بعد، فیلم‌هایی که به جنگ ایران و عراق می‌پرداختند و فیلم‌هایی که بیان‌گر مدارای بیشتر با ارزش‌های اسلامی بودند، جایگاه خود را به‌دست آوردند. استقرار مذهبی، عموماً تقلید از فیلم‌های غربی را ناپسند ساخت و سازوار کردن داستان‌های باستانی، قومی و مذهبی غربی و شرقی را تشویق کرد؛ مشروط بر آنکه دلواپسی‌های معاصر ایران را بازتاب دهند و محدودیت‌های اسلامی وضع‌شده را محترم شمارند.
در حدود دههٔ ۱۳۷۰، شوق نخستین انقلابی، با خواسته‌های میانه‌روی سیاسی و روابط بهتر با غرب، جایگزین شد. صنعت فیلم‌سازی ایران با جشنواره‌های فیلم ایرانی (همچون جشنواره فیلم فجر) که هر ساله به شکل جهانی برگزار می‌شوند، به یکی از بهترین‌های نوع خود، در جهان تبدیل شد. کارگردانانی چون بهرام بیضایی، عباس کیارستمی، محسن مخملباف و داریوش مهرجویی فیلم‌هایی را تولید کرده‌اند که جوایز قابل توجهی را در جشنواره‌های بین‌المللی به سمت خود کشاندند. همچنین نسل جدیدی از کارگردانان زن ایرانی پدید آمده است که شامل کارگردانانی چون رخشان بنی‌اعتماد و تهمینه میلانی می‌شود. در فهرست سال ۲۰۱۷ برترین فیلم‌سازان سدهٔ ۲۱ میلادی از متاکریتیک، جعفر پناهی (با فیلم‌هایی چون دایره و تاکسی) در ردهٔ ۵، اصغر فرهادی (با فیلم‌هایی چون جدایی نادر از سیمین و فروشنده) در ردهٔ ۸، عباس کیارستمی (با فیلم‌هایی چون طعم گیلاس و کپی برابر اصل) در ردهٔ ۲۰ و بهمن قبادی (با فیلم‌هایی چون زمانی برای مستی اسب‌ها و لاک‌پشت‌ها هم پرواز می‌کنند) در در ردهٔ ۲۵ جای داشتند. با تمام اینها، واکنش رسانه‌های ایرانی به اخبار دریافت جوایز سینمایی توسط ایرانیان، شامل اتهام «سیاه‌نمایی» می‌شود و ملاحظات جشنواره‌ای کارگردانان، مورد بحث بوده است. ایران کنونی، در پویانمایی در حال پیشرفت است و علاوه بر پویانمایی‌های کوتاه، انواع مجموعه (همانند پهلوانان و شکرستان) و فیلم بلند پویانمایی (همانند تهران ۱۵۰۰ و فیلشاه) را می‌سازد.

### ورزش

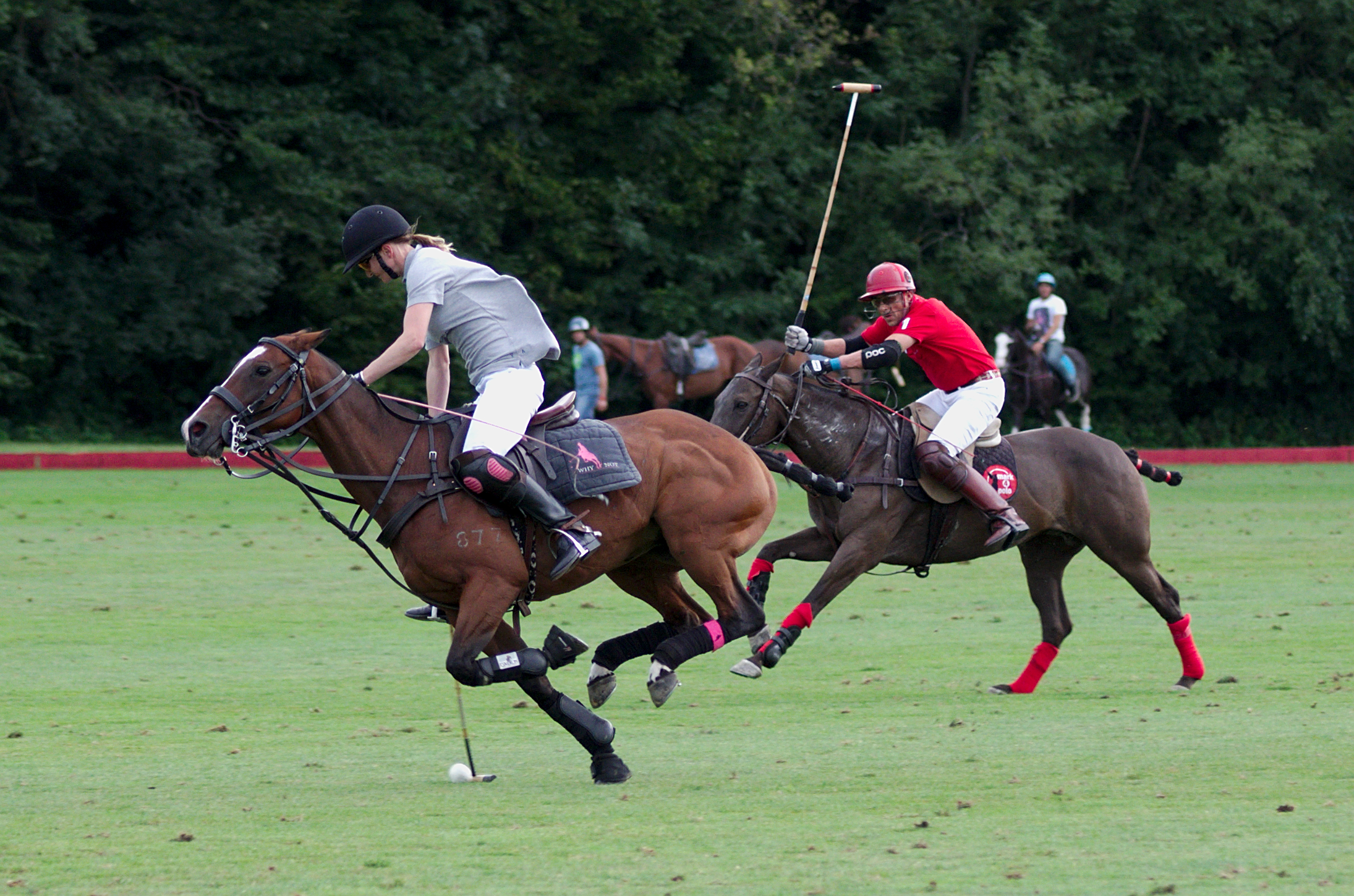
چوگان یک ورزش ملی ایرانی برای زنان و مردان است که بلندپایگان و شاهان نیز آن را بازی می‌کردند.

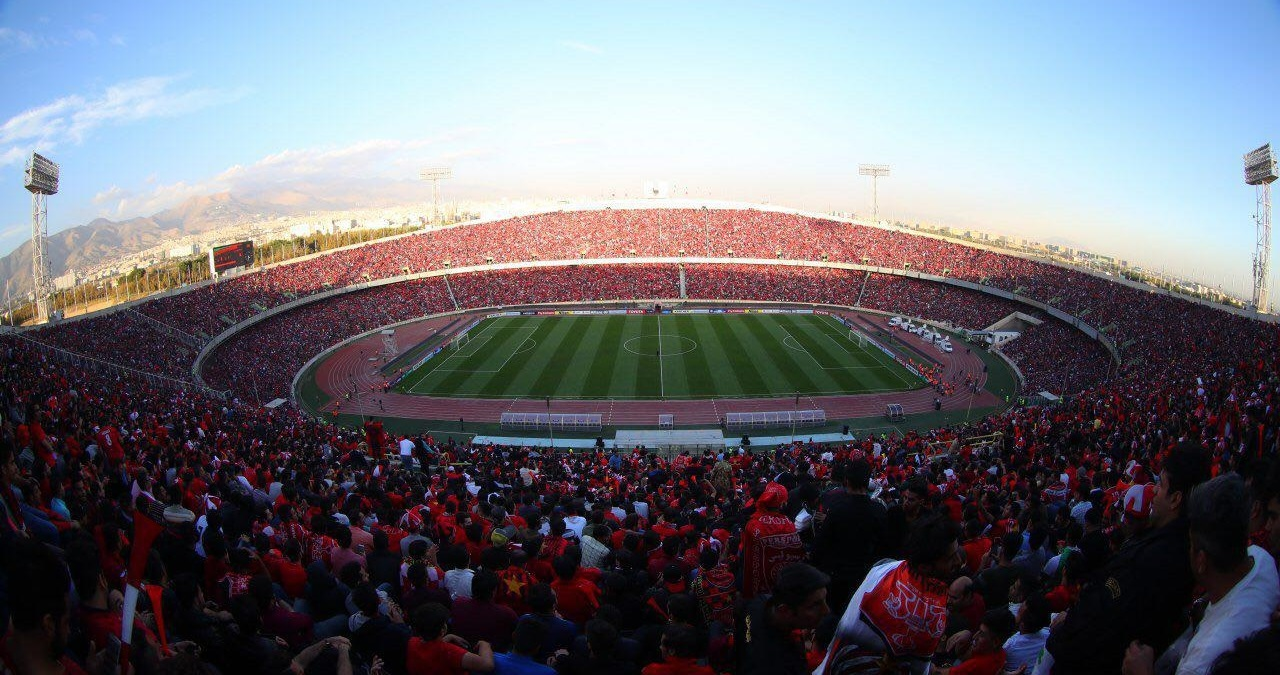
ورزشگاه آزادی تهران، از بزرگ‌ترین ورزشگاه‌های آسیا که به عنوان میزبان اصلی بازی‌های آسیایی ۱۹۷۴ ساخته شد و میزبان مسابقات بین‌المللی قابل توجهی بوده است.

ورزش‌های سنتی ایران، شامل بخش‌های کشتی، اسب‌دوانی و بدن‌سازی می‌شود. ورزش‌های تیمی، در سدهٔ بیستم میلادی، از غرب وارد این کشور شدند که شاخص‌ترین آنان، فوتبال، راگبی و والیبال بوده است. در دوران حکومت سلطنتی پیشین، ورزش‌های نوین در برنامه‌های درسی آموزشگاه‌ها گنجانیده شدند. در سال ۱۹۴۸، ورزشکاران ایرانی برای نخستین‌بار در بازی‌های المپیک شرکت کردند. نخستین حضور ایران در بازی‌های المپیک زمستانی نیز در سال ۱۹۵۶ بود. بیشتر مدال‌های المپیک ایران، در رشته‌های کشتی، وزنه‌برداری و ورزش‌های رزمی به‌دست آمده‌اند. ایران، زادگاه آیین‌های پهلوانی و زورخانه‌ای و چوگان (مورد اختلاف با آذربایجان) است. چوگان برای نخستین‌بار، در ایران در سدهٔ ششم پ. م پدیدار گشت و کم‌کم تا تبت، چین، ژاپن، عربستان و هند گسترش یافت. ورزش زورخانه‌ای و چوگان، در فهرست میراث فرهنگی ناملموس یونسکو در ایران به ثبت رسیده‌اند.
فوتبال به پرهوادارترین ورزش در ایران تبدیل شده است. به عنوان دوره‌ای درخشان، تیم ملی فوتبال ایران در سال‌های ۱۹۶۸، ۱۹۷۲، ۱۹۷۴ و ۱۹۷۶ به قهرمانی در بالاترین سطح آسیا دست یافت و نخستین‌بار در سال ۱۹۷۸ به جام جهانی فوتبال راه پیدا کرد. در این دوران درخشان، باشگاه فوتبال تاج (استقلال کنونی) نیز در مسابقات باشگاهی قهرمانی آسیا ۱۹۷۰ به قهرمانی رسید. برخی از این موفقیت‌ها، با گرفتن میزبانی بالاترین رقابت‌های ورزشی آسیا توسط ایران، هم‌دوره بودند و میزبانی جام ملت‌های آسیا ۱۹۶۸ و ۱۹۷۶ نمونه‌های آن هستند. با روی دادن انقلاب ۱۳۵۷، یک وقفه در پیشرفت ورزش ایران، اتفاق افتاد. در دورانی، دولت جدید، ورزشگاه‌ها را رقیب مساجد دانست. تیم‌های بزرگ ایرانی، ملی شدند و از حضور زنان در بسیاری از فعالیت‌های مربوط، جلوگیری شد. علاوه بر این، جنگ ایران و عراق، منابع کمی را برای اختصاص دادن به ورزش ایران، باقی گذاشت. با این حال، پشتیبانی عظیم مردم از ورزش، به ویژه در مورد فوتبال، ادامه‌دار بود. از دههٔ ۱۹۹۰ میلادی، ورزش ایران و فعالیت بانوان، احیا شد. با این حال، حجاب اجباری برای ورزشکاران زن و بی‌حجابی آنان در خارج از این کشور، باعث برخورد فدراسیون‌های ورزشی جمهوری اسلامی با این ورزشکاران، شده است. با وجود آنکه در دوران جمهوری اسلامی، هیچ قانونی حضور زنان در ورزشگاه‌های ایران را منع نمی‌کند، زنان، تنها در موارد محدودی برای تماشای فوتبال یا دیگر رشته‌های ورزشی مردان، به ورزشگاه‌ها راه یافتند. در سال ۱۳۹۸، کمی پس از درگذشت دختر آبی، که پس از تلاش برای ورود به ورزشگاه دستگیر شده بود، در بازی ایران و کامبوج از سری بازی‌های مقدماتی جام جهانی فوتبال، رسماً به زنان اجازه داده‌شد تا وارد ورزشگاه شوند.
مهاجرت ورزشکاران از ایران که در اواخر دههٔ ۱۳۹۰ موجی بی‌سابقه داشت، معمولاً دارای دلایلی با منشأ سیاسی و اجتماعی بوده است. مشکلات مربوط به مسابقه دادن با اسرائیلی‌ها، مسائل حجاب و زنان، دستگیری در تظاهرات و مسائل خانوادگی از دلایل مهاجرت ورزشکاران سرشناس ایرانی، اعلام شده است.

### مد و پوشاک
تاریخ دقیق پیدایش نساجی در ایران، هنوز مشخص نشده است اما به شکل احتمالی، همزمان با پیدایش تمدن در نظر گرفته می‌شود. پوشاک در ایران، در افسانه‌های ایرانی و نوشتار تاریخ‌نگاران، مورد اشاره قرار گرفته است. فردوسی و شماری از تاریخ‌نگاران شرق و غرب، کیومرث را مبدع استفاده از پوست و موی جانداران به عنوان پوشاک، دانسته‌اند. برخی از تاریخ‌نگاران نیز از هوشنگ به عنوان نخستین مبدع استفاده از پوست جانداران به عنوان پوشاک، یاد کرده‌اند. فردوسی، تهمورث را به نوعی، آغازکنندهٔ نساجی در ایران، دانسته است. یافته‌هایی در شمال ایران، از حدود ۶۰۰۰ سال پیش از میلاد، وجود دارد که به بافت پشم در آن دوران، اشاره می‌کند. اکتشافات دیگری در مرکز ایران که مربوط به ۴۲۰۰ سال پیش از میلاد است، نشان داد که از این سال‌ها، پوست جانداران، دیگر تنها پوشاک رایج در فلات ایران نبوده است. پوشاک دوران باستانی ایران، شکلی پیشرفته گرفت و جنس پارچه و رنگ پوشاک در آن دوران، اهمیت بالایی یافت. بر اساس جایگاه اجتماعی، مقام، اقلیم منطقه و فصل، پوشاک پارسی در دوران هخامنشیان به فرم‌های گوناگونی درمی‌آمد. فلسفهٔ مورد استفادهٔ این پوشاک، علاوه بر ویژگی کاربردی بودن، نقشی زیباشناختی نیز داشت. در این دوران، انواع گوناگونی از پارچه و رنگ (شامل فیروزه‌ای) رواج یافت. پارس‌ها تا حد قابل توجهی در پوشاک، از مادها الهام گرفته بودند. دیگر ویژگی پوشاک باستانی این کشور، وجود زینت‌های بسیار بر پوشاک و سلاح است. در ادامه برخلاف اشکانیان، ساسانیان، چندان تحت تأثیر یونانیان نبودند و در تغییر پوشاک، تاج‌ها و داشتن گوشواره طی دورهٔ ساسانی، گرایش به نفی نقش بیگانگان، دیده می‌شود.
در دوران مظفرالدین‌شاه و محمدعلی‌شاه قاجار، شوق پوشاک اروپایی در اندیشهٔ قشرهای بسیاری در ایران، نفوذ کرد و تقلید ظاهری از اروپایی‌ها، در حال رواج بود؛ در این دوران، پوشاک مردم و برخی طوایف، تغییر قابل توجهی یافت و به پوشاک اروپایی نزدیک شد. کشمکش‌هایی پیرامون پوشاک در ایران، شکل گرفت تا دوران رضاشاه پهلوی که نقش عمده‌ای در تغییر پوشاک مردم ایران داشت. دوران پادشاهی وی، نقطهٔ اوجی از تغییر ناگهانی پوشاک بود. تا سال ۱۳۱۴، کلاه پهلوی با فشار حکومتی به مد ایران تبدیل و در میان مردم، رایج شد. کمی بعد نیز کلاه شاپو رواج یافت. کشف حجاب در ایران نیز رویداد مهم دیگری است که در همان سال ۱۳۱۴ رخ داد؛ پیش از این تغییر پوشاک حکومتی، زنان ایرانی از پوشاکی چون چادر سیاه و روبنده استفاده می‌کردند.
پس از انقلاب ۱۳۵۷ و از آبان ۱۳۶۲، زنان ایرانی با حجاب اجباری در این کشور روبرو شدند که به پدیداری معترضانی چون دختران خیابان انقلاب انجامید. جشنواره‌های ملکه زیبایی درون ایران، پس از انقلاب ۱۳۵۷، دیگر برگزار نشدند و آخرین مراسم گزینش ملکهٔ زیبایی ایران، در سال ۱۳۵۷ در این کشور برگزار شد. بر پایه گزارشی در بی‌بی‌سی فارسی، جمهوری اسلامی در ساخت و پرداخت هویت «زن ایرانی مسلمان» تلاش کرده است و کد لباس اسلامی تجویزشدهٔ این حکومت، مورد بحث بوده است. این رسانه همچنین حکومت اسلامی را دارای «وسواس» و «وحشت» از زنان مدرن غربی‌پوش دانست. به عنوان دیدگاهی مقابل، مرجع تقلید ایرانی، ناصر مکارم شیرازی، حجاب را برای حفظ شخصیت زنان و پیشگیری از انحراف جوانان و فساد دانسته است. جشنواره بین‌المللی مد و پوشاک فجر نیز رویداد مد دولتی ایران است که بخش‌های داخلی و جهانی دارد و دارای ملاحظات اسلامی است.

## برای مطالعهٔ بیشتر
- Iran : a country study، کتابخانه کنگره، ۲۰۰۸ میلادی.
- ایران در دانشنامه بریتانیکا.
- آخرین شاهنشاه، نهاوندی-ایوبوماتی، دادمهر ۱۳۹۲ خورشیدی.
- هنر ایران، آندره گدار (ترجمهٔ بهروز حبیبی)، ۱۳۷۷ خورشیدی.